# 国鉄211系電車
211系電車（211けいでんしゃ）は、1985年（昭和60年）に登場した直流近郊形電車である。当初は日本国有鉄道（国鉄）により、国鉄の分割・民営化後は東日本旅客鉄道（JR東日本）、東海旅客鉄道（JR東海）、西日本旅客鉄道（JR西日本）により設計・製造された。
本項では、JR東海より三岐鉄道へ譲渡された三岐鉄道5000系電車についても記述する。

## 概要
陳腐化した111系・113系・115系に代わる近郊形電車のフルモデルチェンジ車として、同系列の置き換えを目的に開発された。
軽量オールステンレス製車体や構造の簡便なボルスタレス台車、サイリスタチョッパ制御より簡便かつ安価に電力回生ブレーキが使用可能な抵抗制御を基本とした界磁添加励磁制御、応答性の高い電気指令式ブレーキ、簡易的なモニタ装置等、省エネルギーや保守費用低減に配意した新機軸が各所に採用されている。これらは結果として通勤形電車の205系で先に採用されたが、本来は「次期近郊形電車」を念頭に開発されたシステムである。このシステムは民営化後のJR新型車両にも多数採用されている。
1ユニットあたりの力行性能の向上により、電動車比率を下げ、2M3T編成で25 ‰までの勾配でも通常の使用が可能であり、新製コストや運用コストの低減を狙った設計とした。これにより、2M3T編成でも113系・115系の2M2T編成と同等以上の走行性能を持つ。
国鉄時代には首都圏地区に250両、名古屋地区に8両、計258両が製造され、国鉄分割民営化時には前者はJR東日本に、後者はJR東海に引き継がれた。分割民営化後にはJR東日本で325両、JR東海で242両、JR西日本で2両、計569両が製造され、総計では827両が製造された。その後、JR東日本では東海道線113系の編成に挿入された2階建グリーン車（サロ124形・サロ125形）34両が本系列に編入されている。

## 構造
本項ではグリーン車・「ゆめじ」を除く各車の共通事項について述べる。

### 車体
車体は、片側3か所に両開きの扉を設けた国鉄近郊形電車の基本的構成であるが、両端の側出入口の位置を若干車端に寄せた配置としている。外板間の車体幅は113系など従来車の2,900 mmから初めて2,950 mmまで拡大され、裾絞りが大きくなっている。また暖地・平坦線用の113系と寒地・勾配線用の115系の機能を統合し、細部の仕様変更を行うことで両系列の取替に対応している。
前面形状は従来と同じ貫通型である。205系と同様、前面の窓周りを黒い塗装でまとめているが、205系（後期に製造された一部や改造車を除く）では縁のみに用いられたFRPを全体に用い、白いFRP製部材で覆い軽快な印象に仕上げた。この前面形状は415系1500番台や民営化後の新型車両にも採用されている。

### 車内
座席は0・1000番台が従来と同様のセミクロスシートを採用するが、長距離通勤客の増加に伴う混雑に対応するため、オールロングシートの2000・3000・5000・6000番台が製造された。クロスシート・ロングシートともバケットタイプとし、クロスシートはシートピッチ1,490 mmのままでスペースと通路幅を広げ、ロングシートは1人分の幅を広げた。また、セミクロスシート車も混雑緩和のため415系700番台同様、車端部をロングシートとした。
国鉄時代は付属編成のみがオールロングシートとされたが、国鉄分割民営化後の増備車はオールロングシートが基本となっている。

### 機構
MM'ユニット車の主電動機は120 kWのMT61形が採用された。性能は375 V・360 A、全界磁定格回転数1,540 rpm、35 %界磁定格回転数3,080 rpmである。これは713系向けに開発されたものを使用している。
MT61形の定格出力は従来のMT54形と同じだが、低回転域のトルクを381系向けのMT58より強化（MT54とMT58の中間の特性）したうえ、従来の近郊形電車よりも大きめの歯車比を採用し、定格速度を113系・115系より6.5 km/h低い46.0 km/hとしたため、逆にユニット当たりの引張力は6,690 kgfから7,580 kgfへと1割強大きくなった。一方で、許容回転数を上げて最弱め界磁率を35 %まで取り、高速性能を確保した。2M3T編成においても113系・115系の2M2T編成を上回る走行性能を発揮できるのはこれらによるものである。
1M方式（非MM'ユニット車）車の主電動機はMT64形で、定格端子電圧がMT61形の2倍の750 V、定格電流が半分の180 Aとされているが、速度特性は極力MT61形にそろえられている。このシステムは後に213系用として初採用されたが、本来は本系列の横須賀・総武快速線への投入を構想した際、MT比2:3（15両編成時6M9T）では不足する走行性能と、電動車を増やすコストをバランスさせるために開発されていたもので、当初からMM'ユニット方式との混用が想定されていた。
主制御器は205系のCS57形に抑速ブレーキの機能を追加したCS57A形である。抑速ブレーキは40 km/h以上で作動する。
電気ブレーキは、添加励磁装置を用いて回生ブレーキを行う。高速域では界磁電流を弱く、主回路電流を強くし、速度の低下とともに界磁電流を強めながら主回路電流を減ずるよう制御することで、一定の回生ブレーキ力が確保される。78 km/h以上からブレーキをかける時は電動機は並列つなぎで、それ以下からの場合は直列つなぎで回生ブレーキを開始する。並列つなぎで開始した場合は60 km/h前後で直列つなぎに切替えるが、切替の際に端子電圧を急に半減することはできないため、抵抗を挿入しながら回路を切替え、その後抵抗が抜かれる。
低速では界磁電流を強めても回生電圧が架線電圧を下回るため、30 km/h前後で回生ブレーキが失効する。
運転台はデスク型で、横軸のマスコンハンドルと縦軸のブレーキハンドルを配した2ハンドル式である。

## 形式
順番は過去からの慣例に準ずる。本形式は国鉄時代から分割民営化後にかけて製造されているため、それらを分けて記述する。なお、国鉄時代に製造された形式の中には民営化後に製造された形式もある。また、車両の向きは、東海道本線基準で東京駅方を奇数（北・東）向き、神戸駅方を偶数（南・西）向きとする。

### 国鉄時代に製造された形式

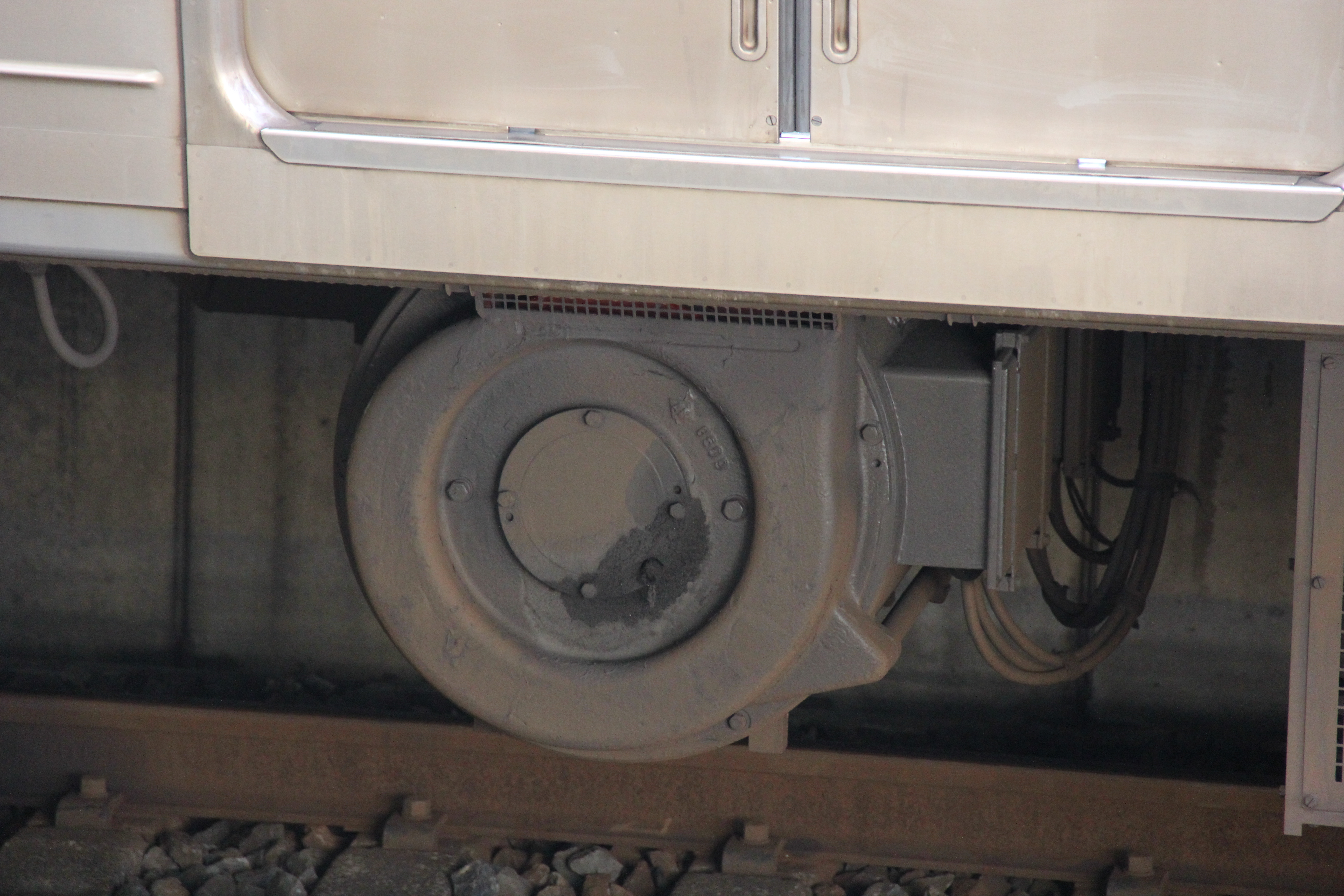
モハ210-3007（JR東日本所属車）の電動発電機（MG）

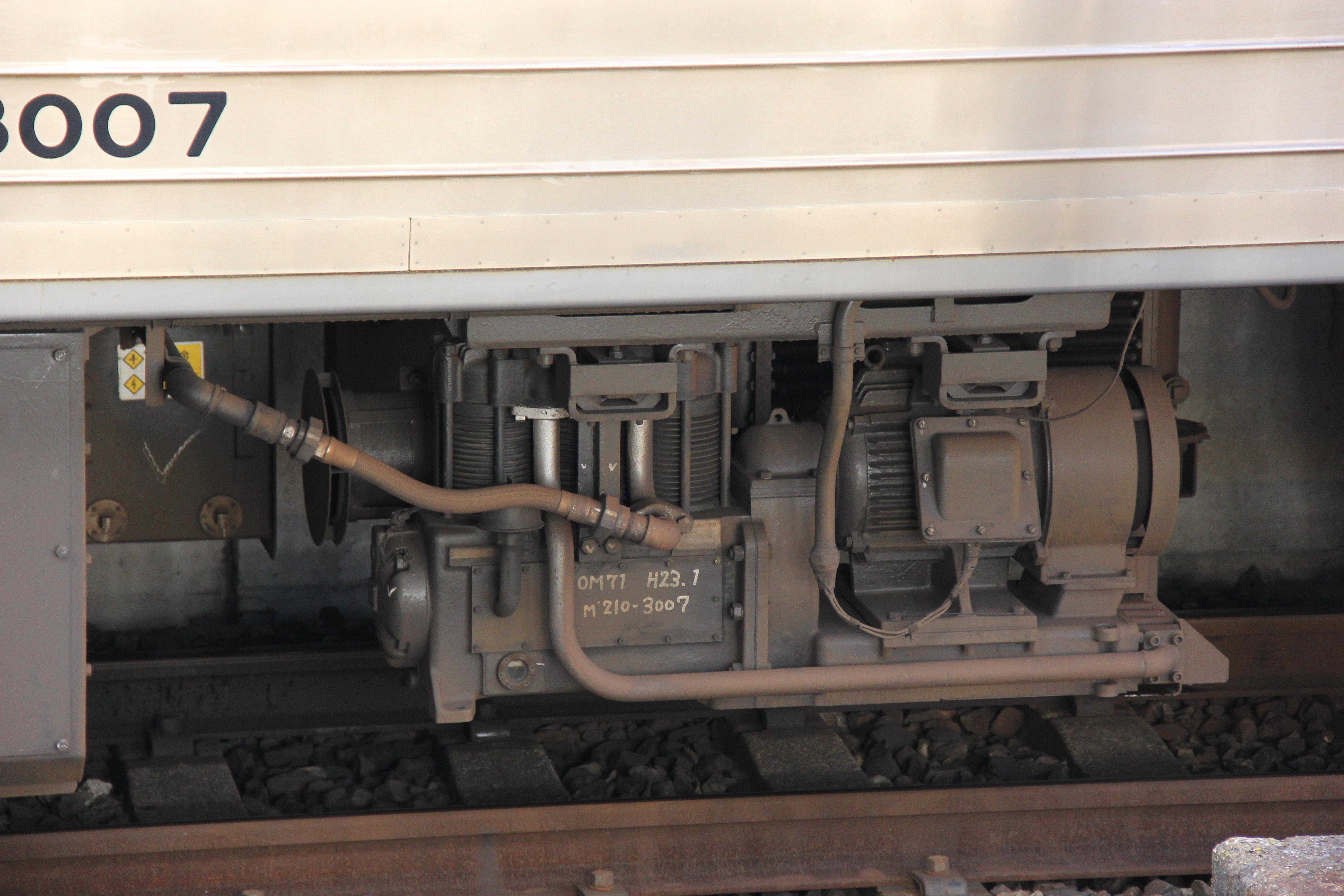
モハ210-3007（JR東日本所属車）の電動空気圧縮機

クモハ211形 (Mc)
奇数（北・東）向きの最前部に連結される制御電動車でモハ210形とユニットを組み、パンタグラフと主電動機や主制御器を搭載する。内装や搭載設備、投入線区などの違いによって0番台、1000番台、3000番台の番台区分がある。民営化後にはJR東日本によって3000番台が、JR東海によって5000番台が製造され、そのうち5600番台は低断面トンネルへの入線を可能にするため、パンタグラフ取付部は低屋根構造、パンタグラフは最低作用高さの低いC-PS24A形を装備する。6000番台は213系を基本とする1M仕様車である。
モハ211形 (M)
モハ210形とユニットを組む中間電動車で、パンタグラフと主電動機や主制御器を搭載する。クモハ211形から運転台を省略したもの。この形式は0番台・2000番台が新製され、民営化時には全車がJR東日本に引き継がれた。民営化後もJR東日本により2000番台が製造されている。
モハ210形 (M')
クモハ211形またはモハ211形とユニットを組む中間電動車で、電動発電機 (MG) と空気圧縮機 (CP) を搭載する。これも内装や搭載設備、投入線区などの違いにより0番台、1000番台、2000番台、3000番台の番台区分がある。国鉄分割民営化時にはJR東日本およびJR東海に引き継がれた。民営化後も、JR東日本により2000番台および3000番台、JR東海により5000番台が製造されている。5000番台はMGに代えてDC-DCコンバータを搭載する。
クハ211形 (Tc)
奇数（北・東）向きの最前部に連結される制御車で、連結面寄り3位側にトイレが設置され、トイレ出入口の向かい側の席はクロスシートである。この形式もモハ211形同様0番台および2000番台のみの存在で、全車がJR東日本に引き継がれた。民営化後は、JR東日本により2000番台が追加製造されている。
クハ210形 (Tc')
偶数（南・西）向きの最前部に連結される制御車で、連結面寄り3位側にトイレが設置され、トイレ出入口の向い側の席はクロスシートである。これも内装や搭載設備、投入線区などの違いによって0番台、1000番台、2000番台、3000番台の番台区分がある。国鉄分割民営化時には、JR東日本およびJR東海に引き継がれた。民営化後は、JR東日本により2000番台、3000番台が、JR東海により5000番台と5300番台が製造された。5000番台にはトイレが設置されていないが、後に登場した5300番台には連結面寄り3位側にトイレが設置されている。全ての編成に必ず連結されている。
サハ211形 (T)
中間付随車の普通車。これも内装や搭載設備、投入線区などの違いによって0番台、1000番台、2000番台、3000番台の番台区分がある。本系列の中で最も製造両数が多い。国鉄分割民営化時にはJR東日本およびJR東海に引き継がれた。民営化後は、JR東日本により2000番台、3000番台が、JR東海では5000番台が製造された。
サロ211形 (Ts)
中間付随車の平屋グリーン車。偶数（南・西）寄りにトイレ、洗面所が設置され、床下に水タンクが搭載されている。国鉄分割民営化時には、全車がJR東日本に引き継がれた。当初はサロ210形とペアを組んだが、民営化後は新製されたサロ212形とペアを組むように組み換えられた。後年、高崎線に転用された際に耐寒耐雪工事を施工し1000番台に改番された。
サロ210形 (Ts')
中間付随車の平屋グリーン車。奇数（北・東）寄りに車掌室と乗務員室が設置されている。国鉄分割民営化時には、全車がJR東日本に引き継がれた。当初はサロ211形とペアを組んだが、民営化後は新製されたサロ213形とペアを組むように組み換えられ、同時に方向転換している。後年、高崎線に転用された際に耐寒耐雪工事を施工し1000番台に改番された。

### JR化後に製造された形式
クモロ211形 (Msc)
JR西日本が『スーパーサルーンゆめじ』用に製造したモロ210形とユニットを組む制御電動グリーン車で、パンタグラフと主電動機や主制御器を搭載する。車体はステンレス車体ではなく普通鋼製車体である。
モロ210形 (Ms')
JR西日本が『スーパーサルーンゆめじ』用に製造したクモロ211形とユニットを組む中間電動グリーン車で、静止形インバータ (SIV) と空気圧縮機を搭載する。クモロ211形同様車体は普通鋼製車体である。
サロ213形 (Tsd)
JR東日本が製造した中間付随車の2階建グリーン車。世界の狭軌路線では初めてとなる2階建車両として登場。神戸（南）寄りにトイレ・洗面所が設置されている。大半がサロ210形とペアを組んだため、逆向きに連結されている。そのため車体構造は両方の向きに対応している（7・8を除く）。113系からの改造編入車もある。
サロ212形 (Tsd')
JR東日本が製造した中間付随車の2階建グリーン車。サロ213形と同時に登場した。東京（北）寄りに車掌室と乗務員室が設置されている。大半がサロ211形とペアを組んでいた。113系からの改造編入車もある。

## 新造車

### 0・2000番台
211系の基本形式。東海道線向けの暖地仕様車で、0番台はセミクロスシート、2000番台は制御車のトイレ対向部を除きロングシートとなっている。東京地区には0・2000番台が、名古屋地区には0番台が投入された。

#### 東京地区用
国鉄時代は、東海道線東京口用のグリーン車2両組込の0番台10両基本編成 (TcTMM'TTsTs'MM'Tc') 6本と2000番台5両付属編成 (TcTMM'Tc') 5本の計85両が製造され、田町電車区（後の田町車両センター）に配置された。1986年（昭和61年）3月3日のダイヤ改正から営業運転を開始した。
グリーン車は、従来1両にトイレ・洗面所と専務車掌室を装備することが通例であったが（一例 : サロ110形1200番台）、本系列ではトイレと洗面所のみ装備のサロ211形と専務車掌室のみ装備のサロ210形とに分けて製造し、これを組合せて運用されている。これにより、サロ110形（1200番台）に対し定員が一列4名増の64名に増加している。シートピッチはこれまで通り970mmとしたが、車体が従来より広くなったことを生かして、通路幅600mmを確保したまま座席幅を475mmに広げ（従来車は450mm）、背もたれはフリーストップ式とし、傾斜角度も従来よりやや大きくした。2階建グリーン車登場後、アコモデーション格差解消のため、背面テーブル、中肘掛と立客用の手摺が追加設置されている。
導入当初、東海道線の東京駅 - 平塚駅間以外では喫煙が可能であったため、ロングシート車を含む各車両（除く禁煙車）に灰皿を設けていた。ロングシート車は出入台の袖仕切横と妻部に設置した。しかし、後の禁煙区間の拡大にともない、グリーン車を含め全車禁煙となり灰皿は撤去された。後述する2階建グリーン車は当初より禁煙車として登場したため、灰皿は最初から設置していない。
JR東日本では、1988年度から1991年度までに基本編成8本と付属編成9本の計125両を増備した。従来、ロングシート車（2000番台）は付属編成のみであったが、基本編成もロングシートの2000番台車とされた。国鉄製造分と比較し、JR東日本化後の増備車（2000番台のN21・N56編成以降）では以下のような変更点がある。なお、増備分では1989年（平成元年）3月以降、2000番台15両（日本車輌製N32・N64編成）を除いて、全車両が川崎重工業製となっている。
- 運転席背面仕切窓を拡大[9]（国鉄製造のクモハ211形・モハ210形・クハ210形の車番1010・1011・3022も同様[9]）。なお、国鉄製造のクモハ211形・モハ210形・クハ210形の車番1009・3017 - 3021では、運転席背面仕切の仕切扉窓のみ下方向に拡大していた[9]。
- 車内の荷棚を金網式からパイプ式に変更[9][11]。空調吹出口（ラインフロー）をアルミ形材からFRP成形品に変更[9]。
- 将来の速度向上を考慮して、台車にヨーダンパ取り付け台座を準備[9]。
- 主抵抗器の仕様を見直し、小型軽量化[9]。外観では3個目と4個目の主抵抗器の間隔が空いている[9]。空気圧縮機の除湿装置を変更[9]。
- 1989年度の増備車（N24編成・N59編成以降・クモハ211形・モハ210形・クハ210形の車番3036以降）からは、ATS-P形の準備工事が行われ、運転台計器盤に表示灯が組み込まれた[9]。屋根上の通風器（ベンチレーター）を鉄製からステンレス製に変更[9]。1989年（平成元年）の後期以降の増備車は側扉内側のスポット溶接による斑点がなくなっている。
- 1990年度の増備車（N25編成・N60編成以降、クモハ211形・モハ210形・クハ210形の車番3047以降）からは、電動車客室床面の主電動機点検フタを廃止[9]。
- 1991年度の増備車（N32編成・N64編成、クモハ211形・モハ210形・クハ210形の車番3054以降）からは、前面屋根部と前面貫通扉上部に雨樋を設置[9]、列車番号表示器を字幕式からマグサイン式に変更[9]。つり革を三角形に変更。

グリーン車も定員増加を図るため、2階建のサロ213・212形とされた。従来の編成は平屋構造のサロ211形・サロ210形の組み合わせで連結していたが、新造の2階建グリーン車と編成を組替、14編成中12編成が2階建車と平屋車をそれぞれ1両ずつ組込んだ。0番台はサロ211形+サロ212形の組成で、2000番台は後述の2編成を除きサロ210形+サロ213形の組成である。編成中の2階建て車両の連結位置を4号車にそろえるため、サロ210形は引き通しを引替え、サロ213形 (1 - 6) は引通しを両わたりで製造の上、方向転換して組成している。1990年と1991年に増備された2編成（N31・N32編成）は平屋グリーン車を新製すると輸送力の増強にならないことから、グリーン車をサロ213形+サロ212形で新製し、初めて2階建グリーン車2両連結となって登場した。編成中のサロ213形は、当初から正規の位置に連結されているため、引通しは片わたりとなっている。
サロ213形のトイレは、サロ211形の和式から、同時期登場の651系に準じた洋式とされた。トイレ入り口のドアは、当初は折戸式であったがのちに外吊式引戸に改造された。
近年、優先席部分の吊り革をE233系タイプの物に交換したほか、2008年秋頃より、検査時などに張り替えるシートのモケット地を製造時の蘇芳色から青緑色の柄付きのものに変更している。
2011年秋からは田町車両センターにE233系3000番台の投入が開始され、同系列の増備に伴い2012年4月23日をもって同センター配置の本系列の定期運用を終了し、置き換えが完了した。置き換え完了後の同年5月12日・13日には東京駅 - 伊豆急行線伊豆急下田駅間で営業運転終了を記念する団体臨時列車が運行された。

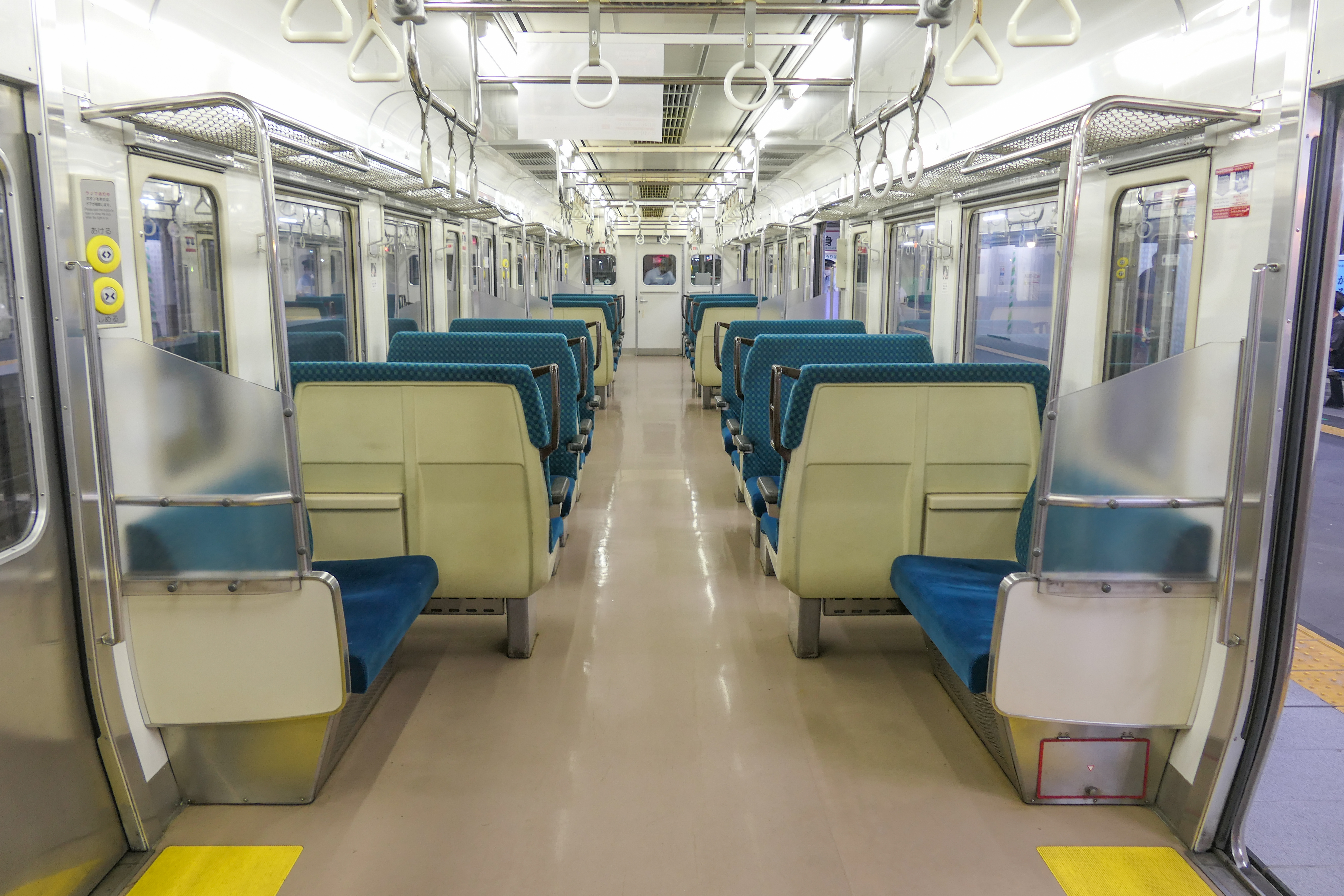
0番台の車内（モケット地は更新後の青緑色）
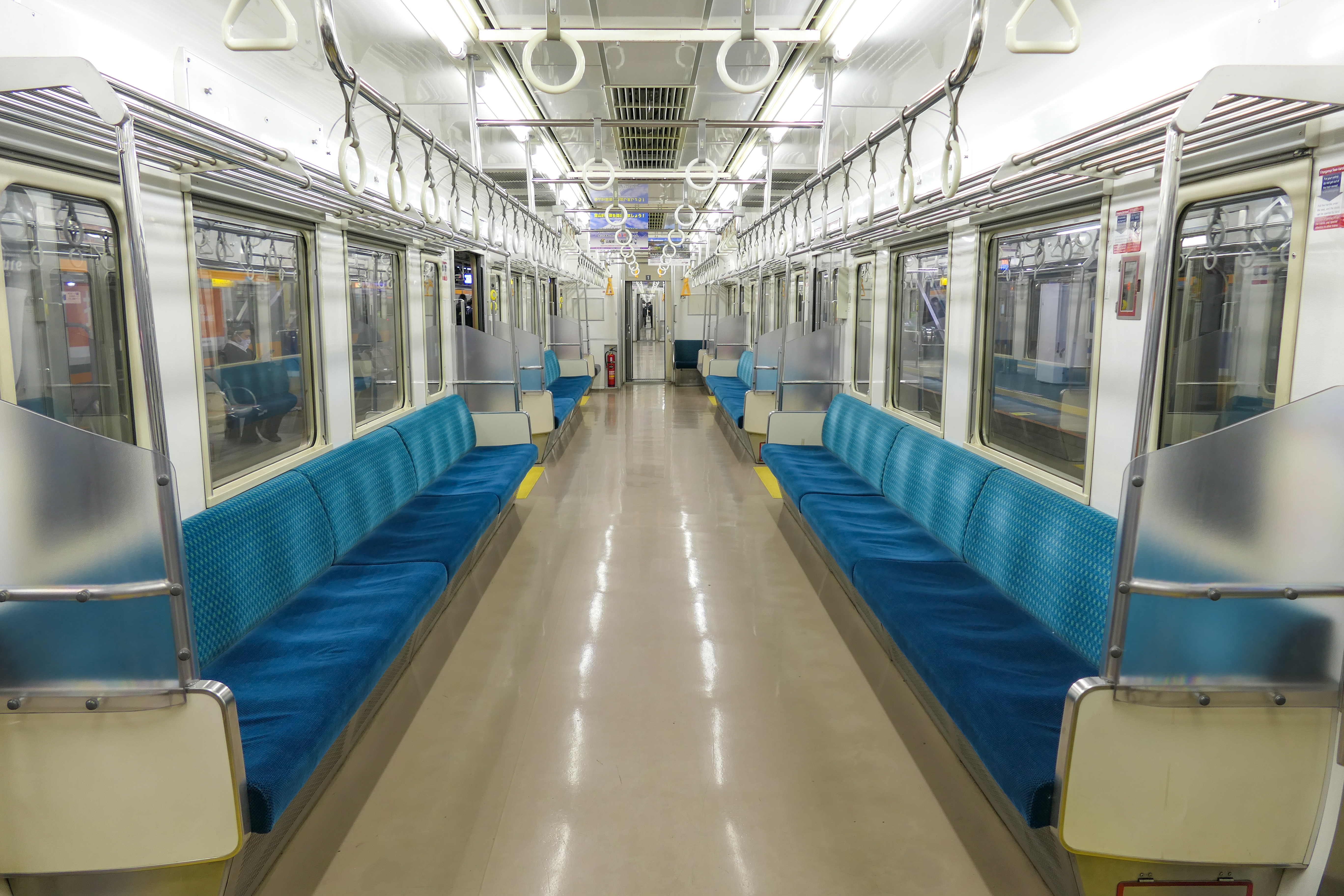
2000番台の車内（モケット地は更新後の青緑色）
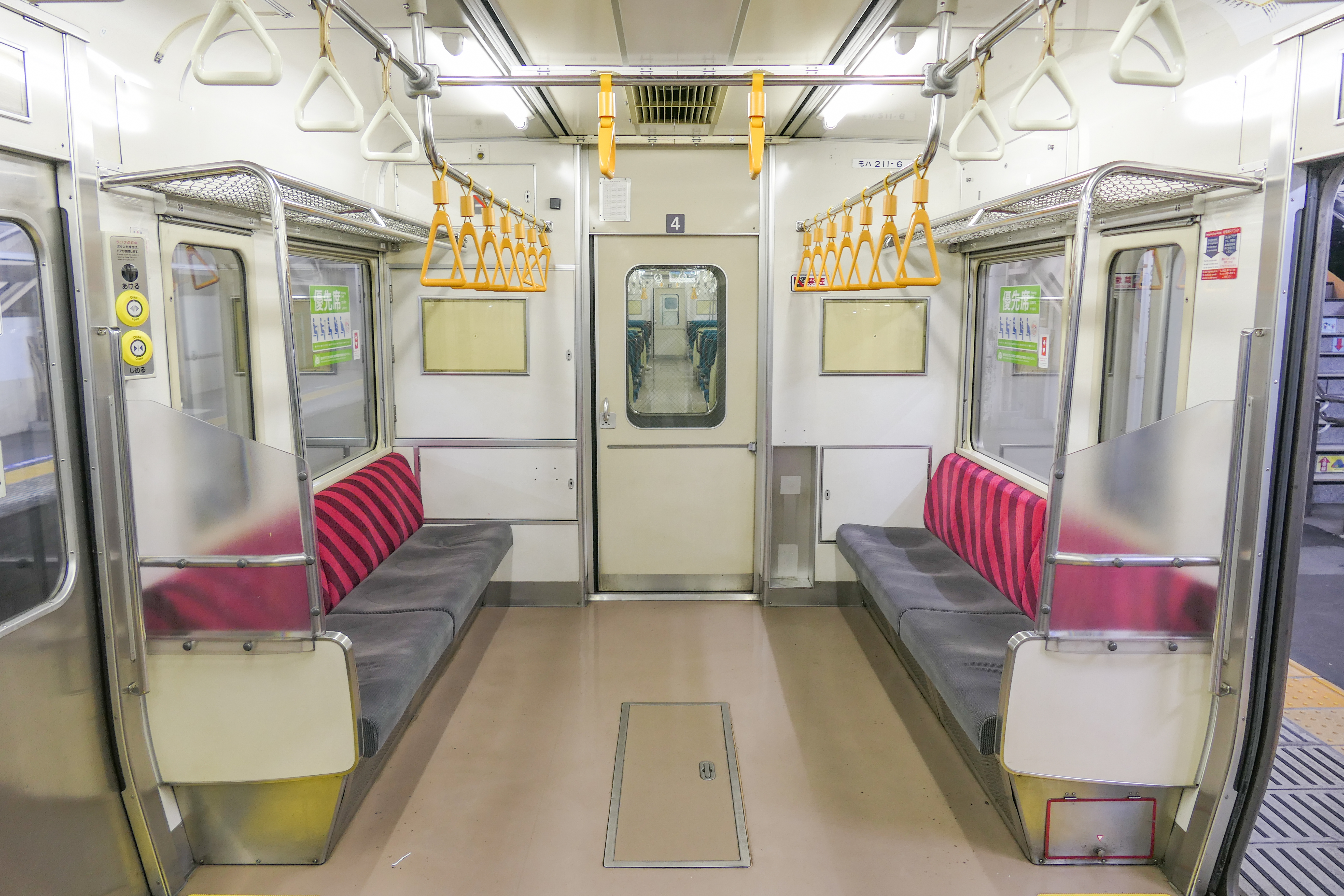
優先席
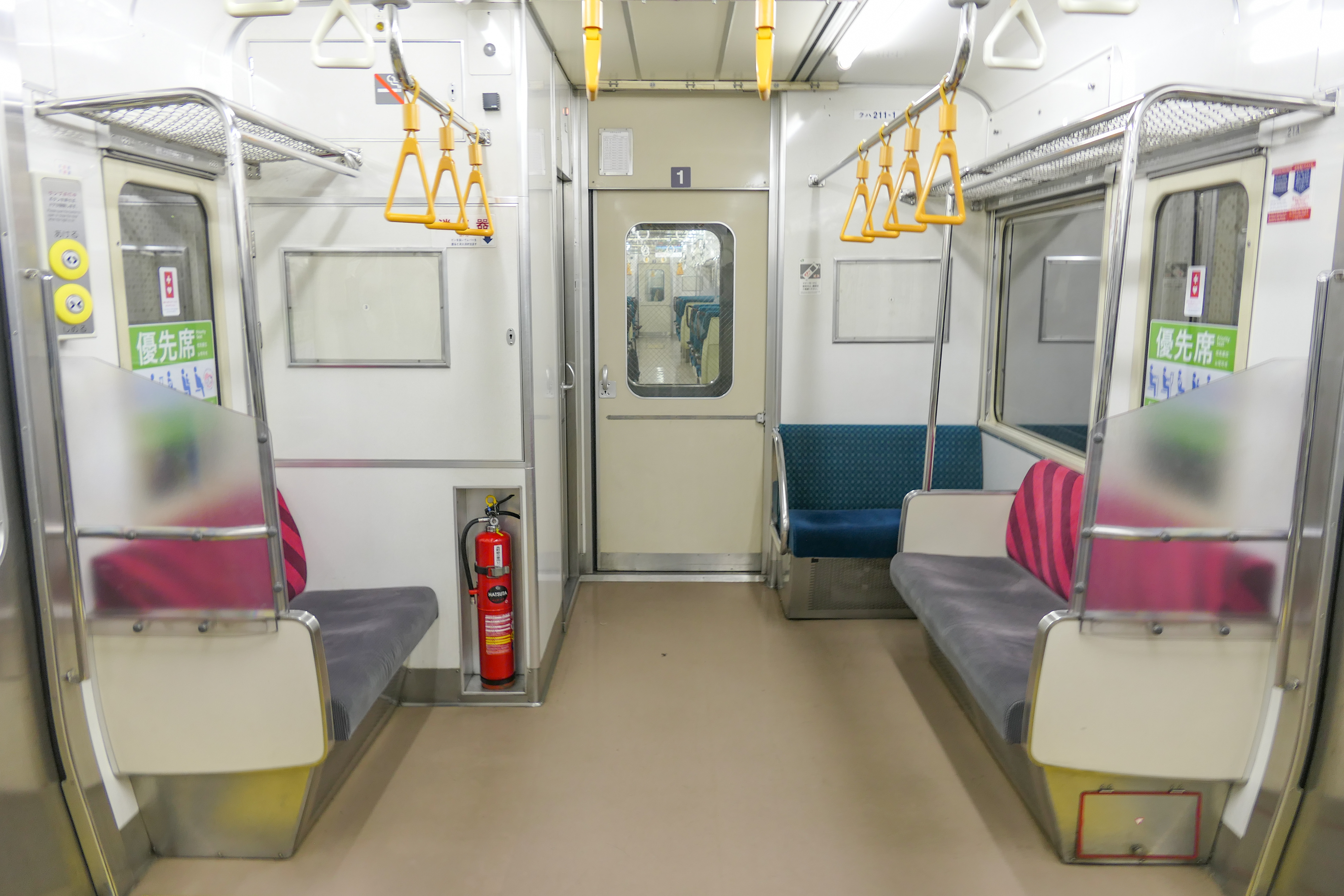
トイレ付近

#### 名古屋地区用
国鉄民営化前年の1986年（昭和61年）11月ダイヤ改正時に、名古屋地区において117系を6両編成から4両編成化して東海道線快速の増発が実施された。この際、増発分の車両不足を補うため0番台4両編成 (McM'TTc') 2本が川崎重工業で製造された。
登場当初は東京地区用と異なり、先頭車の電気連結器と自動解結装置が非設置（代わりにジャンパ栓を装備。このため東京地区用とはスカート周りの造作に違いがある）で、外装は東海地区のイメージカラーとした青色の帯に白のピンストライプを入れた独自カラーであった。その後、同車を引継いだJR東海のコーポレートカラーがオレンジ色となったことから、1988年に他車と同じ湘南色帯に改められた。これと同時期に電気連結器と自動解結装置も設置されている。
サービス改善の見地から、車掌スイッチの取り付け位置の変更を行い、運転室背面窓の拡大を行った。
民営化後はJR東海に継承され、その後の増備が後述のロングシート車である5000番台車に移行したことから、JR東海が所有する211系では8両のみセミクロスシート車となっている。また、クモハ211形0番台はこの2編成のみとなっている。

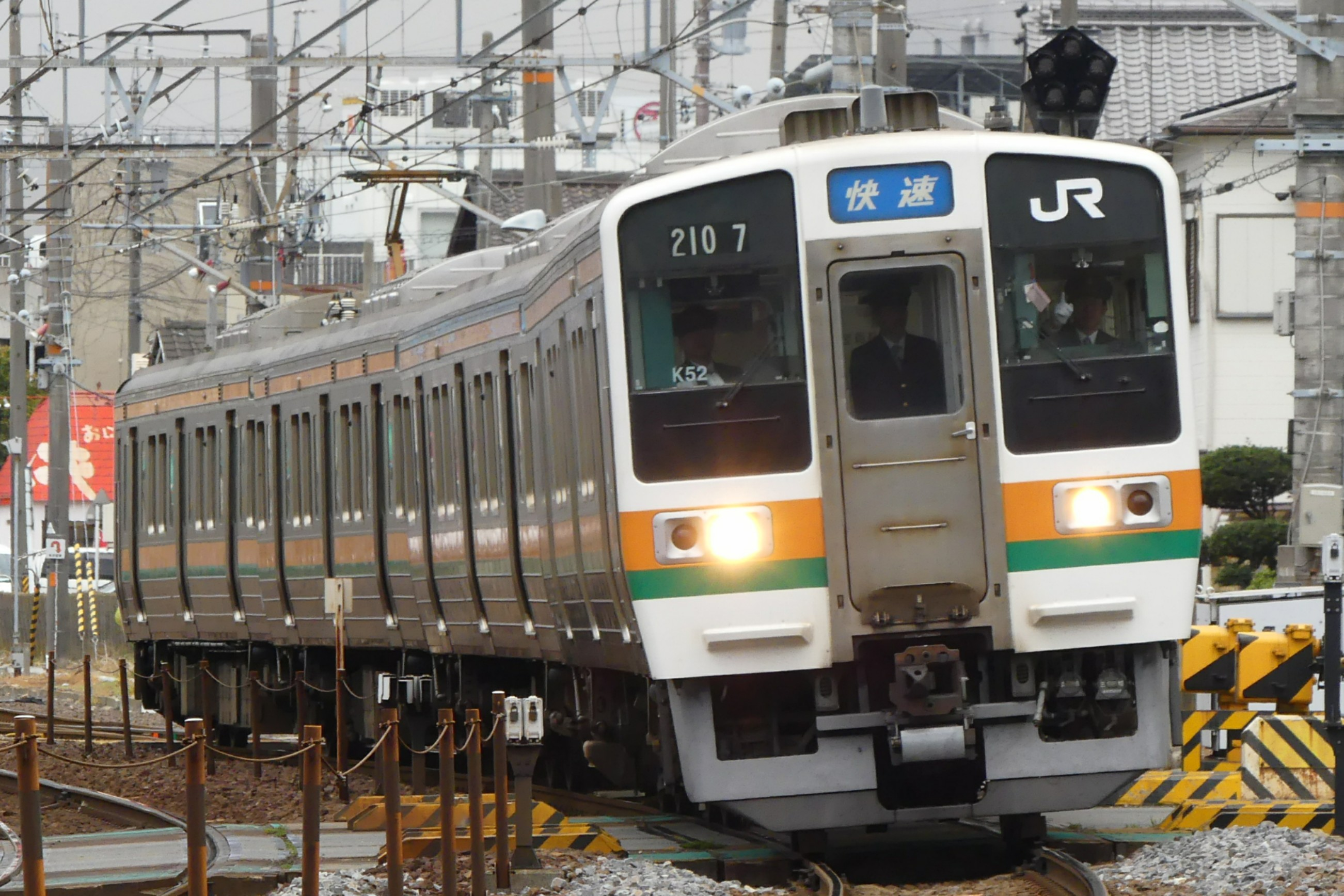
0番台K52編成
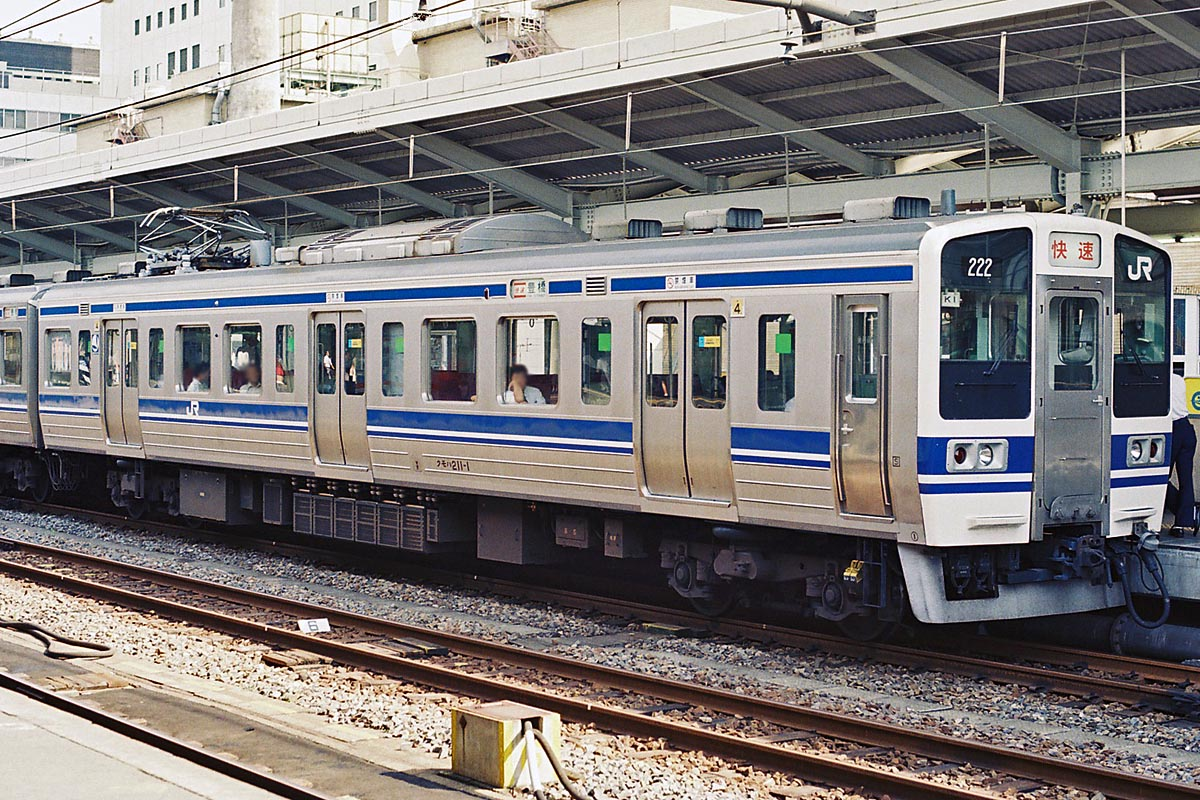
登場時のクモハ211-1
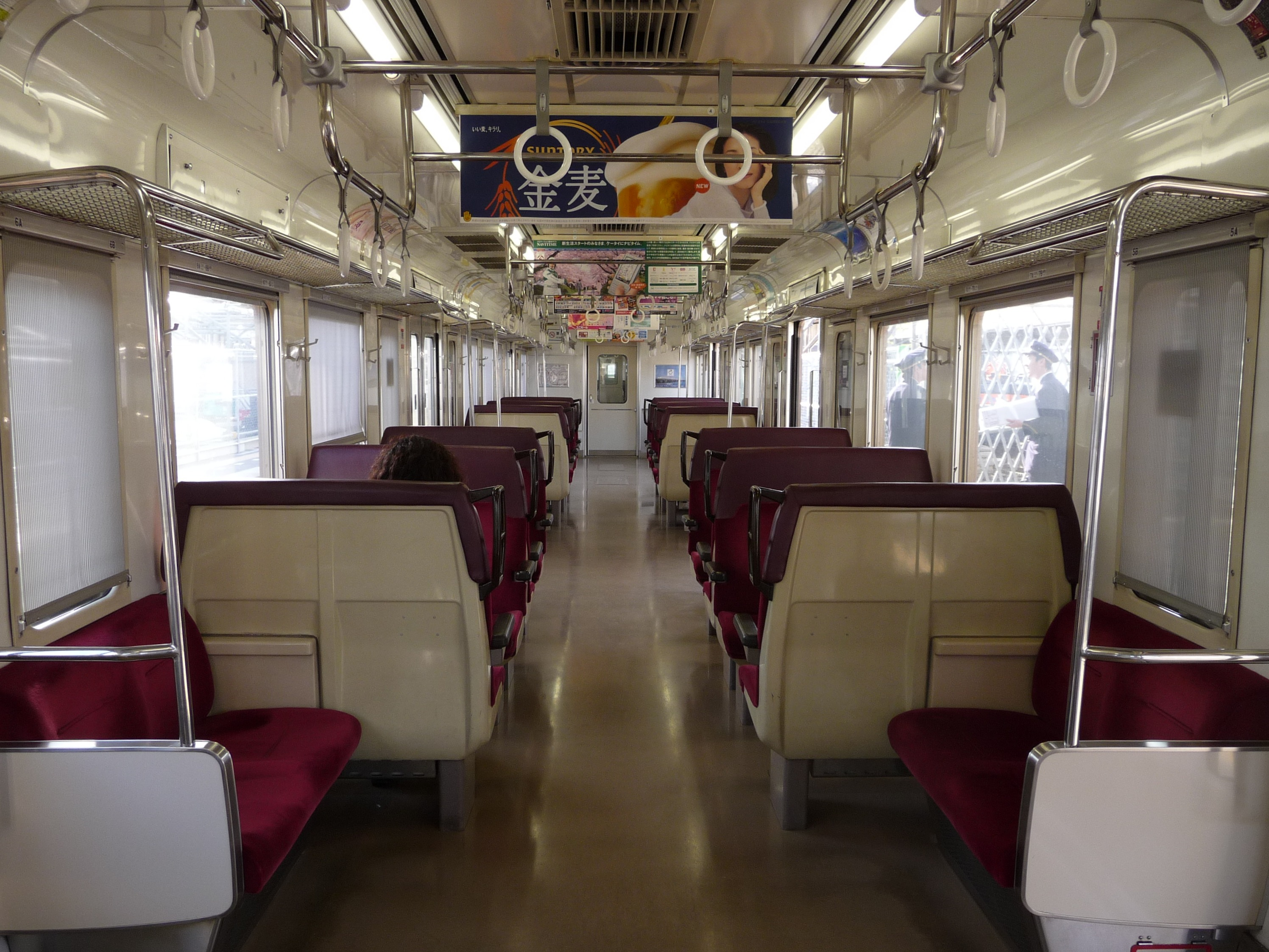
JR東海所属211系0番台の車内

### 1000・3000番台
0・2000番台の構造を基本に東北本線（1990年以降は宇都宮線と案内）と高崎線の使用に配慮した寒地仕様車で、115系非冷房車の置換え用として登場した。1000番台はセミクロスシート車、3000番台はロングシート車で、ともにスノープラウ（排雪器）、耐雪ブレーキ、半自動ドア、レールヒーターなどの耐寒耐雪装備がなされている。前述の0・2000番台より早い1986年2月18日から営業運転を開始した。
編成は、東海道線用0・2000番台と異なり普通車のみの5両編成 (McM'TTTc') で、1000・3000番台とも同じである。国鉄時代には、セミクロスシート車1000番台11本とロングシート車3000番台22本の計165両が製造され、民営化後は東海道線用と同様にロングシートの3000番台のみが1991年までに40本増備されている。国鉄時代には、1000番台×1本+3000番台×2本で15両編成を組むように計画されたため、1000番台と3000番台の運用も分けられていたが、民営化後は共通運用となった。なお、JR化後の増備車（クモハ211形・モハ210形・クハ210形の車番3023以降）は前述の2000番台と同様の設計変更が行われている。
新製配置は1000番台が全車両新前橋電車区（現・高崎車両センター）で、3000番台は当初クモハ211形・モハ210形・クハ210形の車番3001 - 3046が新前橋電車区、3047 - 3062が小山電車区（現・小山車両センター）配置であったが、2000年からE231系が小山電車区に新製配置になったことにより、同年12月に新前橋区に配置が集約されている（その後一部が幕張車両センターに転出）。そのため、上野駅発着列車では宇都宮線列車よりも高崎線列車の運用のほうが多かった。
優先席の吊革は全編成でE233系タイプのものに交換済みである。
0・2000番台と同様に、2008年秋頃より、モケット地をすおう色から青緑色に交換しているほか、順次PS33E形シングルアーム式パンタグラフへの取り替えおよび増設（一部）が行われた。
前述した田町車両センターに続いて、2012年度に高崎車両センター向けにもE233系3000番台250両が投入された。また宇都宮線小金井駅 - 黒磯駅間での5両編成での運用は、2013年8月24日から運用を開始した205系600番台の転入により置き換えが行われた。
2013年3月16日のダイヤ改正で宇都宮線上野駅発着の運用を終え、翌2014年3月15日のダイヤ改正で高崎線での運用からも撤退し、都心への乗り入れが消滅した。また、同年3月24日をもって宇都宮線小金井駅・宇都宮駅 - 黒磯駅間での運用も終了した。さらに、宇都宮線と両毛線の直通列車2往復のうち、宇都宮線小山駅 ‐ 黒磯駅間の1往復の運用は2017年3月3日、小山駅 - 宇都宮駅間の1往復の運用は2019年3月16日のダイヤ改正で廃止されたため、宇都宮線での3ドア車両（烏山線直通列車は除く）の定期運用は消滅した。

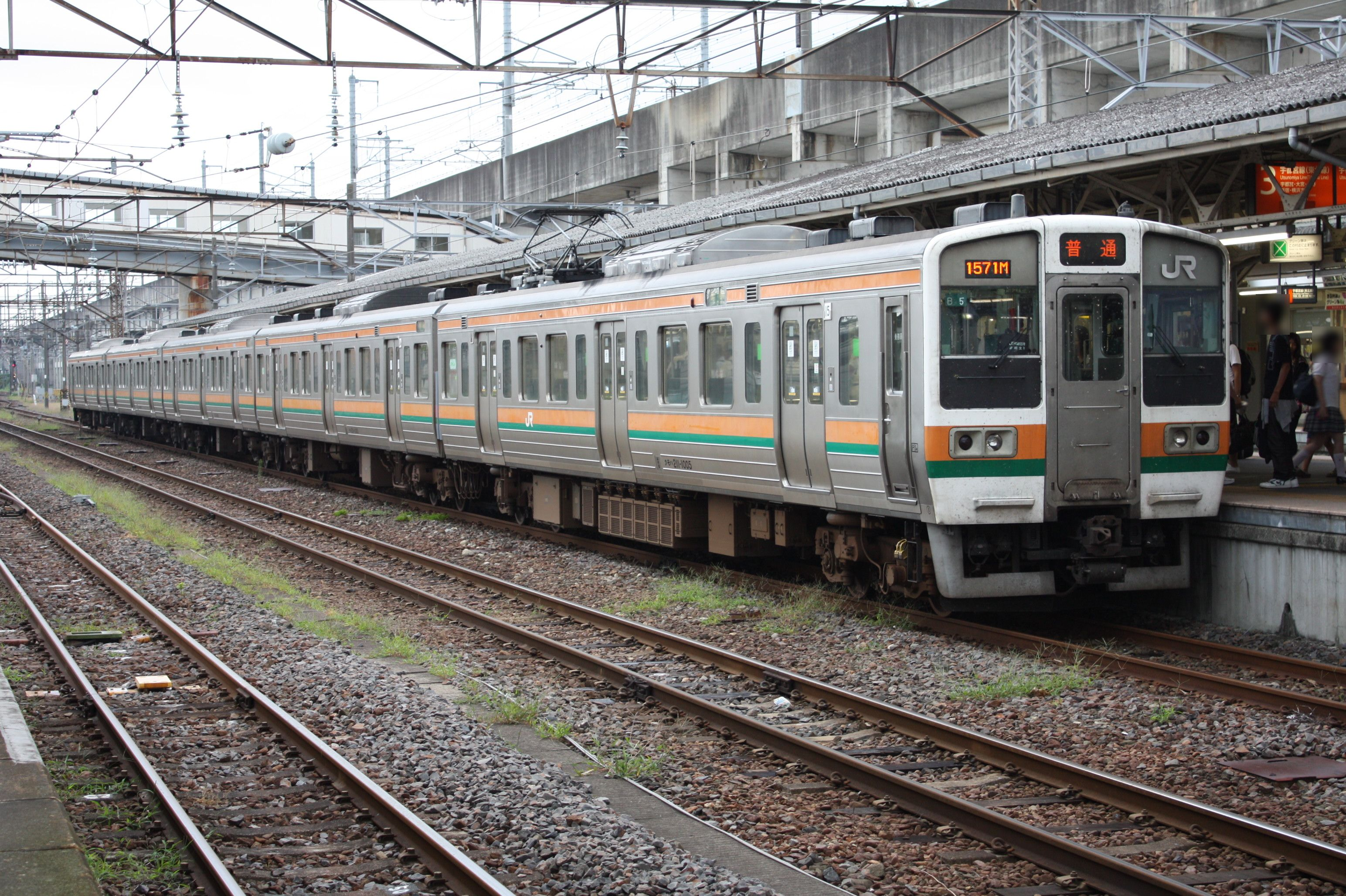
1000番台は両毛線・宇都宮線（小金井駅 - 黒磯駅間）では5両編成での運用があった
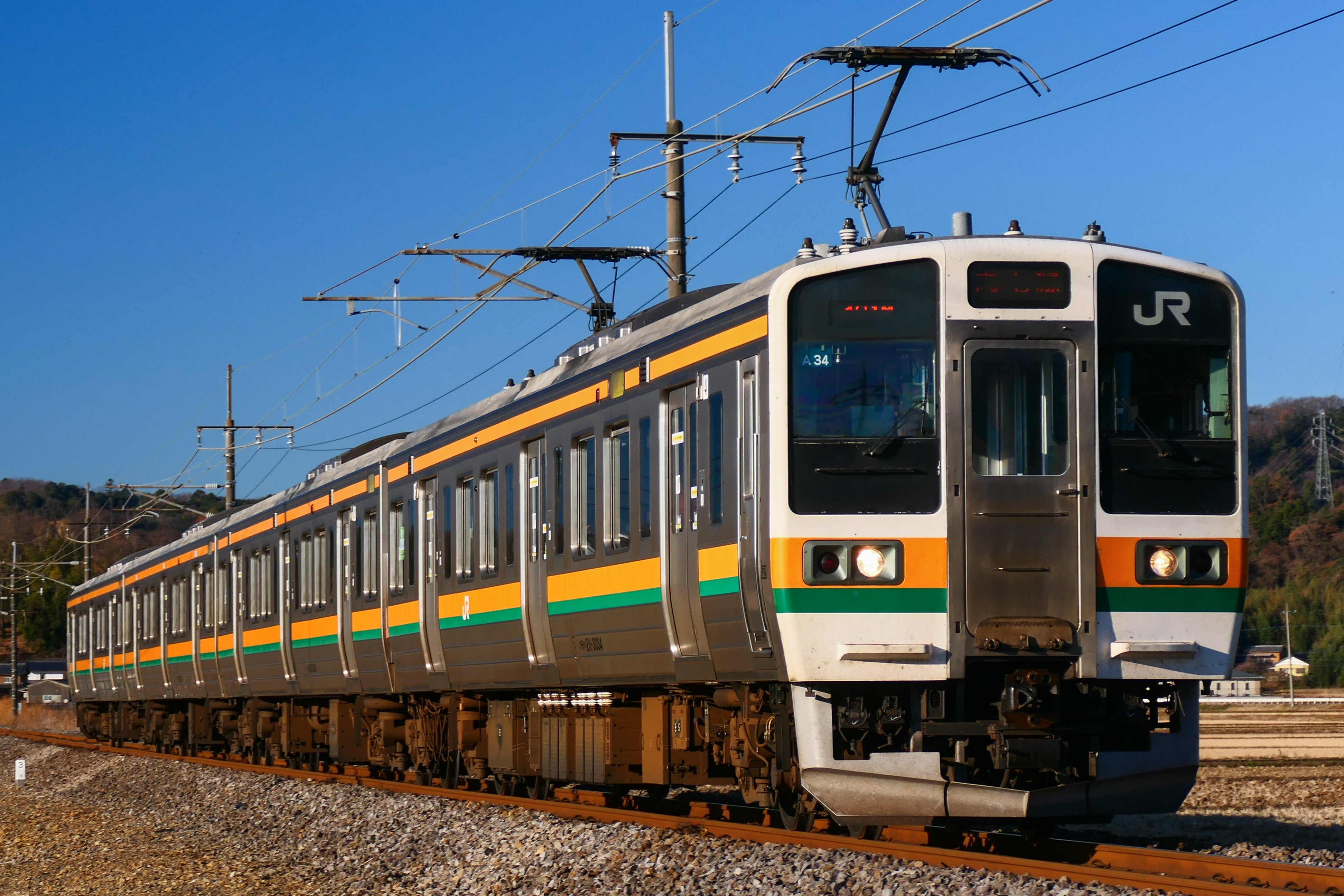
3000番台のパンタグラフが増設された編成
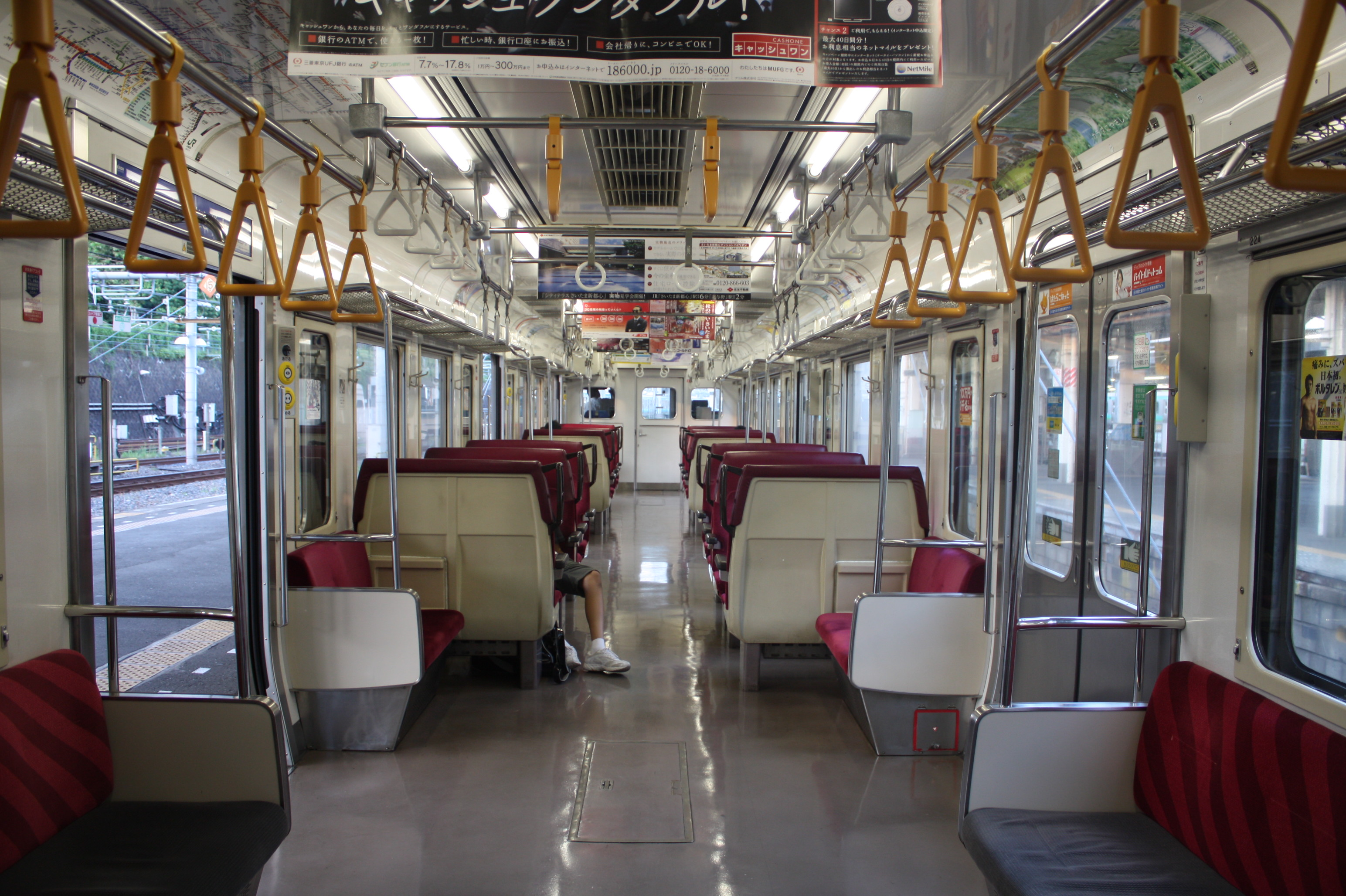
1000番台車内（モケット地更新前）
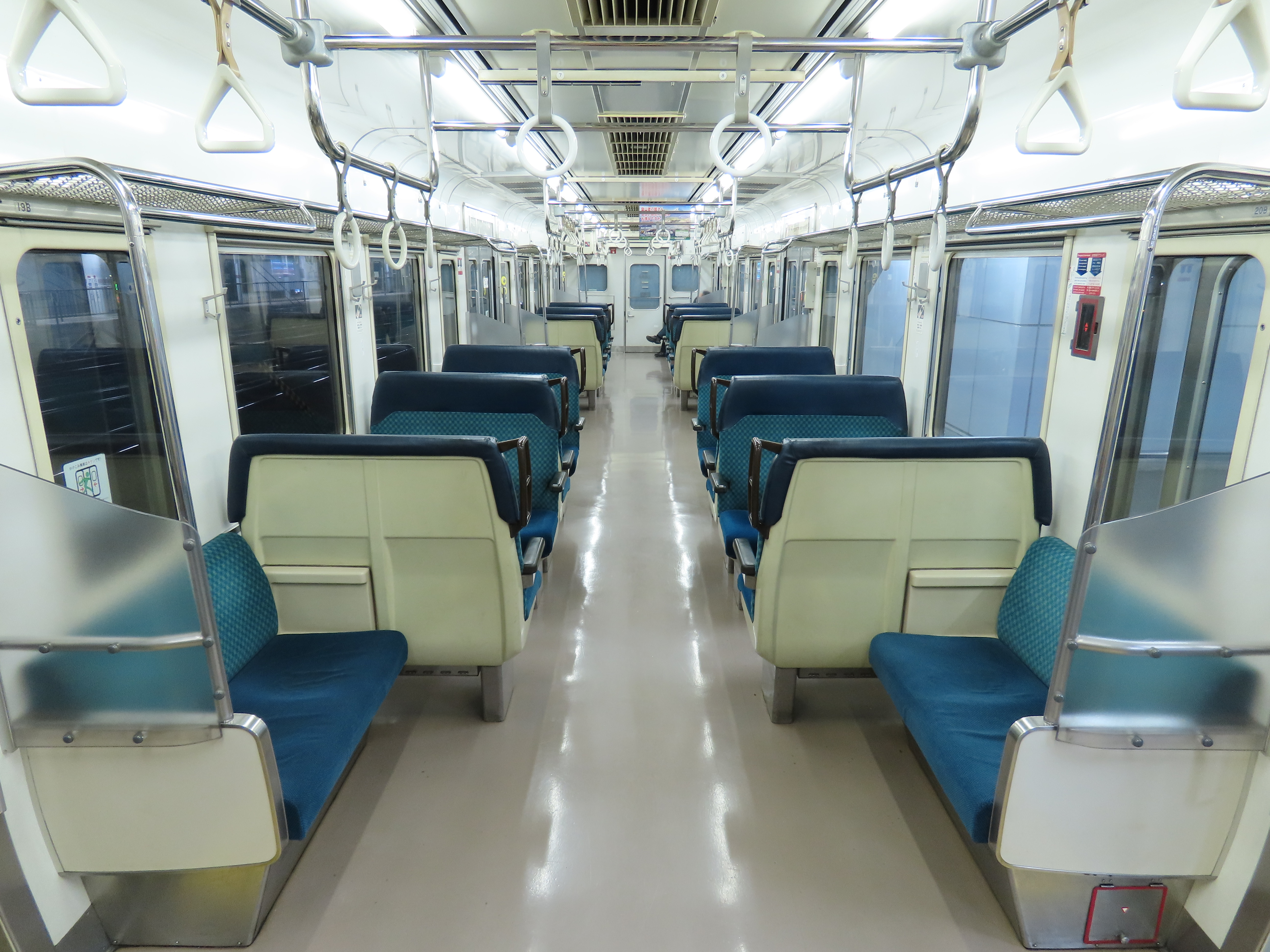
1000番台車内（モケット地更新後）
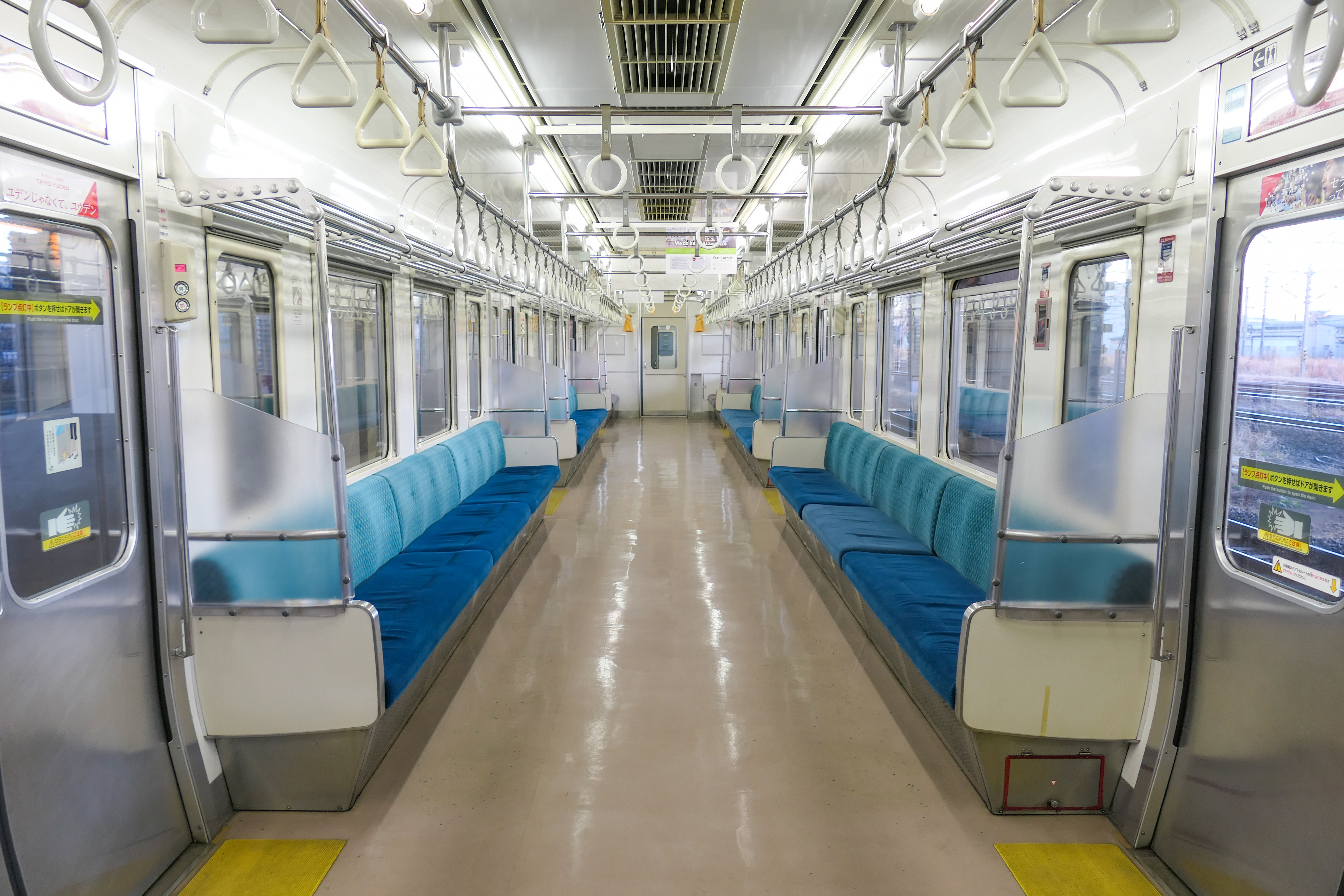
3000番台車内（モケット地は更新後）
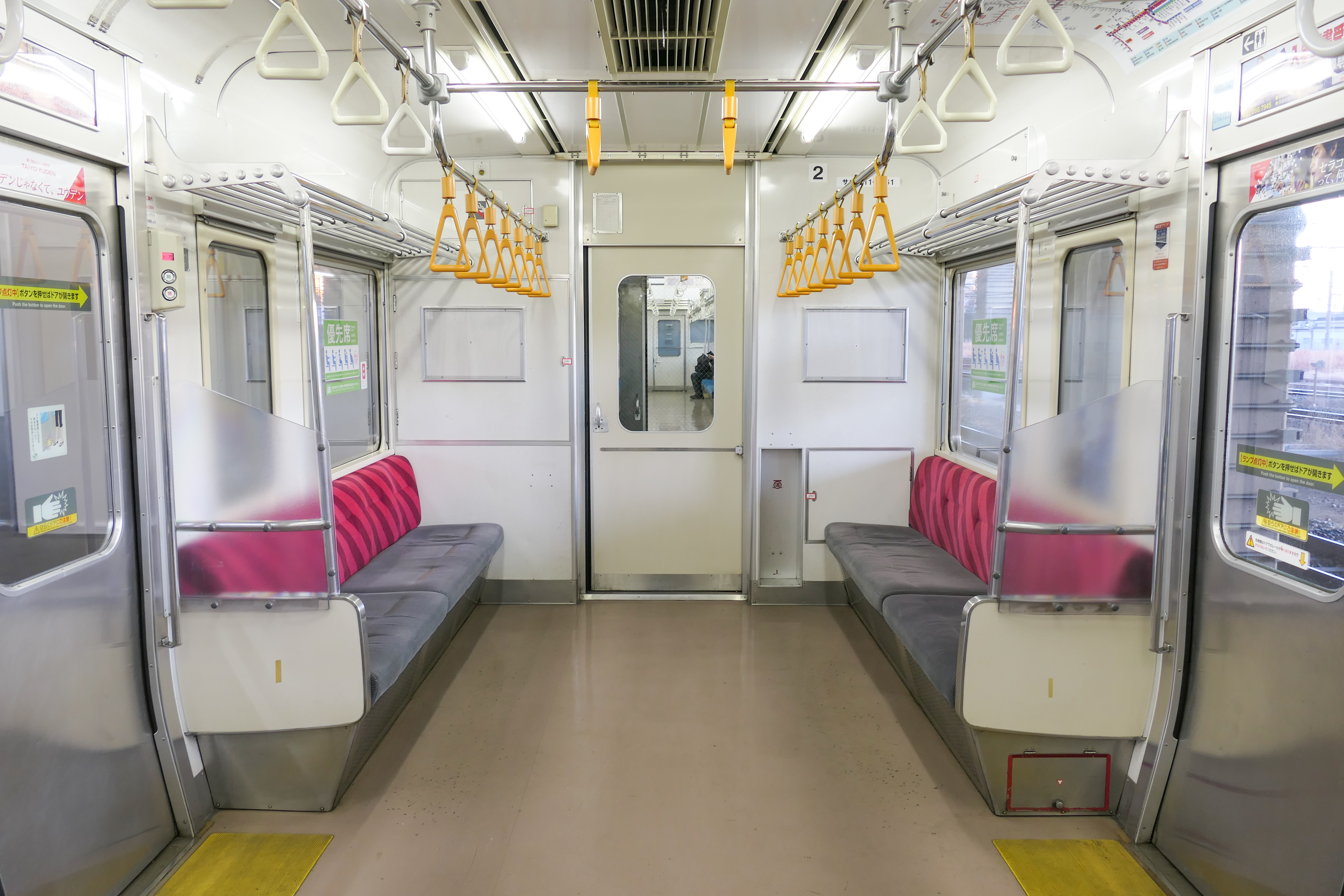
優先席
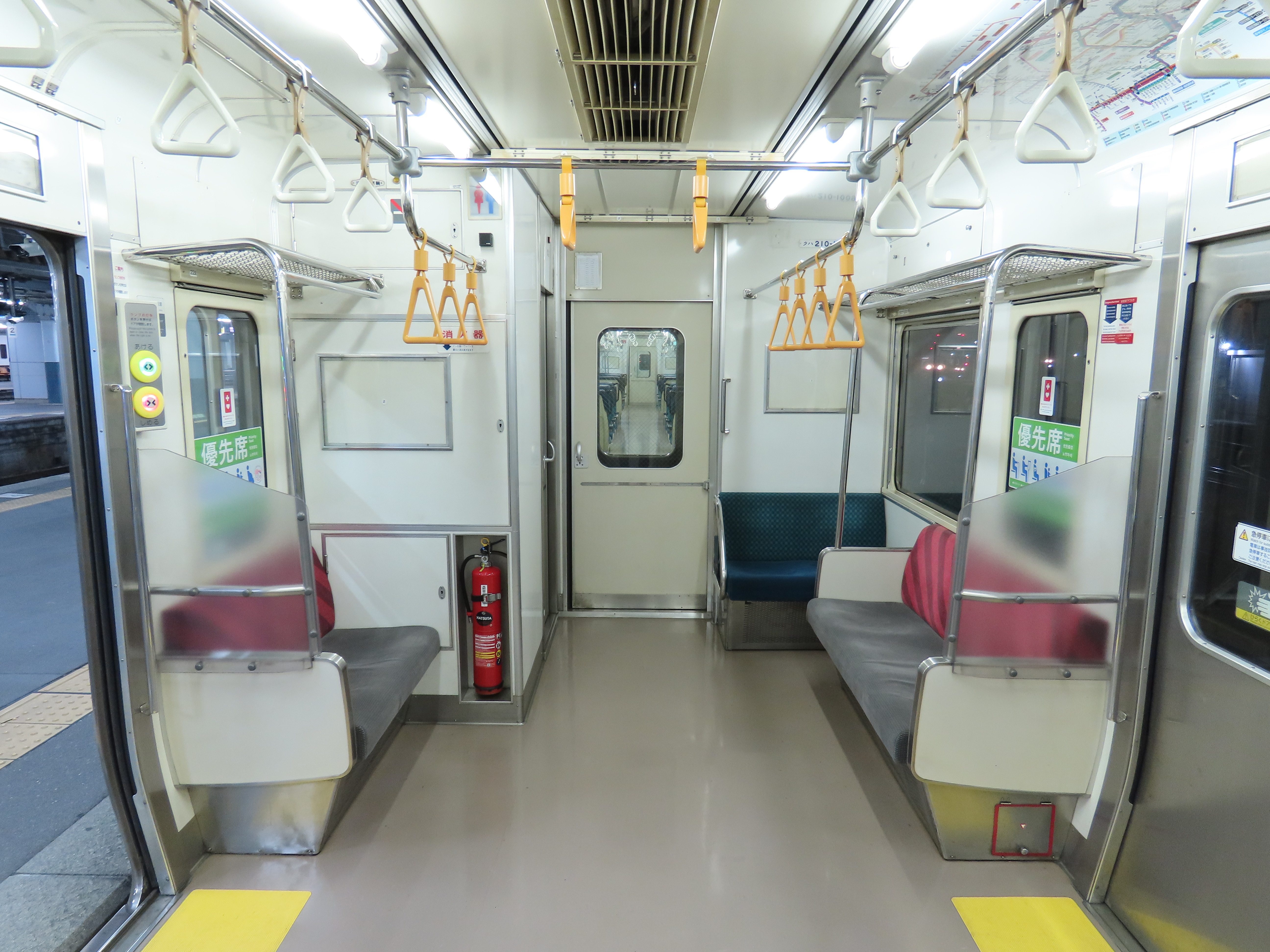
便所付近
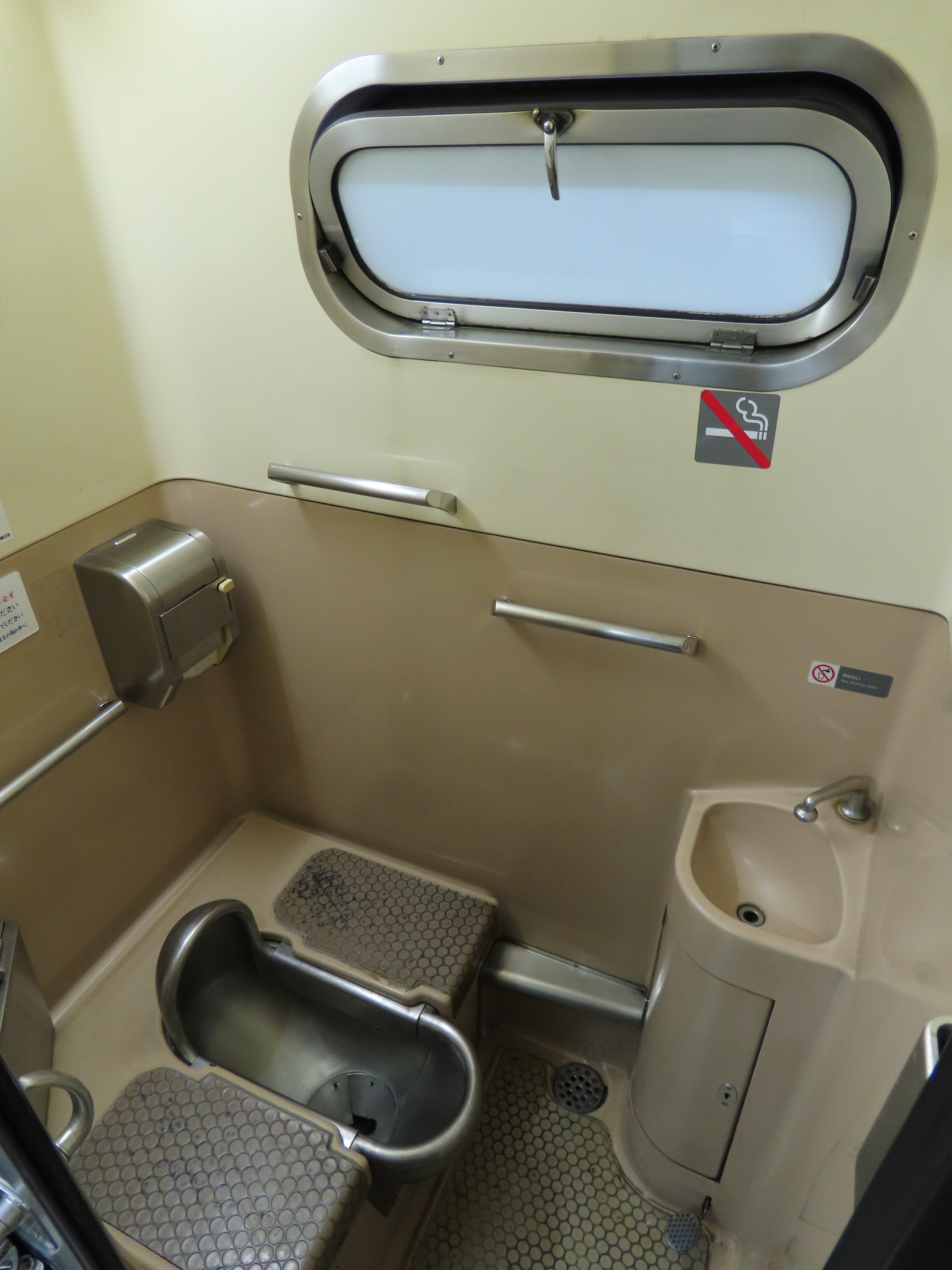
便所
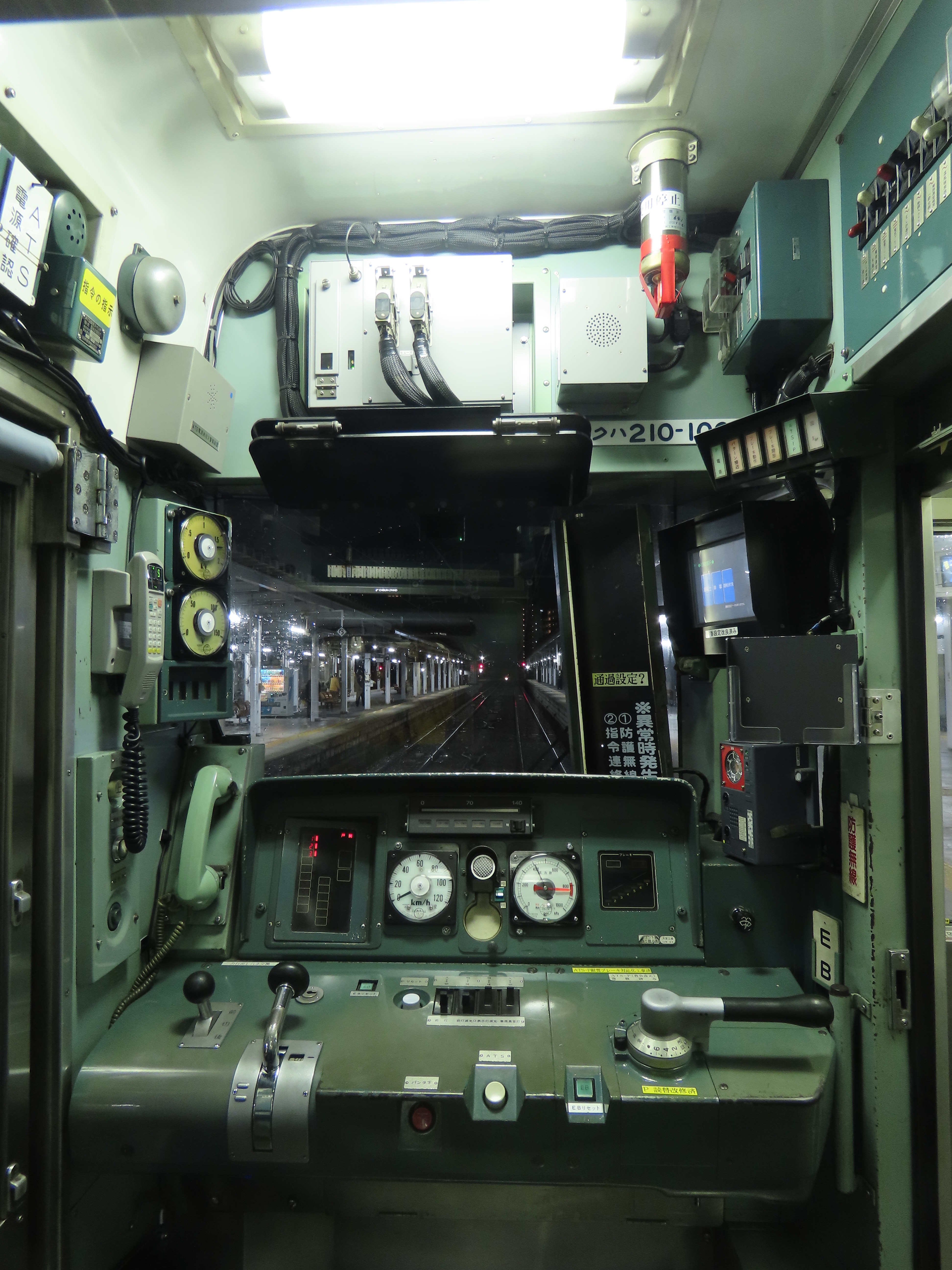
運転台（1000番台）
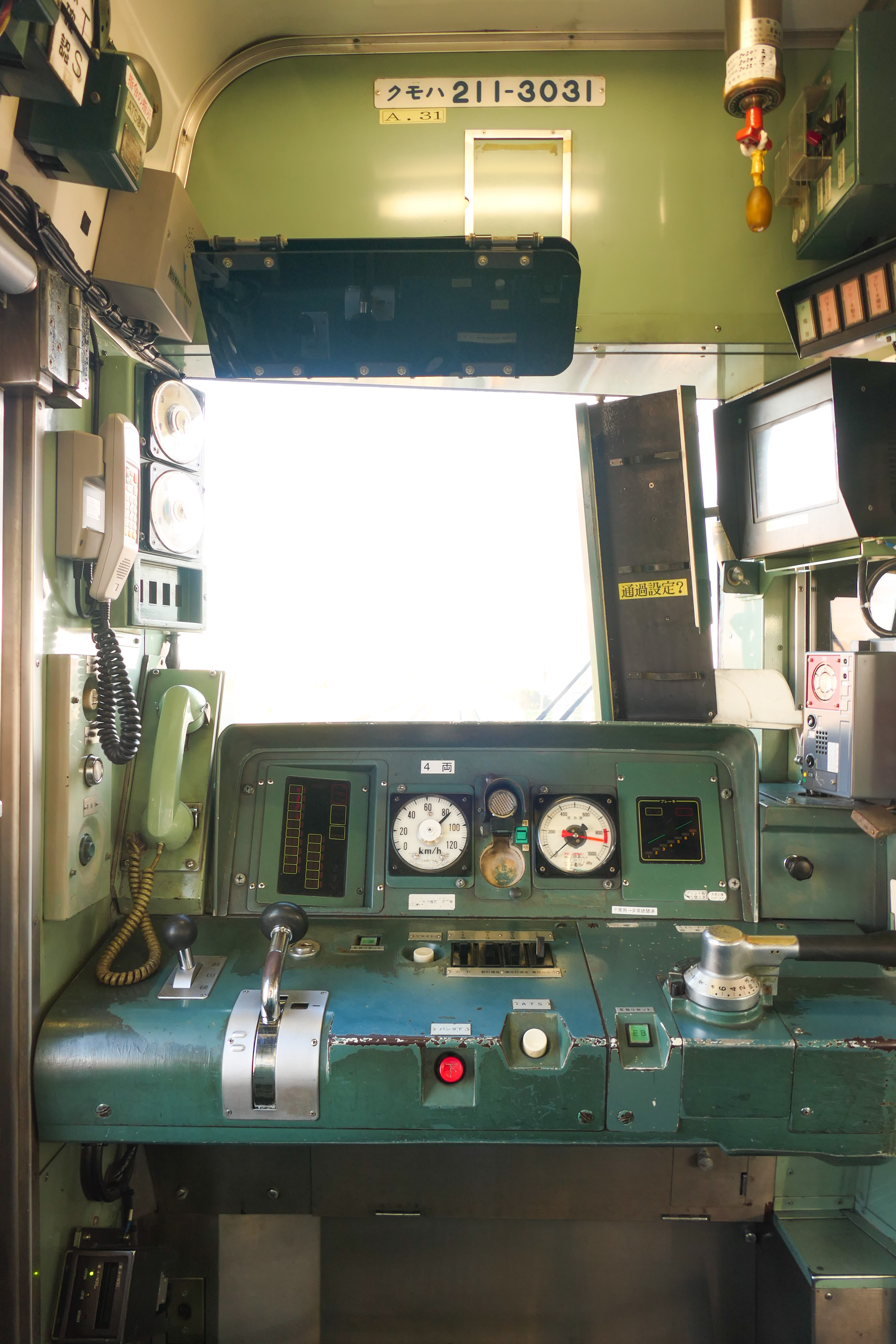
運転台（3000番台）

### 5000・6000番台
JR東海発足後の1988年に登場し、1991年までにクモハ211形77両（5000番台48両・5600番台20両・6000番台9両）、モハ210形68両、クハ210形77両（5000番台57両・5300番台20両）、サハ211形20両の計242両が製造された。2M3Tを基本とするJR東日本の0・2000番台などとは異なり、4両 (McM'TTc' = 2M2T) または3両 (McM'Tc' = 2M1T) を基本とする電動車比率の高い編成となっている。補助電源が三相交流440V,60Hzから直流600Vとなり、従来の車両と区別するために5000番台とされた。
名古屋・静岡都市圏で使用されることから、ラッシュ対策のため、座席はオールロングシートとし、当初はトイレをすべて省略した。運行区間を考慮して、当初から全車禁煙車となり灰皿の設置は省略された。室内からの展望に配慮して、213系と同様に前面貫通扉と運転室助士席側の窓を下方に拡大、また運転室と客室仕切間の窓も拡大された。乗務員室と客室と一体感を持たせるため、乗務員室内の配色を緑色からベージュ色に、計器盤周囲はつや消しの墨色に変更した。
客室内は乗降扉の客室側を化粧板仕上げとし、床敷物も暖色系の2色とした。電動車では床面の主電動機点検蓋を省略したこと、主電動機の冷却ファンの形状を外扇形から内扇形に変更することにより車内の静粛性を高めた。座席は0・2000番台などに比べてクッション材を厚く、奥行きを深く変更したことで座り心地の向上を図っている。荷棚は金網式からパイプ式となり、天井の横流ファン（補助送風機）は4台から6台に増設した。
電気連結器・自動解結装置の装備に伴い、ジャンパ連結器が省略されたことから、前頭部のスカート形状が同社所有の0番台と異なる。また各車両両端4つのドアにはドア締切表示灯が設置され、長時間停車時などドアカット時に表示する。車体側面には車外放送用スピーカーが設置されており、車掌がボタンを押しながらマイクを使用すると放送が可能な仕組みになっている。台車はボルスタレス台車であることは同じであるが国鉄時代製造分と異なり、牽引装置が積層ゴム式からZリンク式に変更され、形式名称がC-DT56・C-TR241に改められている。将来の速度向上を考慮して、新たにヨーダンパ取り付け台座が準備された。
補助電源装置は従来の三相交流440V,60Hzを出力するブラシレス電動発電機に代わり、直流600Vを出力するDC-DCコンバータ方式に変更した。装置は東洋電機製造と共同開発した「C-SC25形」ブースタ方式DC-DCコンバータであり、架線からの直流1,500Vを添加励磁制御の電源用として単相交流600V,180Hz方形波（18 kVA）に変換、さらに冷房および空気圧縮機電源用の直流600V（90 kW）、車内照明などの単相交流100V,60Hz×2（15 kVA）、蓄電池電源用の直流100V（2 kW）に変換する。定格容量は130 kW（合計）で、装置は整流装置も含めて一体箱に収容されており、小型軽量化を実現した。
冷房装置はDC-DCコンバータから供給される直流電源によるインバータ制御方式の集約分散式C-AU711D-G1形2基に変更された。スクロール式圧縮機の採用により低騒音化され、除湿機能も付加されている。空気圧縮機は直流600VによるVVVF制御としたほか、添加励磁制御の単相交流電源化に伴い装置が軽量化された。

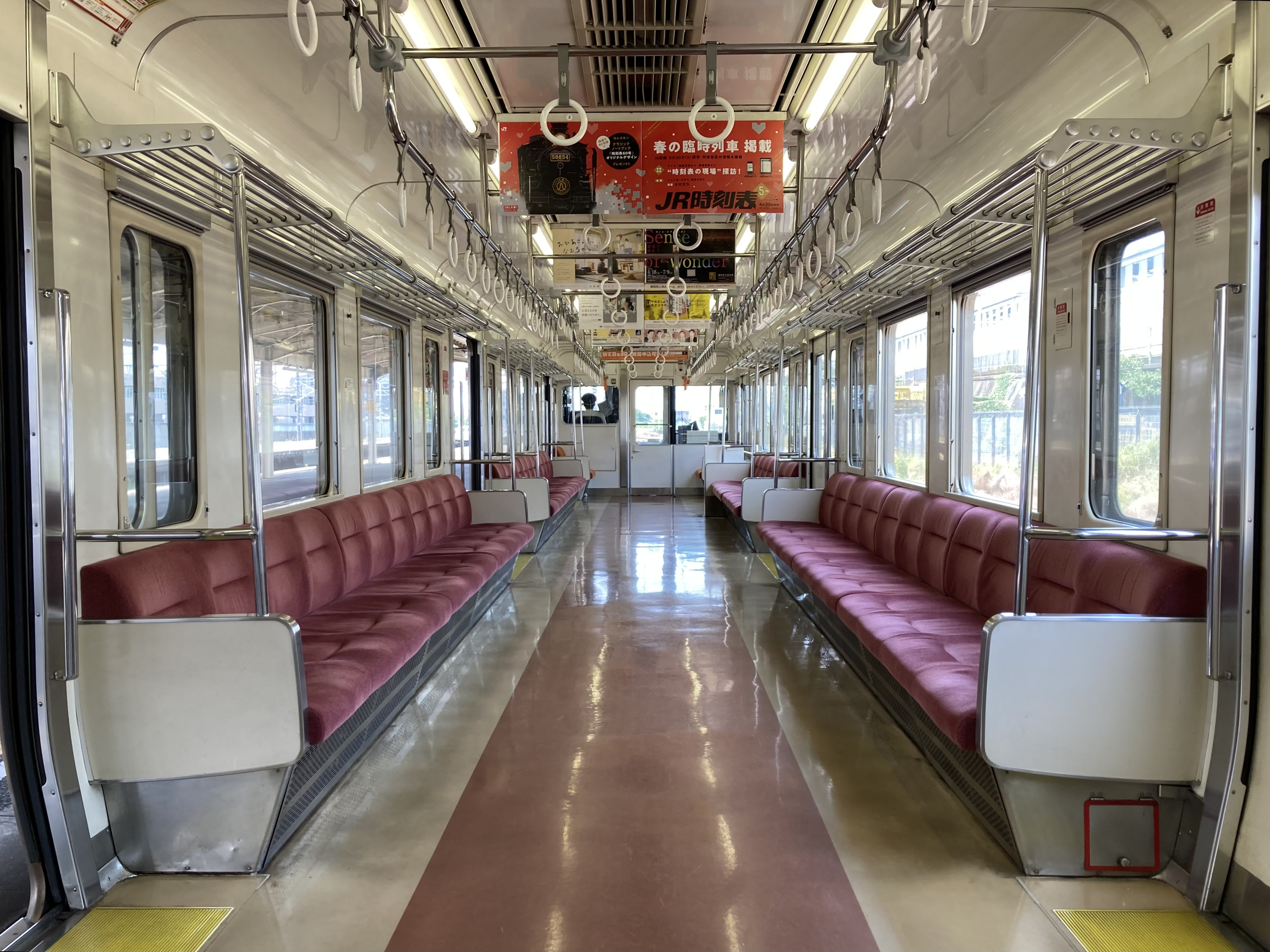
5000番台車内
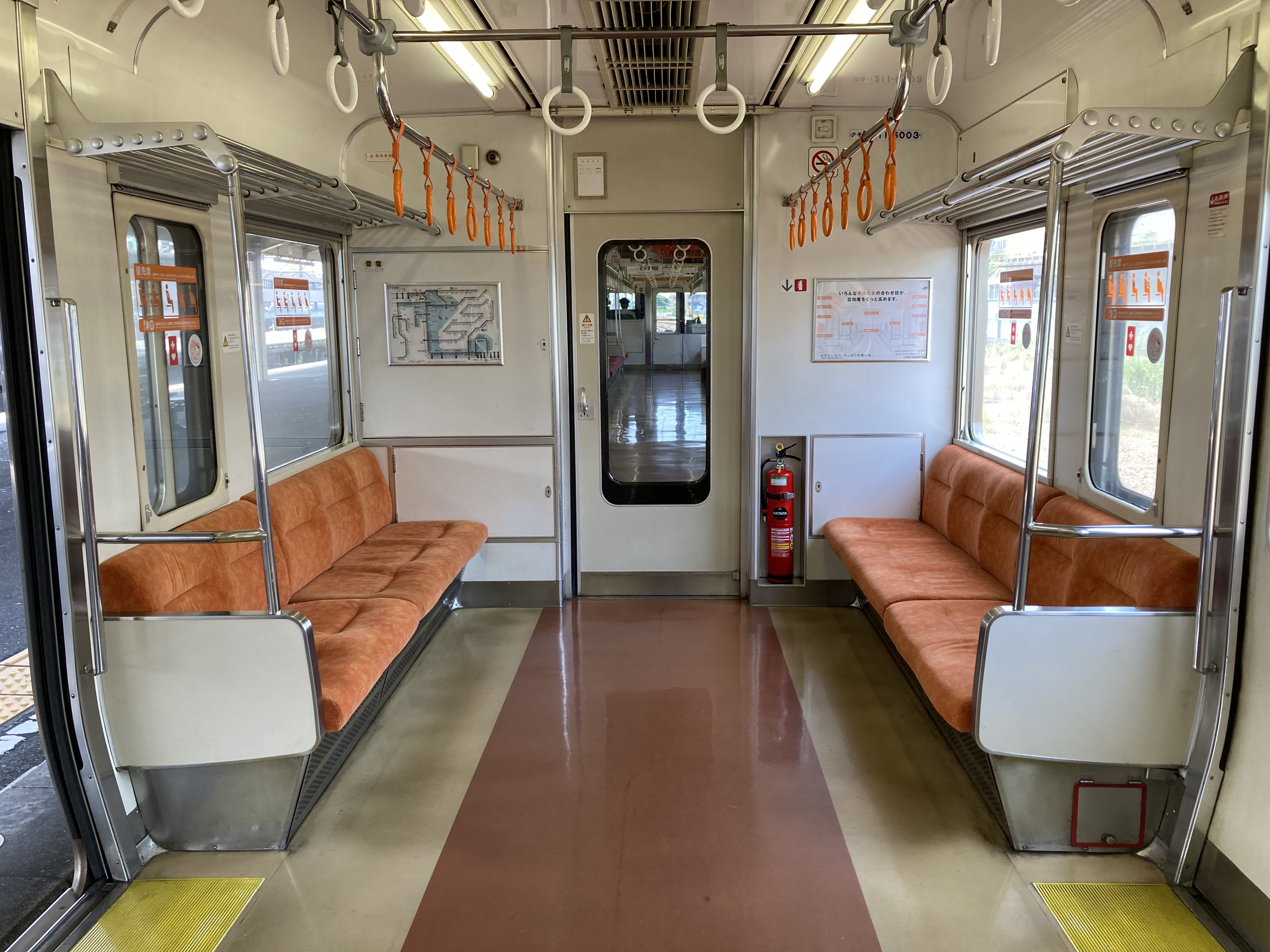
優先席
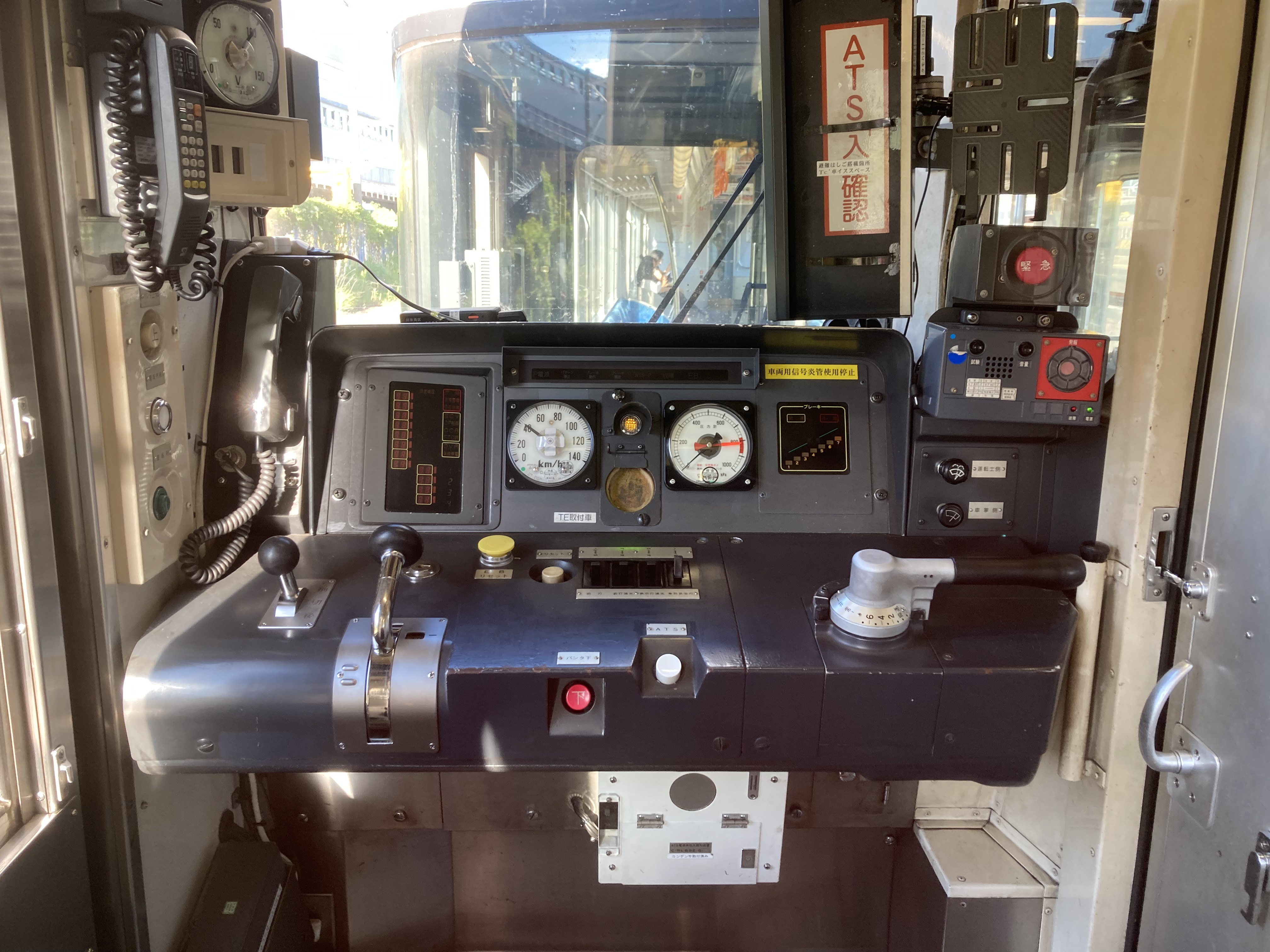
5000番台運転台
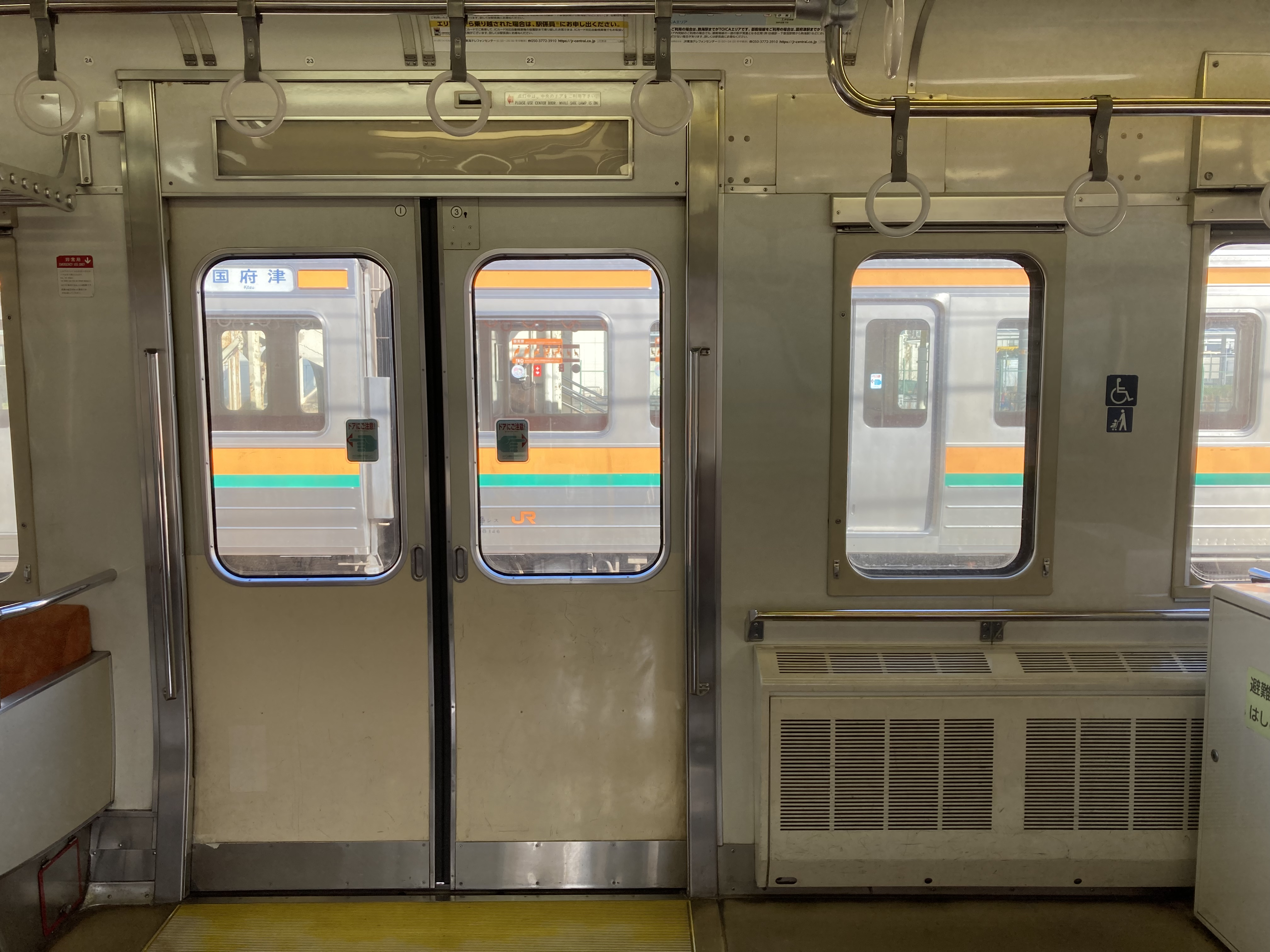
5000番台　車椅子スペース付近

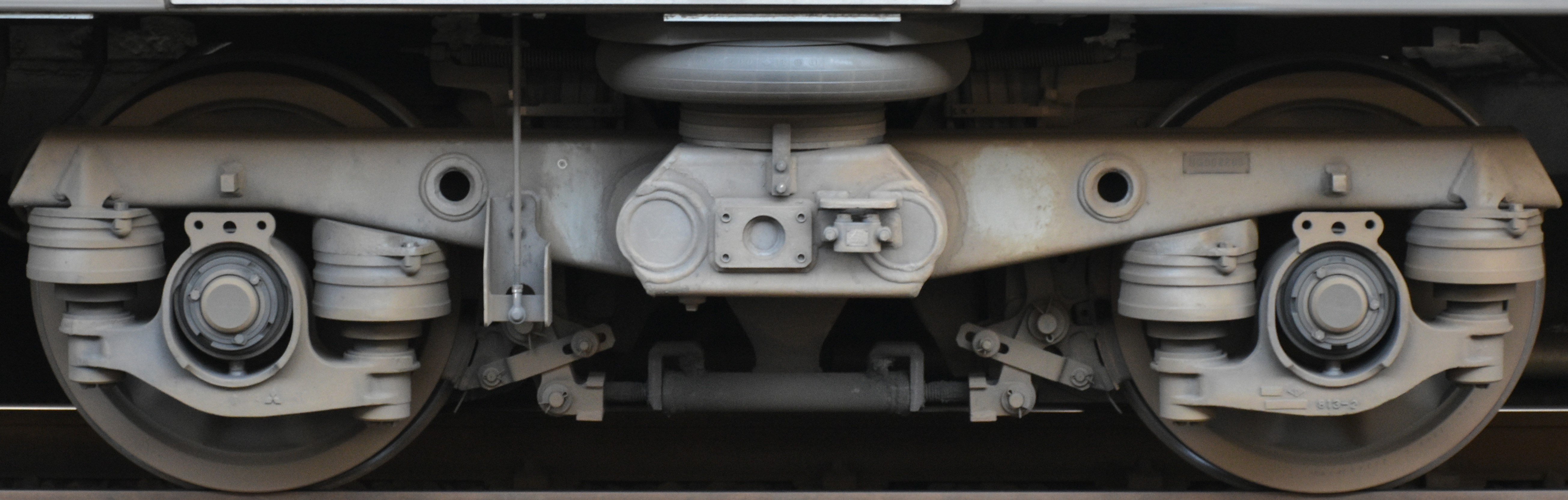
5000番台電動車が履く、C-DT56形台車
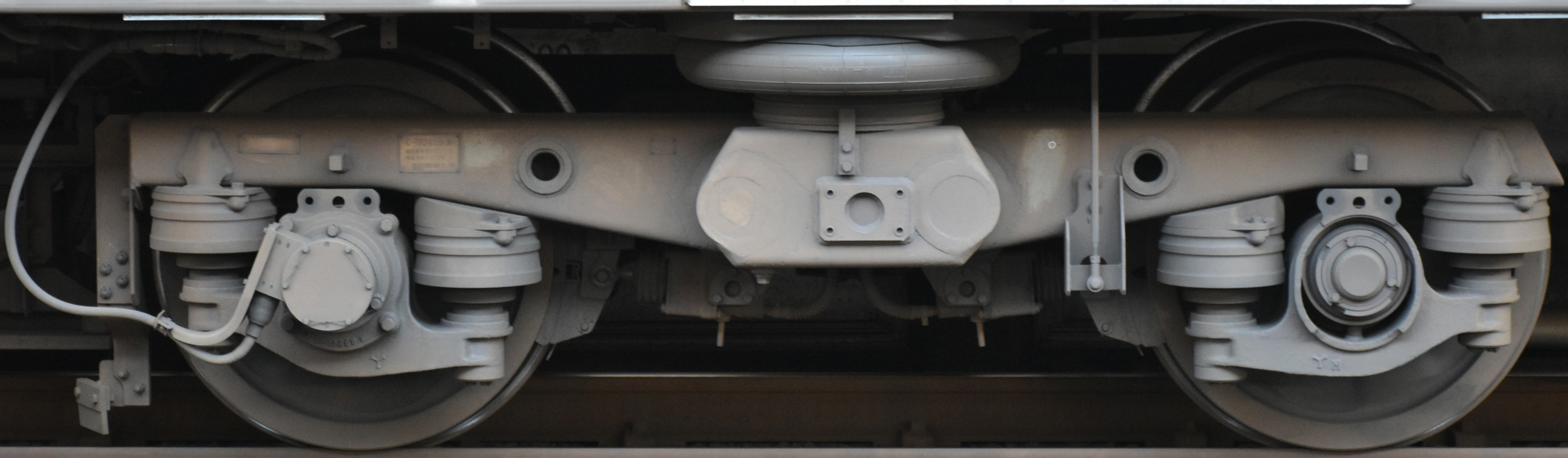
5000番台付随車が履く、C-TR241形台車

長期間にわたって製造されたため仕様変更も多く、1次車から4次車までに分類される。

#### 1次車
1988年7月に4連×4本16両（K3~K6編成）、3連×6本18両（K101~K106編成）の計34両が神領電車区に投入され、中央本線で運用を開始した。側面行先表示機は幕式でなく、省メンテナンスを考慮したLED式になった。しかし、当時はまだ現在のような青色・白色のLEDが存在せず、発色は赤と橙のみで今に比べると輝度も低く、日なたなどで強い太陽光を受けていると文字自体が判読できないほど視認性に難があった。そのため2次車以降は幕式に戻された。1段表示のため表示窓の天地が低くなり幕板部の飾り帯と同じ高さとなったのが特徴である。そのため、日本語と英語を同時に表示することができず、両語が交互に表示される。4連は快速運用にも充当された。

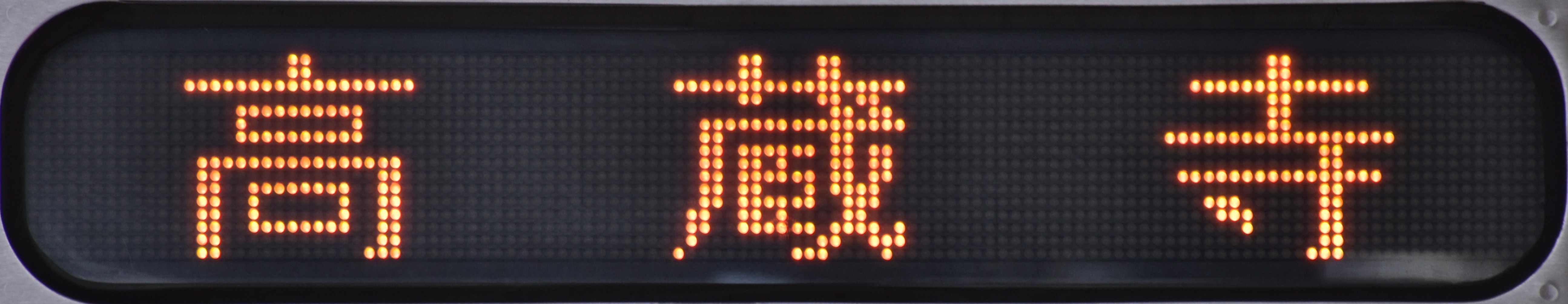
視認性に難があり、1次車限りとなったLED行先表示器。
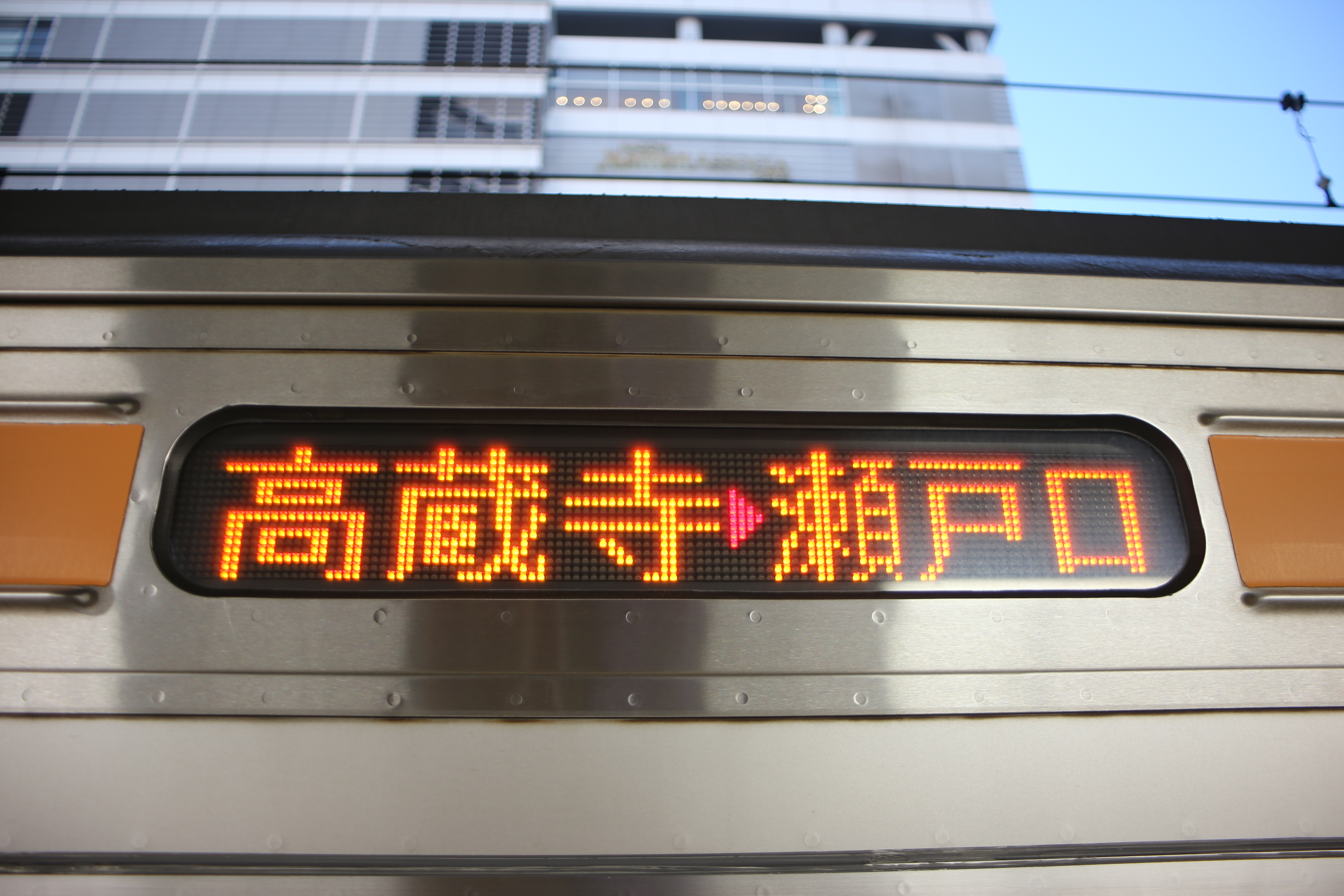

#### 2次車
老朽化した103系・113系の置き換えおよび列車増発、編成増強のため1988年11月から1989年3月までに4連×16本64両（K1~K2、K7~K20編成）、3連×11本33両（K107~K117編成）の計97両が神領電車区に、3連×11本の計33両（C11~C21編成）が大垣電車区に投入された。これにより東海道線での運用も開始された。
1次車のLED式の側面行先表示機は視認性に難があったため、本次車からは天地寸法はそのままで幕式に変更された。またコンプレッサは容量の大きいものに変更された。なお、サハ211形5000番台とクモハ211形5000番台の増備は2次車で終了となる。

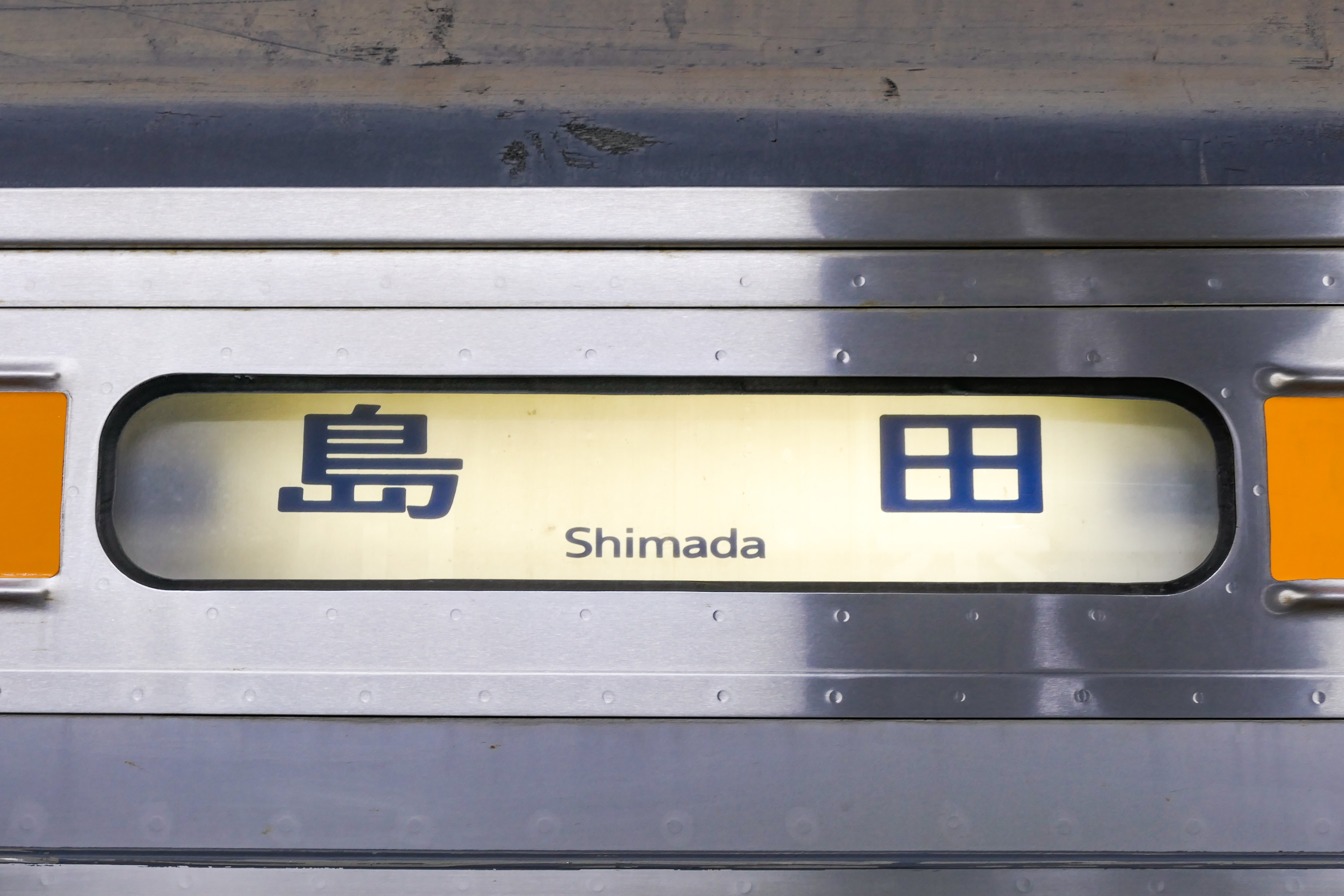
1次車同様の天地寸法だが、幕式となった2次車の行先表示器。

#### 3次車・5300番台・5600番台
静岡地区への投入も始まり、1989年7月に3連×17本51両が製造されたが、今回の増備車では新しい区分番台が起こされた。
1・2次車では短距離運用が主体であることからトイレを省略していたが、車両の増備に伴い中央本線での快速運用が増加した。このため長距離利用客からトイレがないことへの不満が続出し、クハ210形にトイレを設置した5300番台が登場した。同時にクモハ211形にも狭小建築限界トンネルの存在する中央本線中津川以北や身延線への入線に備え、屋根の一部をわずかに切下げ、狭小建築限界トンネル対策パンタグラフC-PS24A形を装備した5600番台が登場した。
まず3連×6本が神領電車区に投入され、1・2次車の4連（旧K3~K11編成）からサハを抜き取り、それを組み込むことで4連化され、新K3~K11編成となった。残る11本は、神領区にクハ210形5300番台が必要であったこと、静岡地区投入車に身延線での運用を考慮したクモハ211形5600番台が必要だったことから、神領区の2次車4連×11本（K1~K2、K12~K20編成）のクハ210形5000番台と新製車のクハ210形5300番台と差し替えた。差し替えられたクハ210形5000番台は、クモハ211形5600番台を含むユニットと3連を構成し、静岡区に投入されてSS編成（SS1～SS11編成）となった。この編成変更で5000番台系列初の転属車が発生した。
2次車からの変更点は、側面方向幕が幕式のまま天地寸法が拡大（0番台と同様のサイズとなる）されたほか、将来的な最高速度120km/hへの向上を考慮して増圧ブレーキを準備工事とした点である。
クハ210形5300番台は、トイレ部分の明かり窓を省略し、トイレ対面側の座席は2000番台同様に背もたれはロングシートと同じ高さのクロスシートとした。

#### 4次車・6000番台
1990年3月にクモハ211形5600番台とクハ210形5300番台車を含む3連×3本が神領電車区に投入された。トイレなしで残っていた1次車4連×3本からサハを抜き取り、それを組み込むことで4連化した。この増備で神領区の4連は全車トイレつきとなった。
さらに静岡地区増備車として新区分番台、1M仕様車であるクモハ211形6000番台が登場している。C-CS59A形主制御器やC-MT64形主電動機を搭載するなど、走行装置は213系5000番台と同仕様であり2両編成での運転が可能となった。なおトイレは2連のため省略となり、クハ210形5000番台の連番で新製された。2連×3本6両が静岡運転所に配置され、輸送力増強用として御殿場線に投入された。
3次車からの変更点は、先頭車助士席側上部の列車番号表示器を当初から省略して、車外スピーカーの取り付け位置が、窓間の吹き寄せから冷房装置キセ内に変更された。そのため、冷房装置は側面のスリット形状が変更されたC-AU711D-G4形に変更になった。側面方向幕はサイズは3次車と同様だったが、幕の書体がJR東海タイプの書体に変更された（ローマ字表記も頭文字のみ大文字のタイプに変更）。また211系6000番台については客室内貫通扉が213系5000番台や311系と同様の窓面積が大きいタイプに変更された。
1991年3月には6000番台増備車2連×6本12両が静岡運転所に投入された。この増備車では側窓が一部を除いて固定式に変更されている。なお、6000番台は、御殿場線での運用に適さず、今回の増備車とともに全車が東海道線での運用中心に変更された。

### 「スーパーサルーンゆめじ」

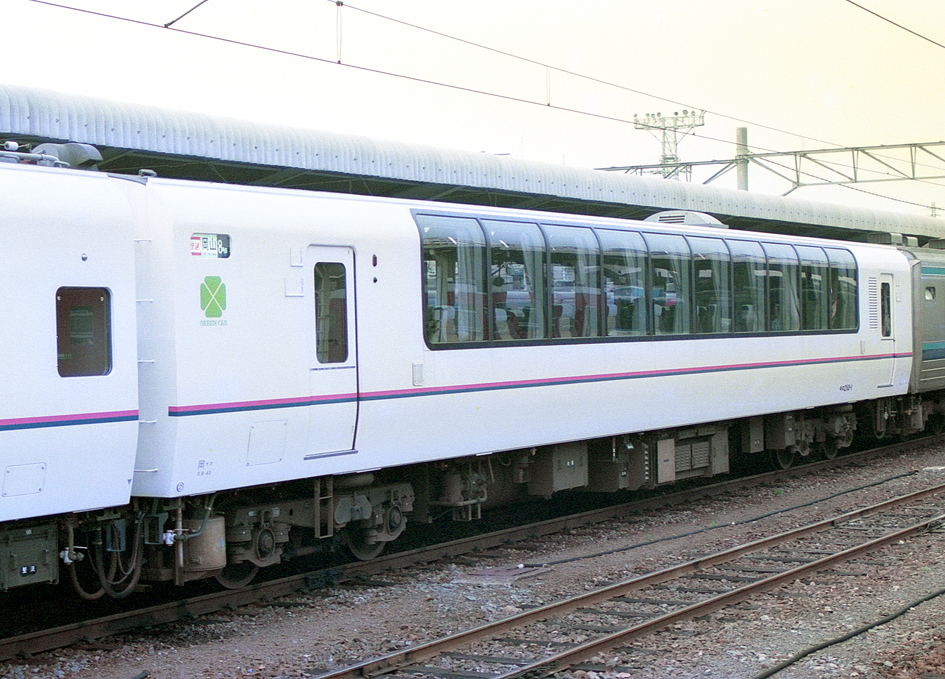
モロ210-1

西日本旅客鉄道（JR西日本）では国鉄からの継承車両はなかったものの、ジョイフルトレイン「スーパーサルーンゆめじ」用として2両のみ211系を導入している。
「ゆめじ」は1988年4月10日の本四備讃線茶屋町駅 - 宇多津駅間（本四備讃線と宇野線岡山駅 - 茶屋町駅間と予讃線宇多津駅 - 高松駅間を総称して瀬戸大橋線の愛称が付けられた）の開業時に新製され、快速「マリンライナー」用のグリーン車クロ212形と同構造の3両編成であった。車体帯はピンク■と青■で、3両編成1本（ただし、クロ212-1001は213系に区分される） が在籍していた。
快速「マリンライナー」用の電動車は1M方式の213系であるが、この編成を含むパノラマ車は車体強度確保のため普通鋼製車体となった。電動車はユニット方式の211系（クモロ211形・モロ210形）となった。またこの編成はJR西日本の直流電化区間の全線運用を可能にするため、耐寒耐雪構造および最高運転速度が120km/hとされており、編成を組むクロ212形は1000番台として区別されている。
新製時から、岡山電車区（岡山電車区電車センター所属だった時期もあり）所属の213系に、当編成をクモロ+モロ、クロに分割のうえ組込んで使用されることもあった。

1988年度グッドデザイン商品（現在のグッドデザイン賞）に選定された。
- モロ210-1

## 改造工事

### JR東日本での改造

#### 0番台グリーン車の寒冷地転用改造
後述の転用改造により0番台グリーン車4形式が改造された。なお、これらの車両にはすべてグリーン車Suicaシステム導入に伴うR/W（リーダ / ライタ）が座席上に取り付けられている。
サロ211形1000番台・サロ212形1000番台
東海道線用211系0番台グリーン車から改造された車両。転用されたグリーン車は改造前のユニットのまま寒冷地仕様への改造が施工され、原番号＋1000番台で改番された。外観上は扉脇の半自動スイッチの設置が目立つ。
番号の新旧対照は次の通り（2007年4月1日時点）。
- サロ211・212-1 - 6 → サロ211・212-1001 - 1006

サロ210形1000番台・サロ213形1000番台
サロ211形1000番台・サロ212形1000番台と同様に東海道線用211系0番台グリーン車から改造された車両。改造内容もそれらと同様である。また、この形式は、転用先でも4号車に2階建グリーン車をそろえるため、2階建グリーン車を組込まれた際、方向転換したまま転用されている。
番号の新旧対照は次の通り（2007年4月1日時点）。
- サロ210・213-1 - 6 → サロ210・213-1001 - 1006

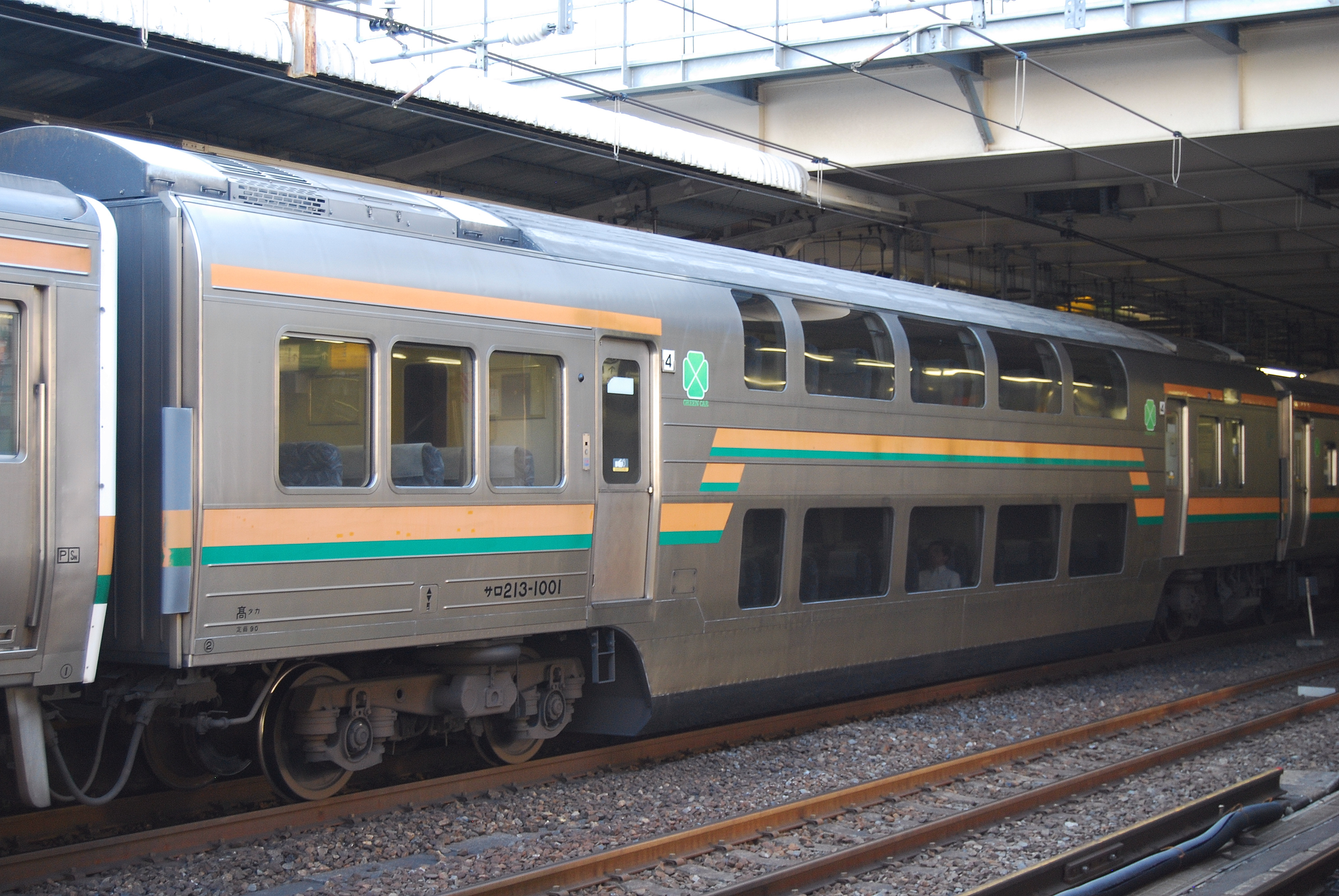
サロ213-1001
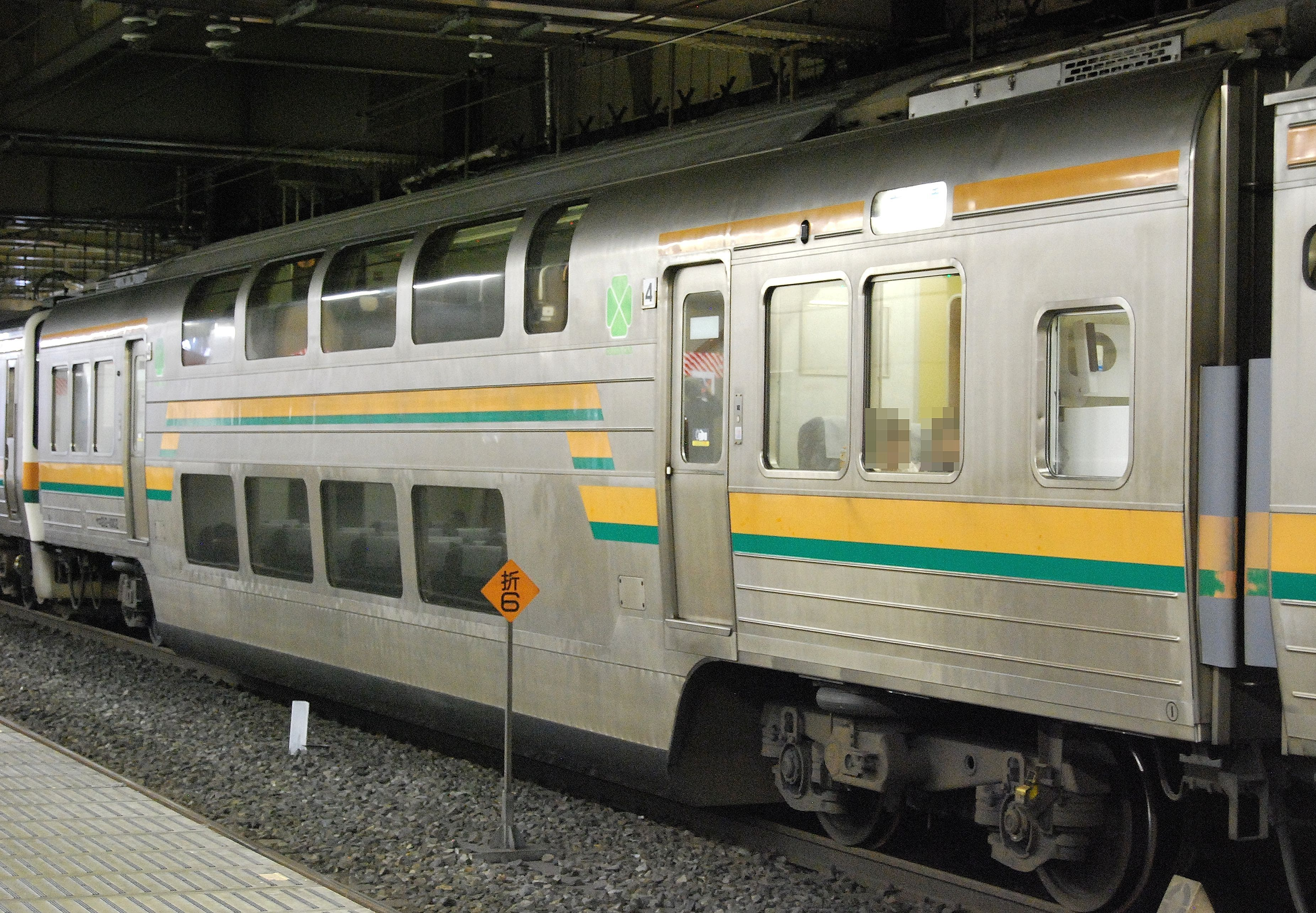
サロ212-1002
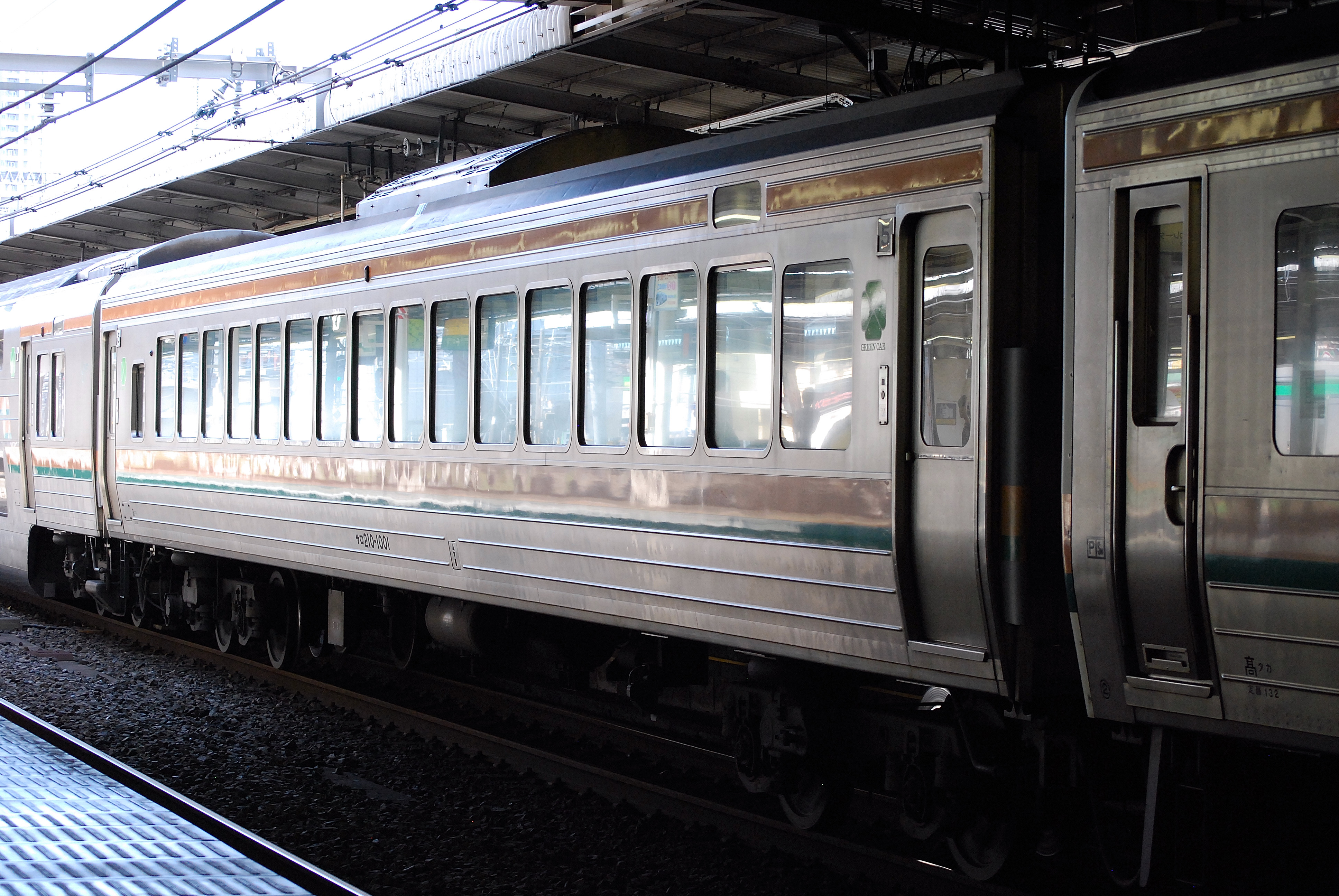
サロ211-1001
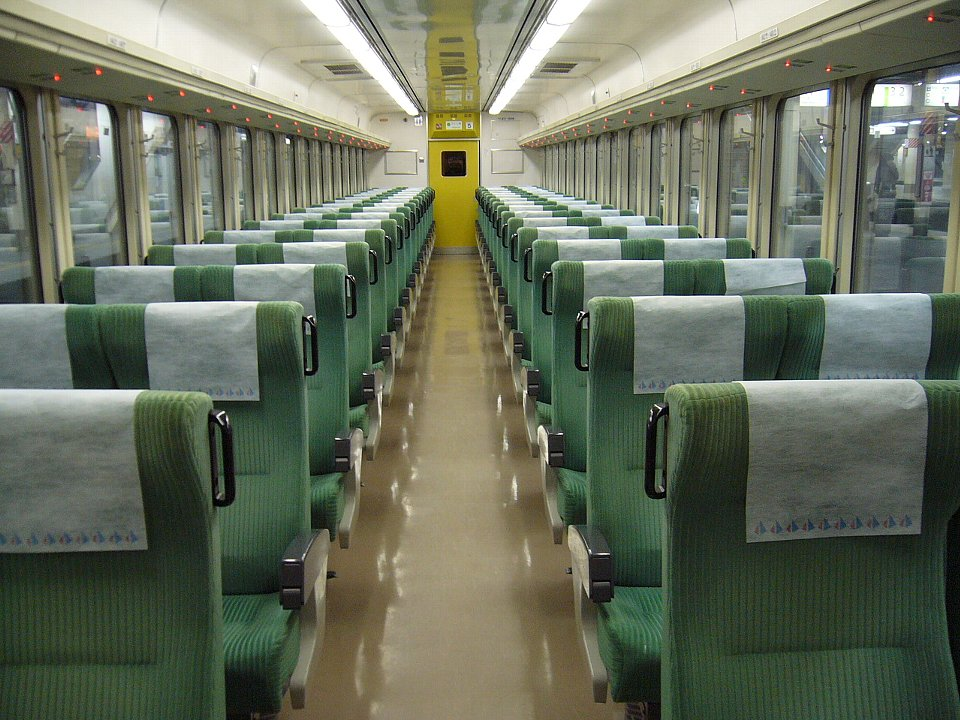
高崎車両センター所属の1000番台グリーン車（サロ211-1006）の車内 登場時に比し、背もたれに立客用手すりが増設されている

#### 113系2階建グリーン車の改造編入

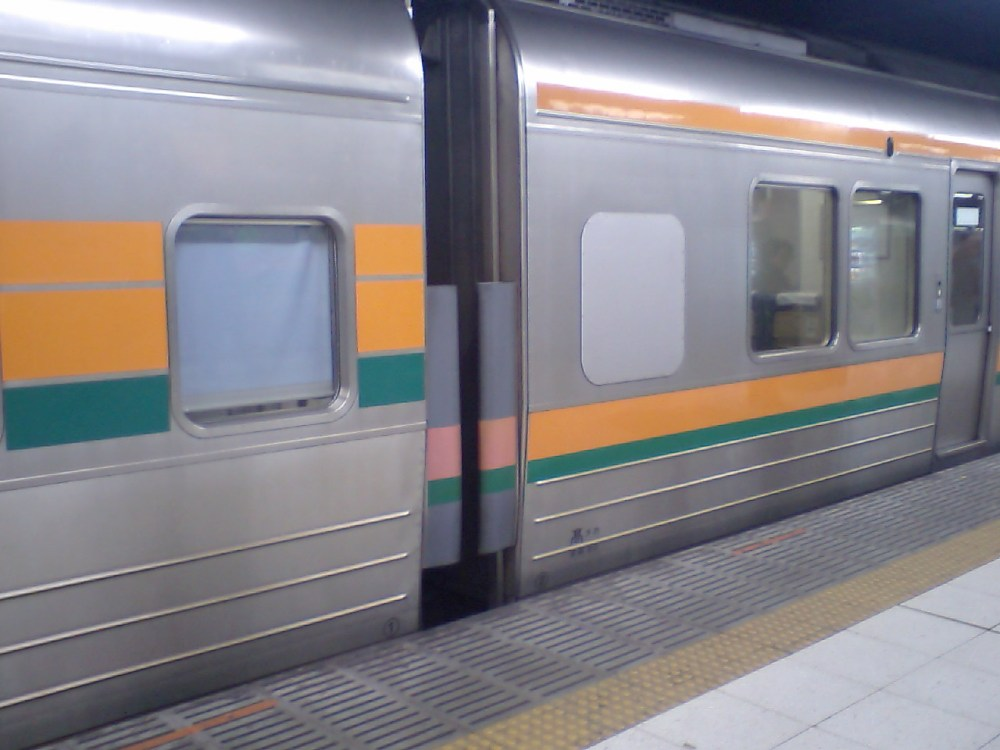
高崎車両センター所属の 1100番台グリーン車 左：サロ212-1113 右：サロ213-1120 両車とも元113系サロ124形から改造されたグリーン車である （2007年3月21日、上野駅）
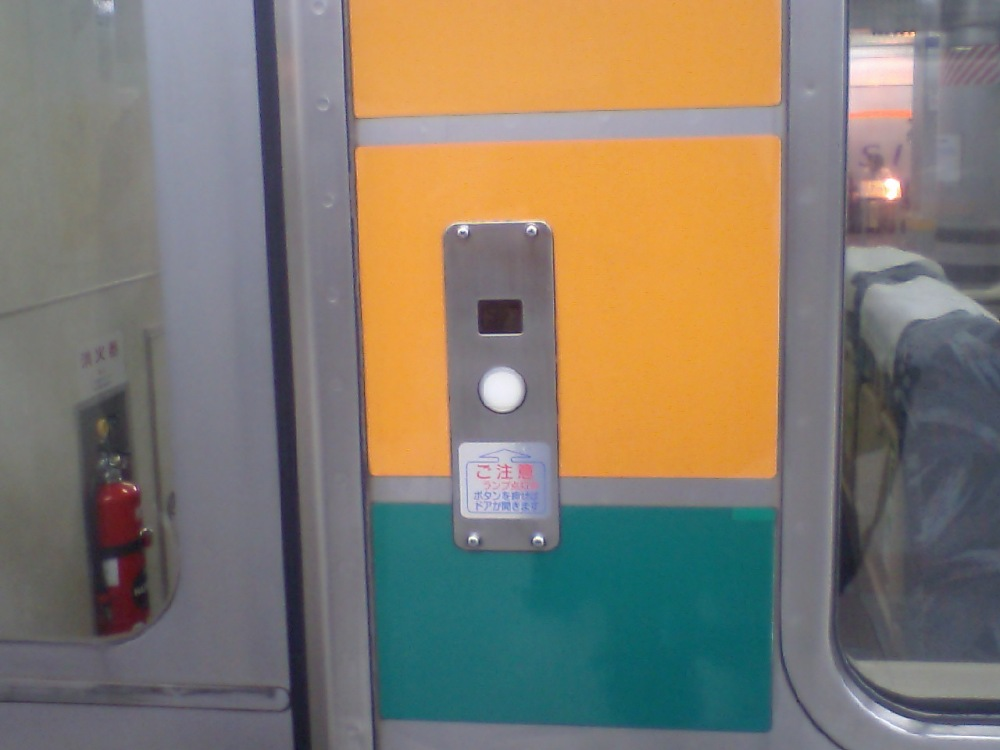
1100番台グリーン車（サロ212-1113）に設置されたドアスイッチ （2007年3月21日、上野駅）

後述の置換えおよび転用により113系2階建グリーン車の2形式が211系へ改造編入された。改造工事は鎌倉総合車両センター、東京総合車両センター、大宮総合車両センターで施工した。
主な改造内容は
- 車両の引き通し線を211系とするため、室内1階の床板を取り外し、車内配線をすべて取り替え[27]。
- 211系は制御指令に多重制御装置を使用するため、車掌室に表示設定器を新設、一般配電盤を交換[27]。
  - 行先表示器も多重制御に対応したLED式に更新した[27]。
- 車側灯のLED化[27]。
- 戸閉回路を直接指令式から間接指令式に変更[27]。
- ブレーキ装置を電磁直通式から電気指令式に取り替え[27][28]。
- グリーン車Suicaシステム導入に伴うリーダ / ライタを座席の上に取り付け[27]。
  - これに伴い、現行の補助変圧器（20A）では電源容量が不足することから、容量の大きい補助変圧器（40A）に交換した[27]。

サロ213形100番台・サロ212形100番台
トイレ・洗面所付きのサロ125形4両と車掌室付きのサロ124形20両からの改造。また、置き換え対象編成が12本あることから、サロ125形4両は正向きに方向転換しサロ213形へ、サロ124形のうち8両は方向転換のうえ車掌室を撤去してトイレ・洗面所を設置する改造を行いサロ213形へ、残りは車掌室を残したままサロ212形へ改造され、各車原番号+100番台と改番されている。
新旧番号対照は次の通り（2007年4月1日時点）。
- サロ125-1・2・3・5 → サロ213-101・102・103・105
- サロ124-6・7・8・※9・※14・16・17・18 → サロ213-106・107・108・※109・※114・116・117・118
- サロ124-1・3・5・※10・15・23・24・※25・※26・※27・※28・※29 → サロ212-101・103・105・※110・115・123・124・※125・※126・※127・※128・※129

※は元・大船電車区（現・鎌倉車両センター）所属の総武快速・横須賀線用サロ124形で、1996年（平成8年）1月 - 3月に国府津電車区（現・国府津車両センター）に転属し、新湘南帯（太帯）となった車両。
短期間で対象車全車の改造を施工させるため、車号を斜体文字で表したサロ124-1・3・5・6・7・8からの改造車は、引き続きTR69形台車を装着している。

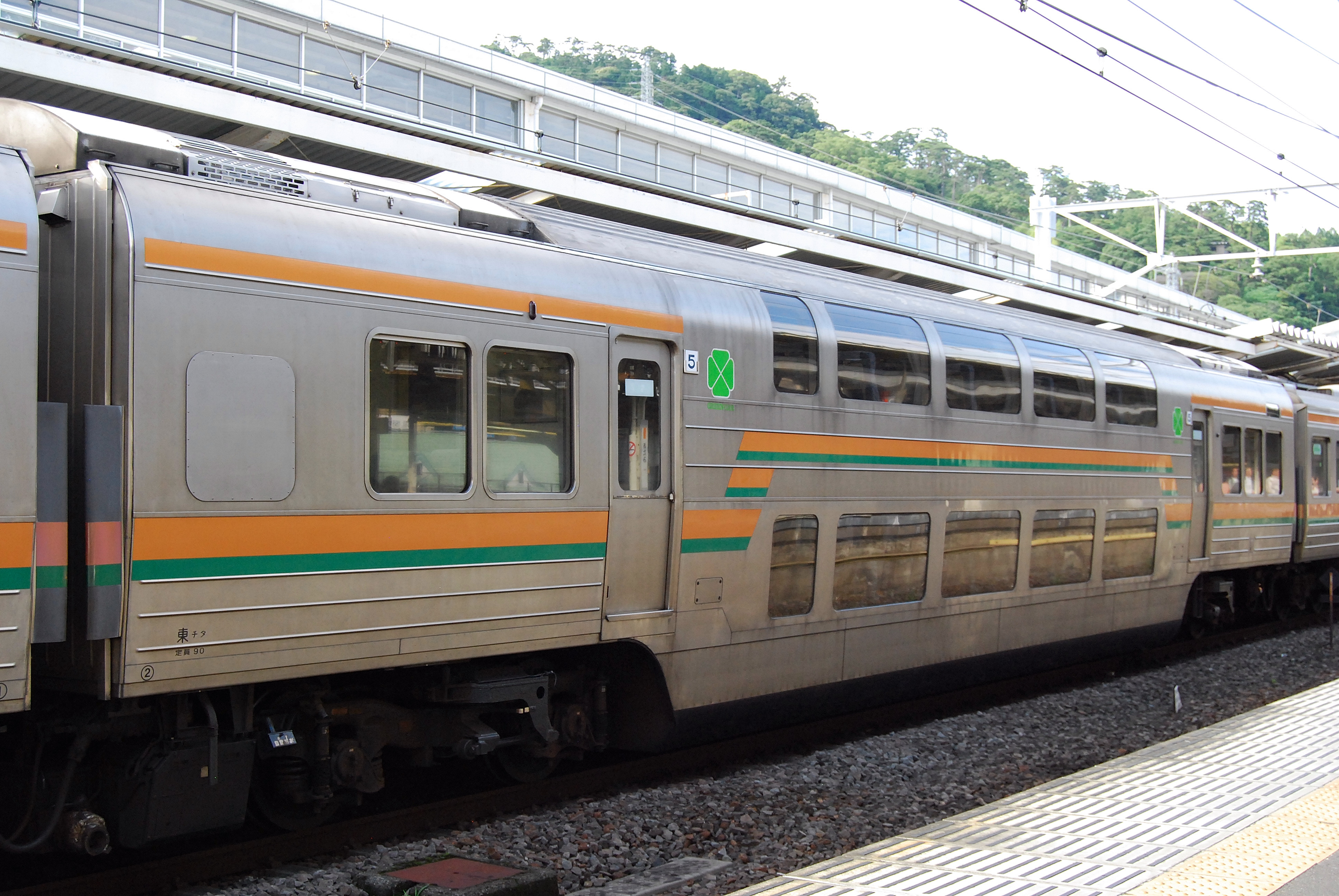
サロ213-107 （台車はTR69形を装備）
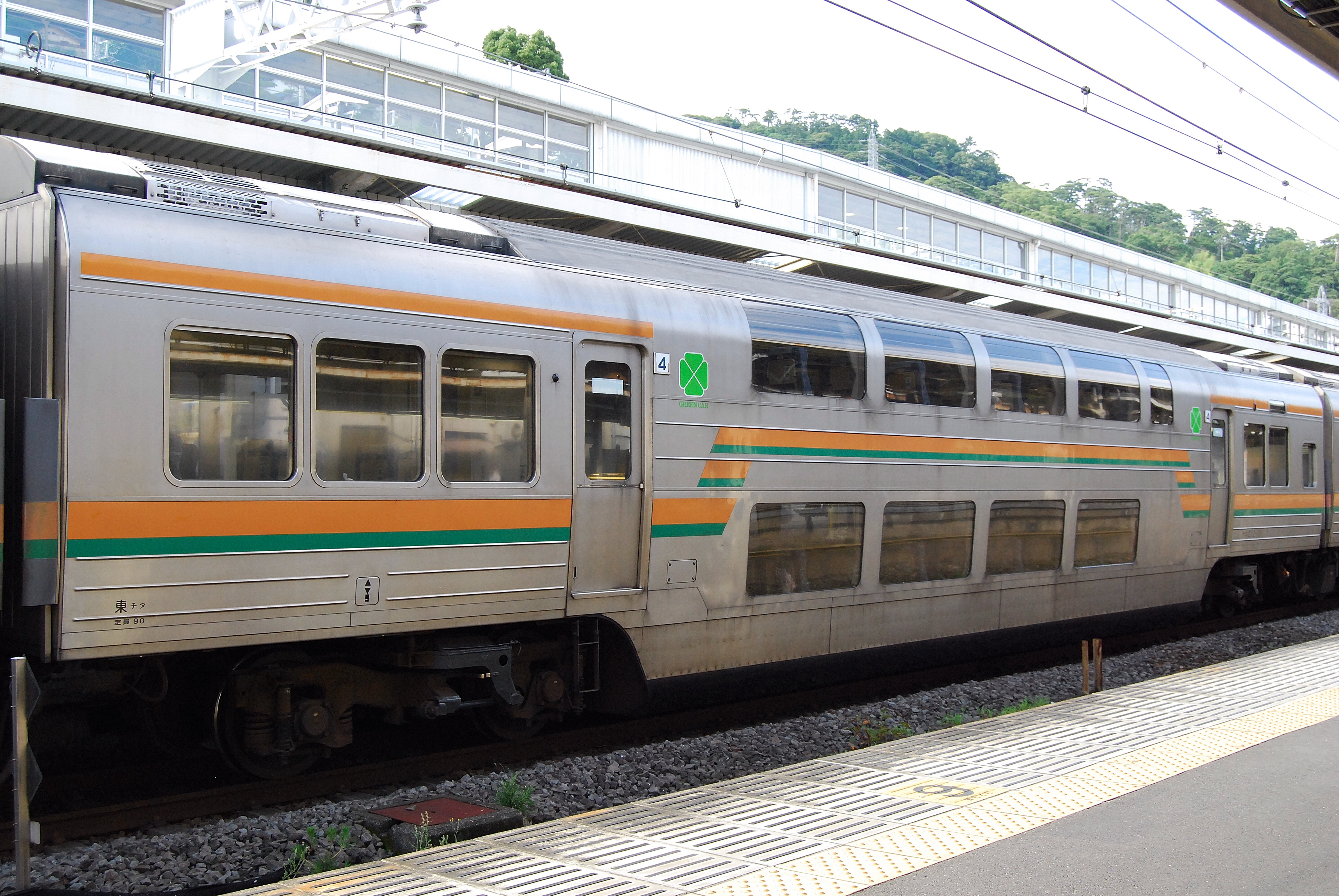
サロ212-101 （台車はTR69形を装備）
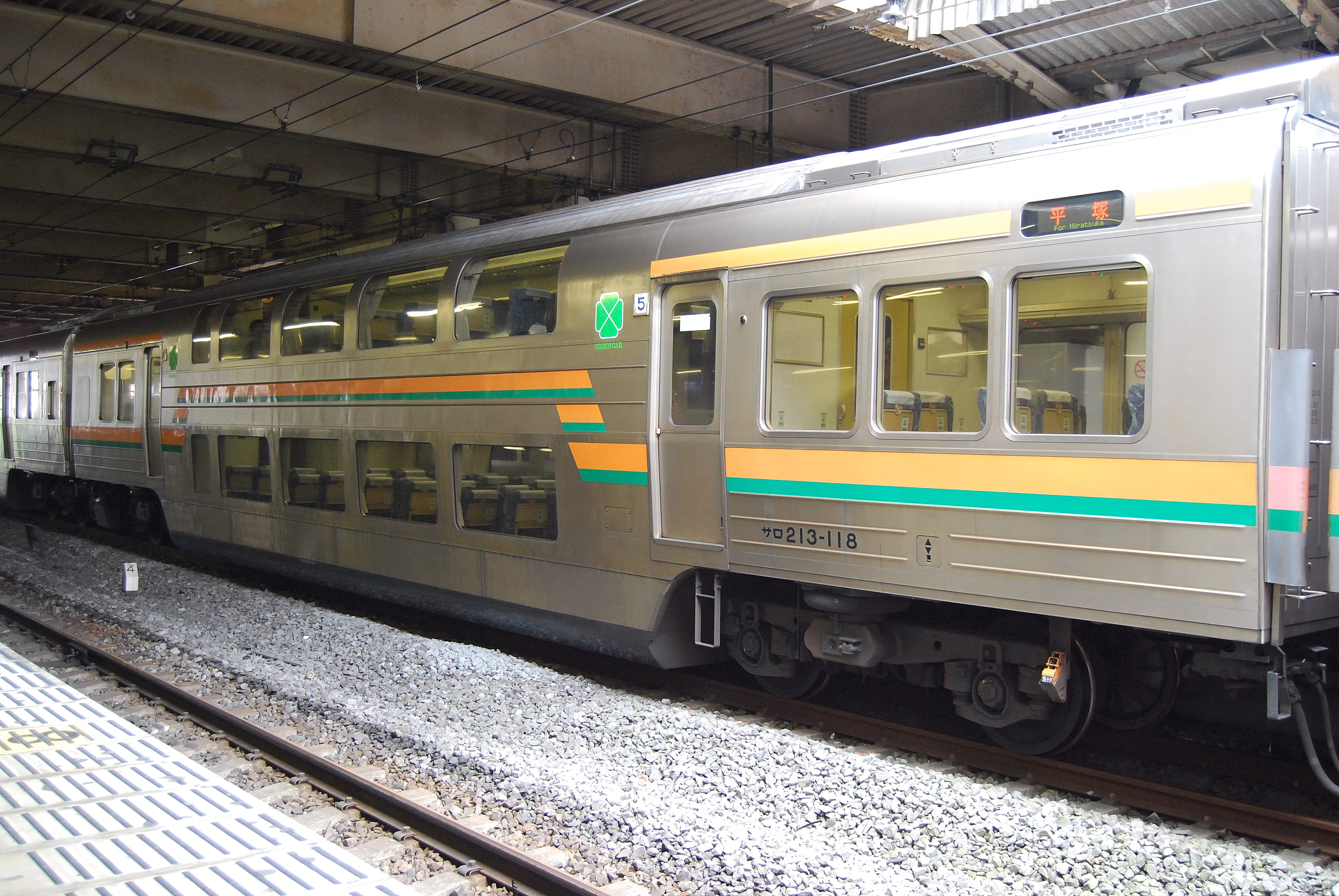
サロ213-118 （台車はボルスタレス台車を装備）
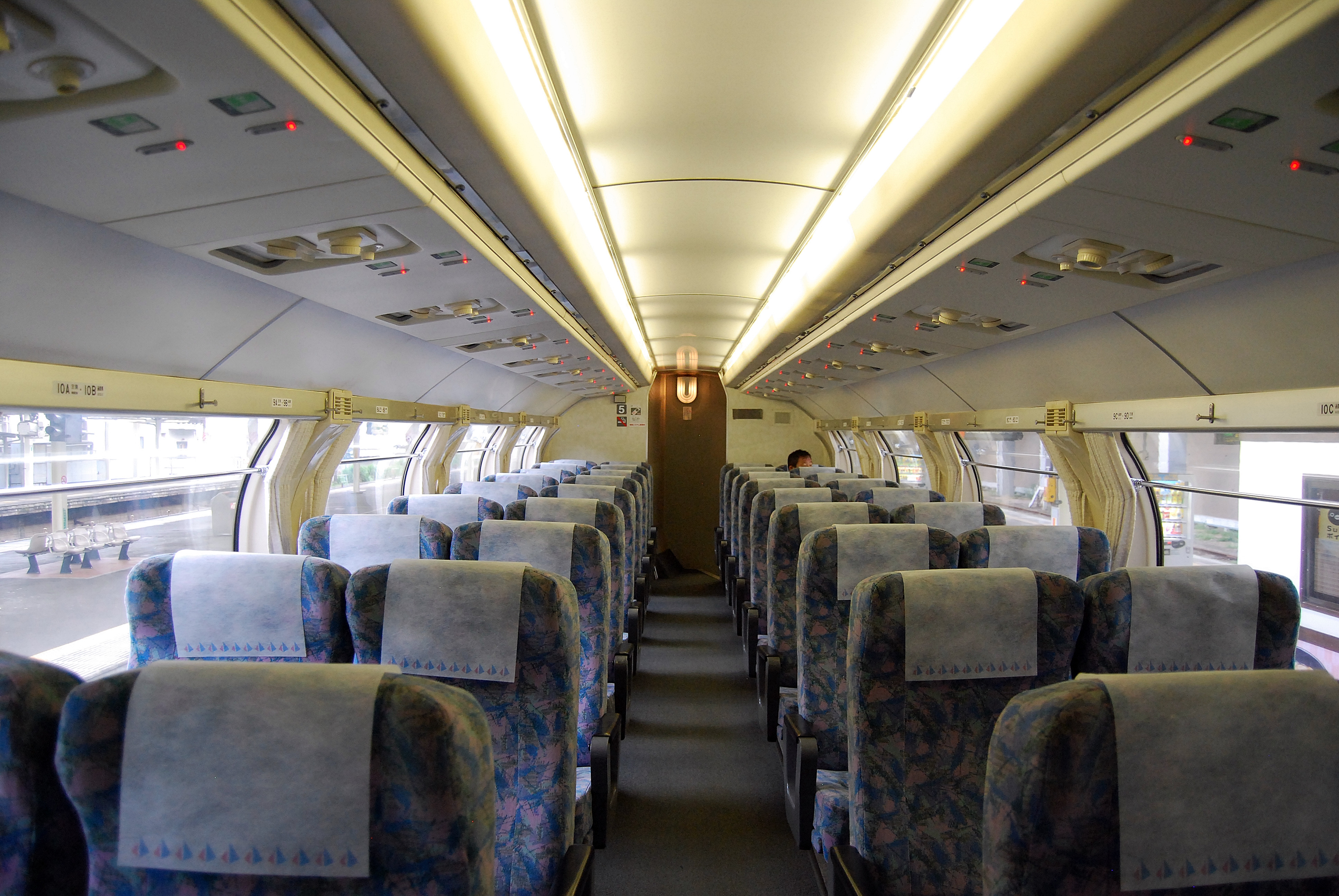
グリーン車2階の車内
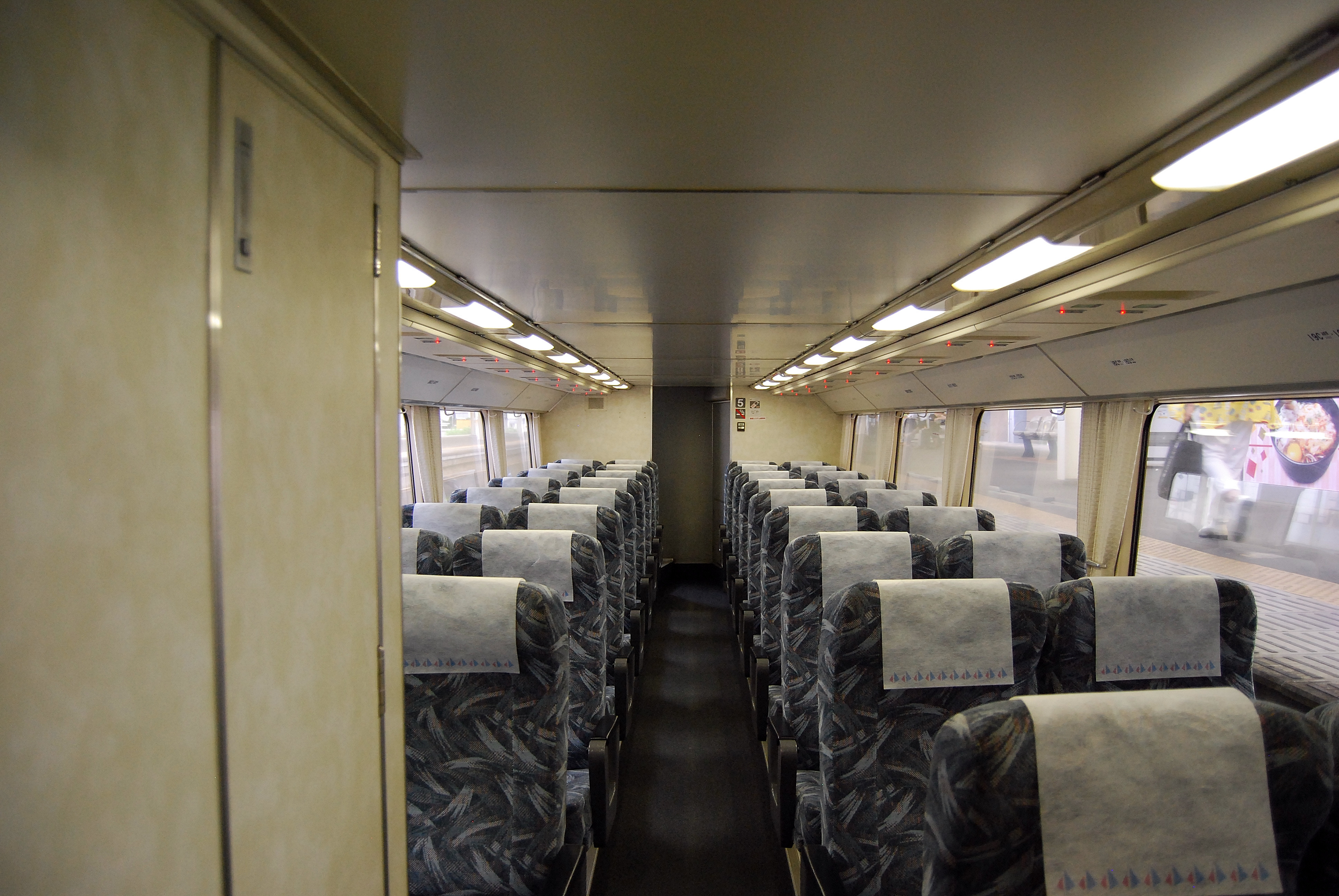
グリーン車1階の車内
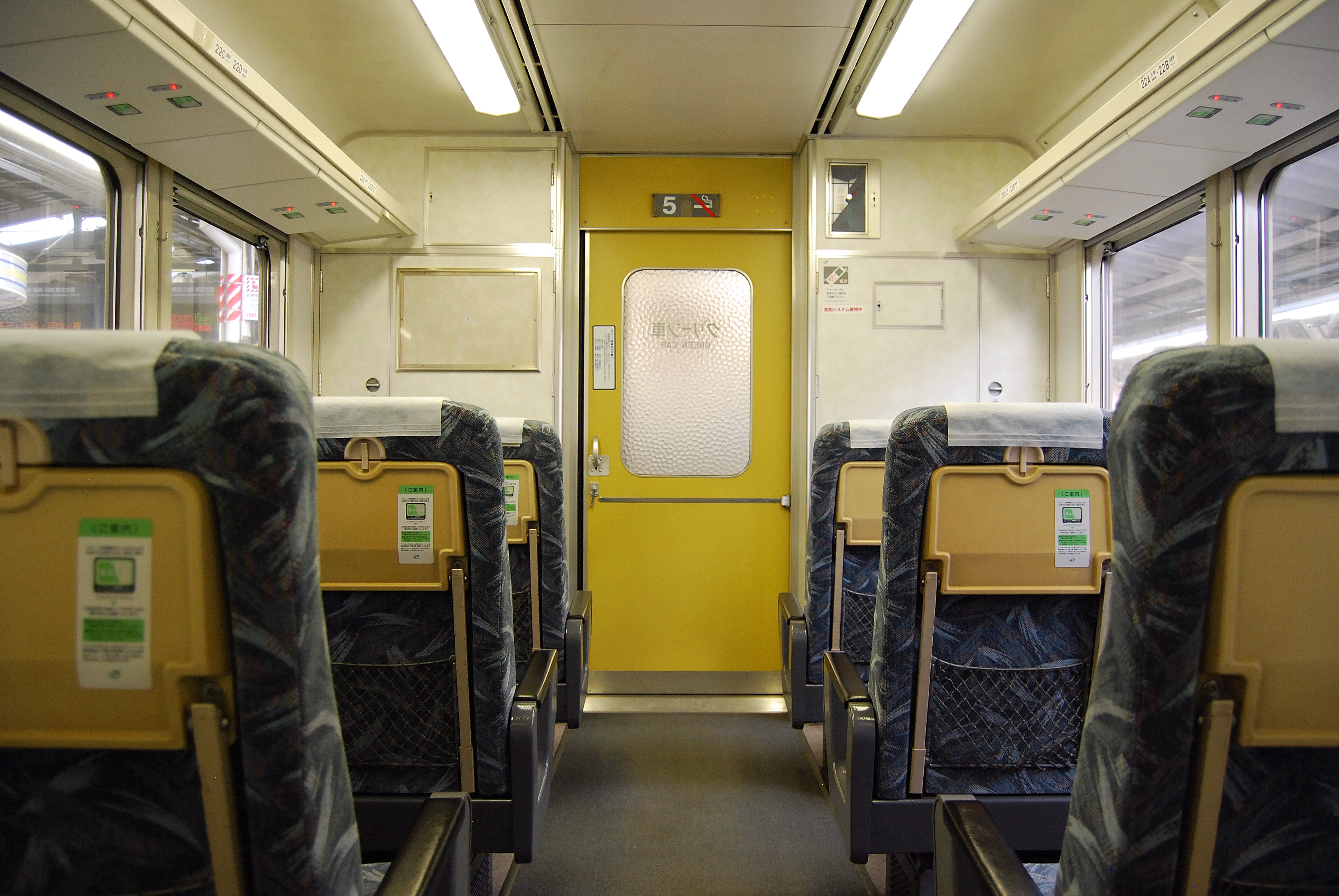
グリーン車平屋席の車内

サロ213形1100番台・サロ212形1100番台
前述の100番台と同様にサロ125形1両とサロ124形9両からの改造で、これらの改造車は10両中9両がトイレ・洗面所を装備しないサロ124形であることから、サロ125形1両は正向きに方向転換しサロ213形へ、サロ124形4両は方向転換の上車掌室部分にトイレ・洗面所を設置する改造をあわせて施工しサロ213形へ、他の5両は車掌室を残したままサロ212形へ改造された。さらに全車寒冷地仕様への改造（扉脇の半自動スイッチの設置、ドアレールヒーター、耐雪ブレーキ新設など）も施工されたことから、各車原番号+1100番台と改番されている。
番号の新旧対照は次の通り（2007年4月1日現在）。
- サロ125-4 → サロ213-1104
- サロ124-2・※12・20・22 → サロ213-1102・※1112・1120・1122
- サロ124-4・※11・※13・19・21 → サロ212-1104・※1111・※1113・1119・1121

※は前述の100番台を参照。
前述の100番台と同様車号を斜体文字で表したサロ124-2・4からの改造車は、引き続きTR69形台車を装着している。また、カラーシートの貼り方が異なる横須賀線系統からの転入車を改造した車両（※の付いた車両）のカラーシートの貼替は実施されなかった。
- 高崎車両センター所属の
1100番台グリーン車
左：サロ212-1113
右：サロ213-1120
両車とも元113系サロ124形から改造されたグリーン車である
（2007年3月21日、上野駅）
- 1100番台グリーン車（サロ212-1113）に設置されたドアスイッチ
（2007年3月21日、上野駅）

#### 房総地区転用改造

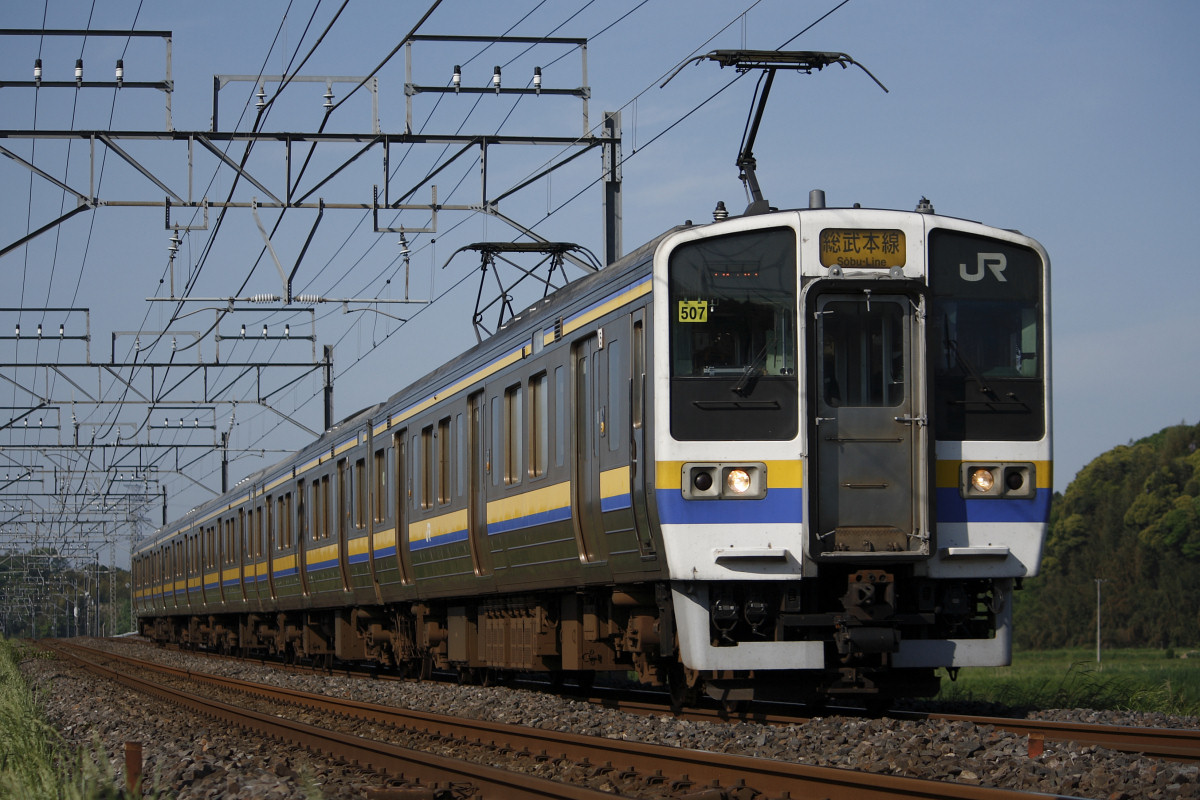
房総地区向けの211系3000番台

2006年3月、JR東日本は宇都宮線・高崎線の上野駅発着列車のグリーン車連結率を100%にすることを決定した。上記の組み込みを完了しただけでは80%程度であったため、7月までにE231系基本編成8本と付属編成6本の計110両を追加投入し、211系のグリーン車非組み込み編成を置換えた。
前述のようにグリーン車組み込みは10両基本編成17本が組成されることとなり、3000番台34本を使用して行われた。これに付属編成分として17本が残されたため、残る110両（5両×22本）分をE231系の投入によって捻出。これらの編成のうち70両（5両×14本）は、海岸線沿いを走行し塩害による腐食などが進んでいる房総地区各線の113系の置換え用として、幕張車両センターに転用することになった。残りの40両は、宇都宮線・高崎線の輸送力増強分に振り向けられた。2006年7月ダイヤ改正では上野口の15両運用が増加したため、宇都宮駅 - 黒磯駅間（一部小金井駅 - 黒磯駅間）で運用されていたE231系5両運用が211系5両運用（一部5両+5両運用もあり）に変更された。
転用編成は、前面種別表示器をLEDから幕式への復元（一部）と、車体帯色を変更した上で大宮総合車両センターなどから2006年8月以降順次出場した。車体色は255系・E257系500番台と同色の「房総色」とされた。編成番号はマリ401 - 414と付番され、2006年10月21日から運用を開始した。
路線カラーによる行先表示は、113系が行先なのに対し、211系は先頭車前面上部が路線を、側面上部には路線を上に、行先を下に表示していた。転用後も半自動ドアスイッチは残されたままであり、2006年12月2日からは、千葉駅や蘇我駅を除き、駅での停車時間が5分以上ある場合に、扉横の半自動ドアスイッチの通年使用が行われていた。
この房総地区転用車は、京浜東北・根岸線から転用される209系2000・2100番台の導入拡大により、2013年（平成25年）3月16日ダイヤ改正をもって運転を終了した 。

#### パンタグラフ増設・交換
2007年11月から房総地区の一部編成で集電効率を上げる目的でパンタグラフを2基に増設する改造が行われた。増設されたパンタグラフはシングルアーム式のPS35C形となっており、前後で異なる形態となった。この2基パンタグラフ化に使用されたパンタグラフは、中央線で活躍していた201系の廃車発生品である。この改造はマリ402 - マリ410の9編成に行われ、改造後はマリ501 - マリ509に編成番号が変更された。また、パンタグラフ増設改造の対象外となったマリ401・マリ411 - マリ414はそれぞれマリ401・マリ405 - マリ408に変更された。
高崎車両センター所属の車両でも2008年10月頃から一部の編成でパンタグラフが2基に増設された。なお、これらの編成に関しては増設分に加え既存のものもシングルアーム式のPS33E形に交換されている。

#### 半自動ドアスイッチ交換
2008年2月から房総地区のマリ403編成を皮切りに半自動扉スイッチがE233系タイプに交換された。高崎車両センター所属車でも、2006年末から2007年にかけて普通車の車外の半自動扉スイッチがE231系タイプに交換された。
また、2009年2月頃から一部の編成で車内の半自動扉スイッチが205系3000番台とほぼ同じタイプのものに交換された（現時点ではクハ・クモハのみ交換）。なお、基本編成のサロに関しては転用時にE231系タイプのものを設置している。

#### 長野地区転用改造

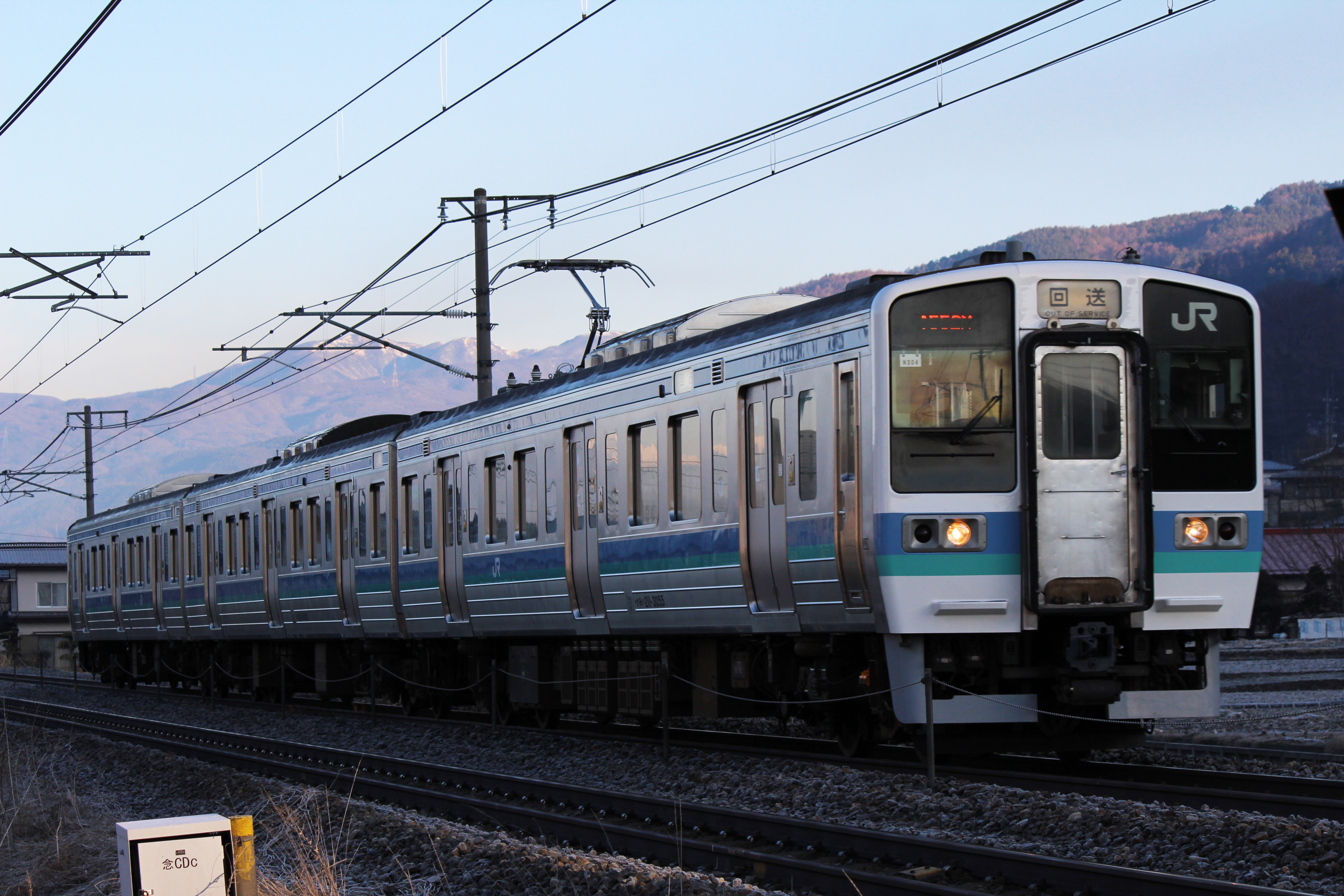
長野地区での運用を開始した211系3000番台（スカート更新前）

2013年3月16日のダイヤ改正より、他線区で余剰になった一部編成が長野支社管内で既存車両の一部を置き換える形で営業運転を開始すると発表された。2012年6月以降、元幕張車両センター所属および元高崎車両センター所属の一部車両が順次、長野総合車両センターへ転属している。老朽化が顕著な豊田車両センターの115系を淘汰するため、2013年3月15日にはダイヤ改正に先駆けて大糸線で営業運転に投入された。2014年3月以降の運用範囲は中央本線・篠ノ井線・信越本線・飯田線へ、2014年6月以降は中央本線立川駅まで運用を拡大している。
- 転用にあたっては、大宮、秋田、長野の各総合車両センターにおいて改造工事が施工された。転用改造工事内容は以下の通りである。
  - 車体カラー帯を長野地区の115系・E127系100番台に合わせたアドバンスブルー＋リフレッシュグリーンの「長野色」に変更[34]。
  - 先頭車の前位寄り台車に車輪の空転を防止するセラミック噴射装置「ミュージェット」の取り付け[34]。
  - 6両編成となる全車（N601 - N614編成）に対し先頭車両の電気連結器を撤去。
  - 保安装置をATS-PとATS-SNの組み合わせから、ATS-Pと、ATS-Psの組み合わせに変更[34]。
  - 狭小トンネル断面に対応したPS33E形シングルアーム式パンタグラフへの交換、「◆」マークの貼り付け[34]。
  - 客室は基本的に大きな変更点はないが、客用ドア部の床敷物を黄色着色に変更したほか、寒冷地を走行することから暖房装置の容量増加などが図られている[34][35]。
  - 2021年の途中から、3000番台のN314編成のクハ210-3048・N315編成のクモハ211-3049の前面種別表示器を白地・黒文字・ルビなしの幕式へ、N316編成のクハ210-3050の前面種別表示器がLEDに交換されている。しばらくしてN314編成のクモハ211-3048・クハ210-3048とN315編成のクモハ211-3049・クハ210-3049の前面種別表示器をN301 - N305・N331 - N339編成と同等の表示幕へ再度交換された。

#### デジタル無線対応工事
JR東日本所属車は、前述のグリーン車置き換え（東海道線用）および組み込み（宇都宮線・高崎線用）が終了してから、乗務員室（クモハ・クハ）にデジタル無線対応工事が順次施工された。これは1986年から各車両に搭載されている列車無線装置（主に新Aタイプ無線）が老朽取替の時期を迎えたことと、特に首都圏では大雪や雷雨などの際に、全線区一斉の情報連絡や指令伝達を実施するなど高い利用率となっており、指令通話回線の増強に迫られたためである。また、列車支援運行業務の充実を図るため、指令通告、徐行区間情報、車両機器状態監視等の列車・地上間のデータ通信需要も拡大していることから、それらを可能とする無線システムへの変更を目的として設置している。
この搭載工事が施行された車両では、乗務員室の天井付近2か所から装置の入った箱が客室側網棚の上へ張り出しているのが特徴である。また、運転台には「デジタル無線対応済み」と表記されたシールが貼付されており、小型の簡易モニタ装置（E231系などに搭載されているTIMSモニタに表示が酷似しているが、ICカードに記憶された時刻表やデジタル列車無線運用時に必要な情報を表示する程度の機能のみ）を設置している。
高崎車両センターのグリーン車と連結している先頭車では、3号車のクモハ211形にはデジタル無線が設置されていなかったが、6号車のクハ210形には設置されていた。

#### 延命改造工事
本系列の運用継続にあたり、延命改造工事として2024年度中に高崎車両センター所属車10編成に対し屋根上のベンチレーター撤去と幕板（塞ぎ板）の設置および、屋根上修繕を施工する計画が公表された。長野総合車両センター所属車（3両編成）も施工の対象となっており、2024年3月11日にN306編成が上記の改造を施した状態で同センターを出場して以降、高崎車ともに複数の編成に実施されている。

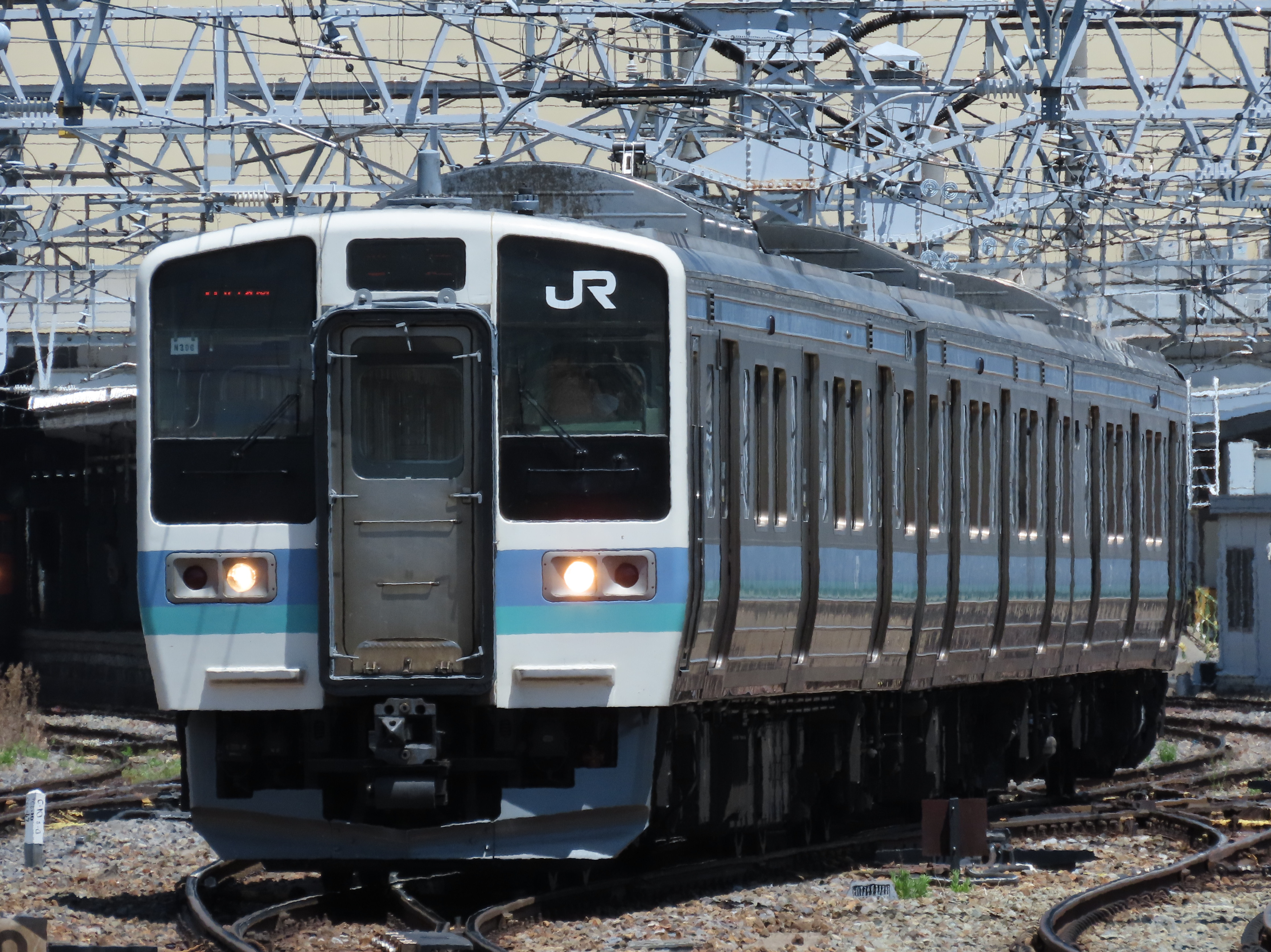
延命改造後の長野車
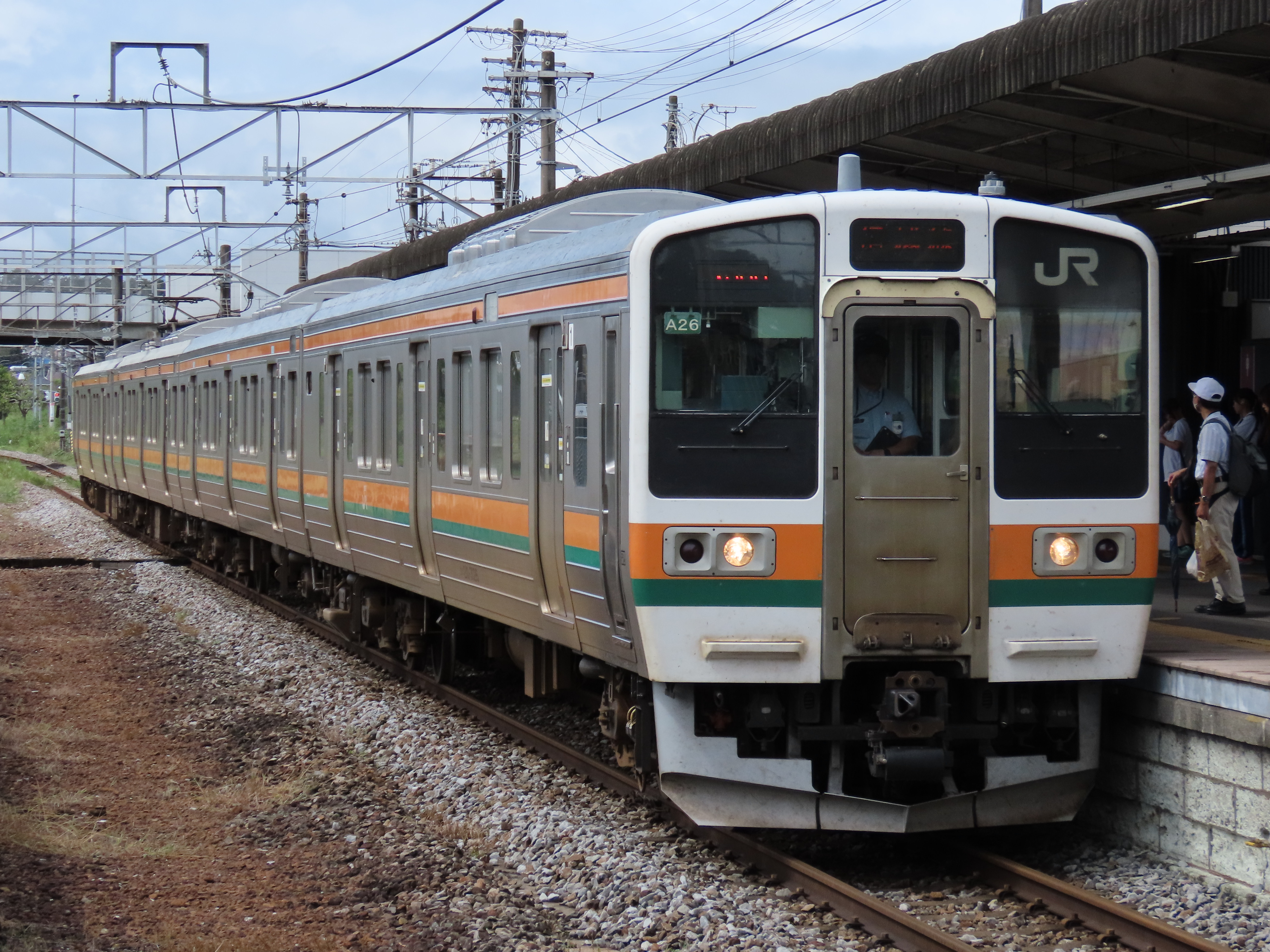
延命改造後の高崎車
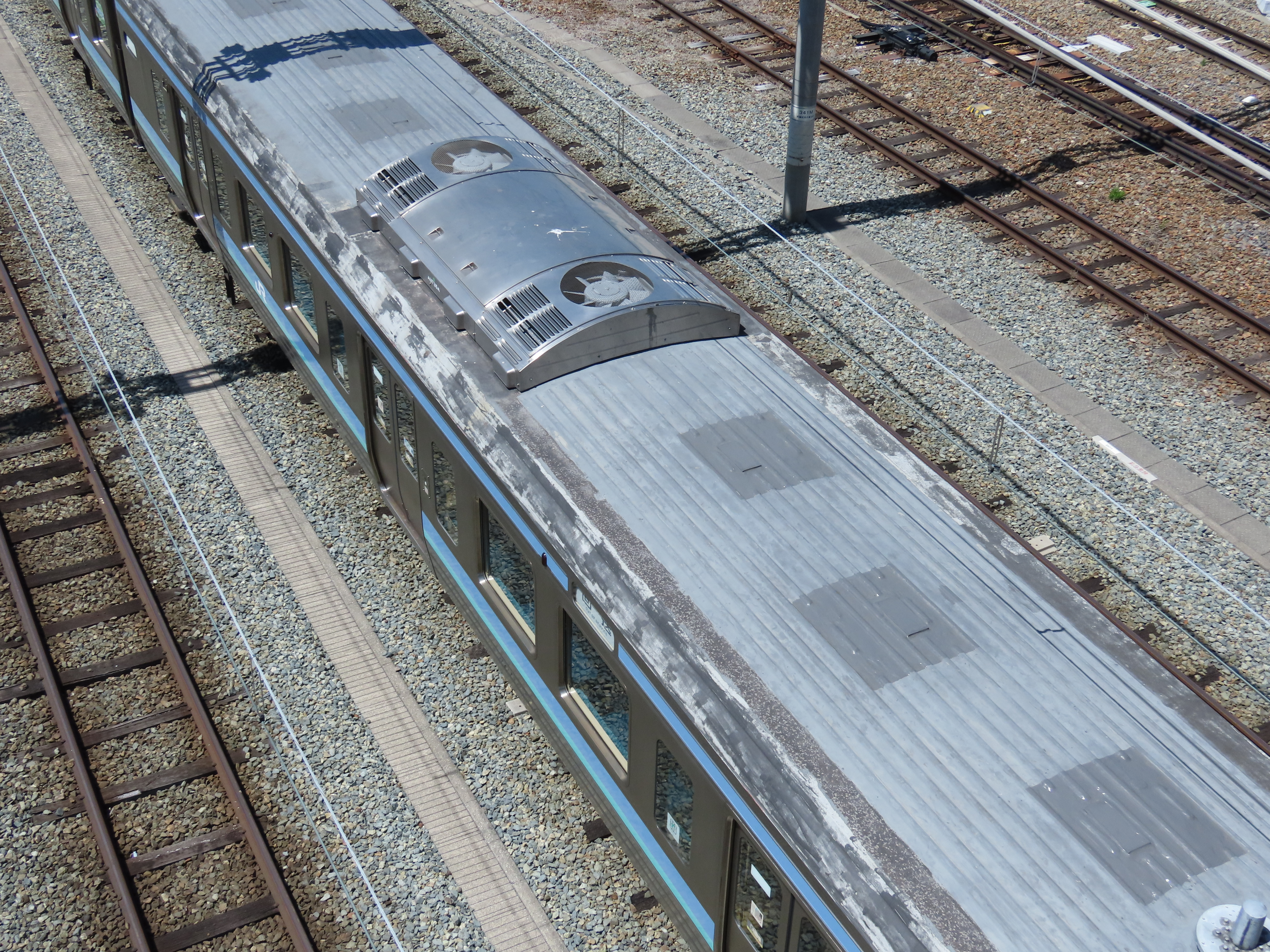
延命改造後の屋根上
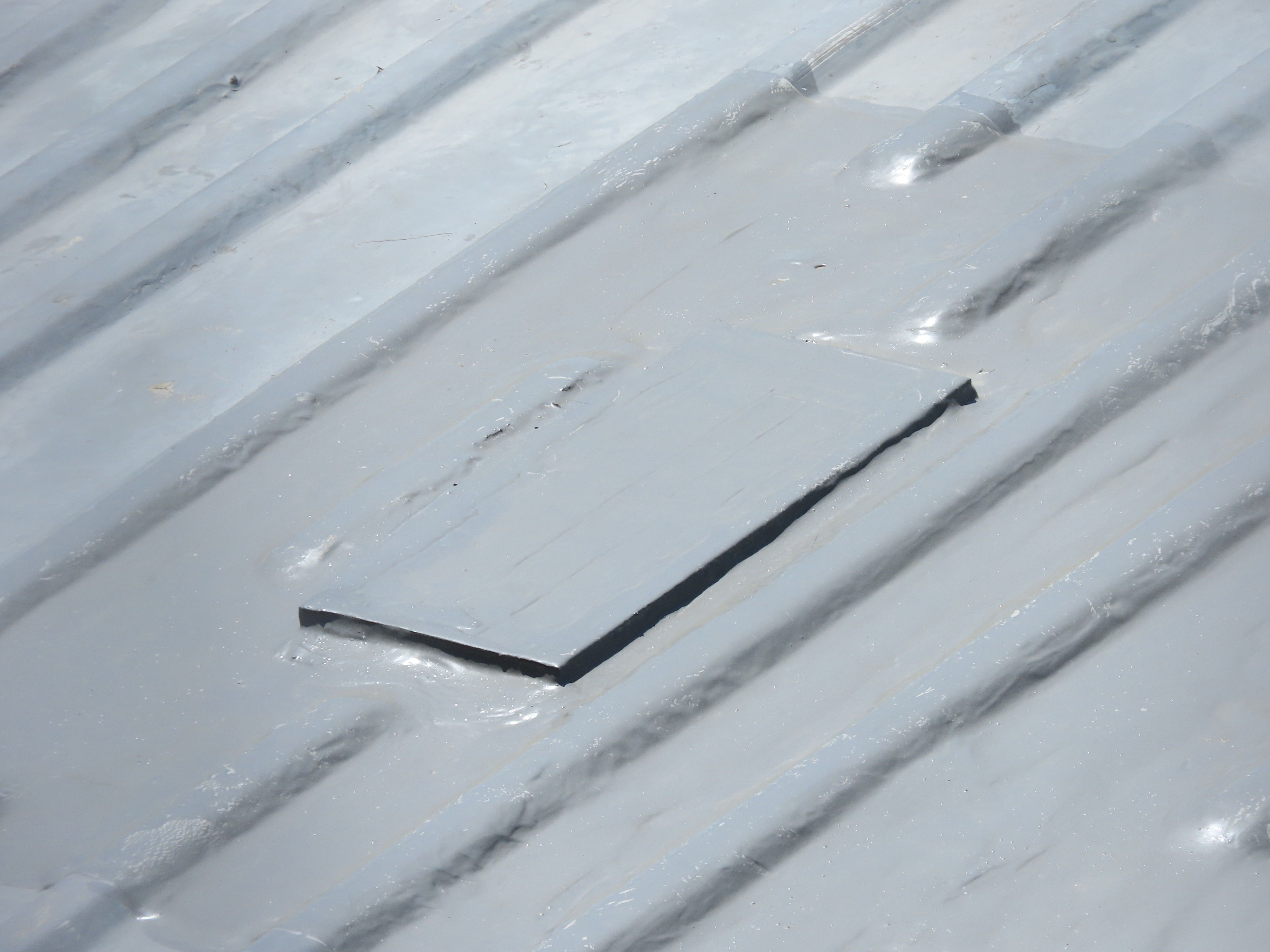
幕板

### JR東海での改造
- 全車両の下り寄りに優先席の設置
- 転落防止幌の取り付け
- 全車両ドアチャイムの設置
- クハ210形への車椅子スペース設置（名古屋方・車掌の立つ位置の前）
- クモハ211形のシングルアーム型パンタグラフへの取替工事（狭小建築限界トンネル通過対応を表す『◆』は標記されない）
- 先頭車の120km/hに対応した速度計への交換
- つり革の客用扉付近への増設
- 2010年から設置のATS-PT取り付け
- 助士席側前面窓ガラス下部と乗務員扉窓ガラス下部に、切り抜き文字による編成番号を標記
- 乗務員扉の取手の2段化
- 排障器（スカート）の延長（動物対策および床下の保安装置の保護が目的と思われる）
- 優先席つり革と座席モケットのオレンジ色化（313系4次車に準ずる）

#### 方向幕交換
前面方向幕は当初は「普通」「快速」などの種別表示のみだったが、1990年から普通列車充当時には行先（ローマ字併記）を表示するように変更された。1991年から大垣区、神領区の5000番台車は前面方向幕は書体がJR東海タイプの書体のものに変更された。0番台は側面方向幕のみ変更され前面方向幕は変更されなかったが、1998年に前面もJR東海タイプの書体に変更された。1999年には下記の側面方向幕の変更に伴い種別表示のみに変更された。

#### 高速化改造等
1999年には、東海道本線に313系が大量増備され、高速ダイヤに移行したことから、最高速度を120km/h対応とする改造工事が施された。台車へのヨーダンパ設置やブレーキの増圧対応工事のほか、側面行先表示器も311系と同様の列車種別幕と行先幕を別個にした方式のものに変更された。また、311系・313系のLED式車内案内表示器を操作するための操作盤と、それを車掌が動作確認できるようにLED装置を、乗務員室内に設置している。2000年には車内外の号車表示が取り外された。
2005年には、バリアフリー化対応としてドアチャイムの取付とクハ210形への車椅子スペースの新設が行われた。米原側ボックス席を1組撤去の上、2人掛ロングシートを移設してその跡への設置となっている。さらに集電装置をシングルアーム式のものに交換したほか、転落防止幌の取り付け、吊り手の増設も行われている。

## グリーン車の転用と組成変更

### 東海道線用グリーン車の置換え
| サロ212形 東京駅 |  | サロ212形100番台+サロ213形100番台組込の211系2000番台 |
| サロ212形 東京駅 |  | サロ212形100番台+サロ213形100番台組込の211系2000番台 |

2004年10月から2006年3月にかけて東海道線で運用されていた国府津車両センター所属の113系がE231系に置換えられるのに伴い、211系仕様で製造され113系に組み込まれていた2階建グリーン車34両（サロ125形5両・サロ124形29両）を211系に改造編入することとなった。平屋車を併用していた東海道線用グリーン車はグリーン車をすべて2階建車に置き換えることとして、2階建グリーン車34両のうち24両（サロ125形4両・サロ124形20両）を東海道線用に改造編入した。また、平屋車とそれとペアを組む2階建車12組を捻出し、残りの10両とともに宇都宮線・高崎線に転用することとした。また、113系撤退後の2006年3月18日のダイヤ改正から東海道線・伊東線でもグリーン車Suicaシステムが運用開始となることから、それに対応するための改造も実施されている。なお、後に新製されたサロ213形+サロ212形2組に動きはなく、グリーン車Suicaシステム対応改造を施して東海道線東京口で引き続き運用された。

### グリーン車の宇都宮線・高崎線転用

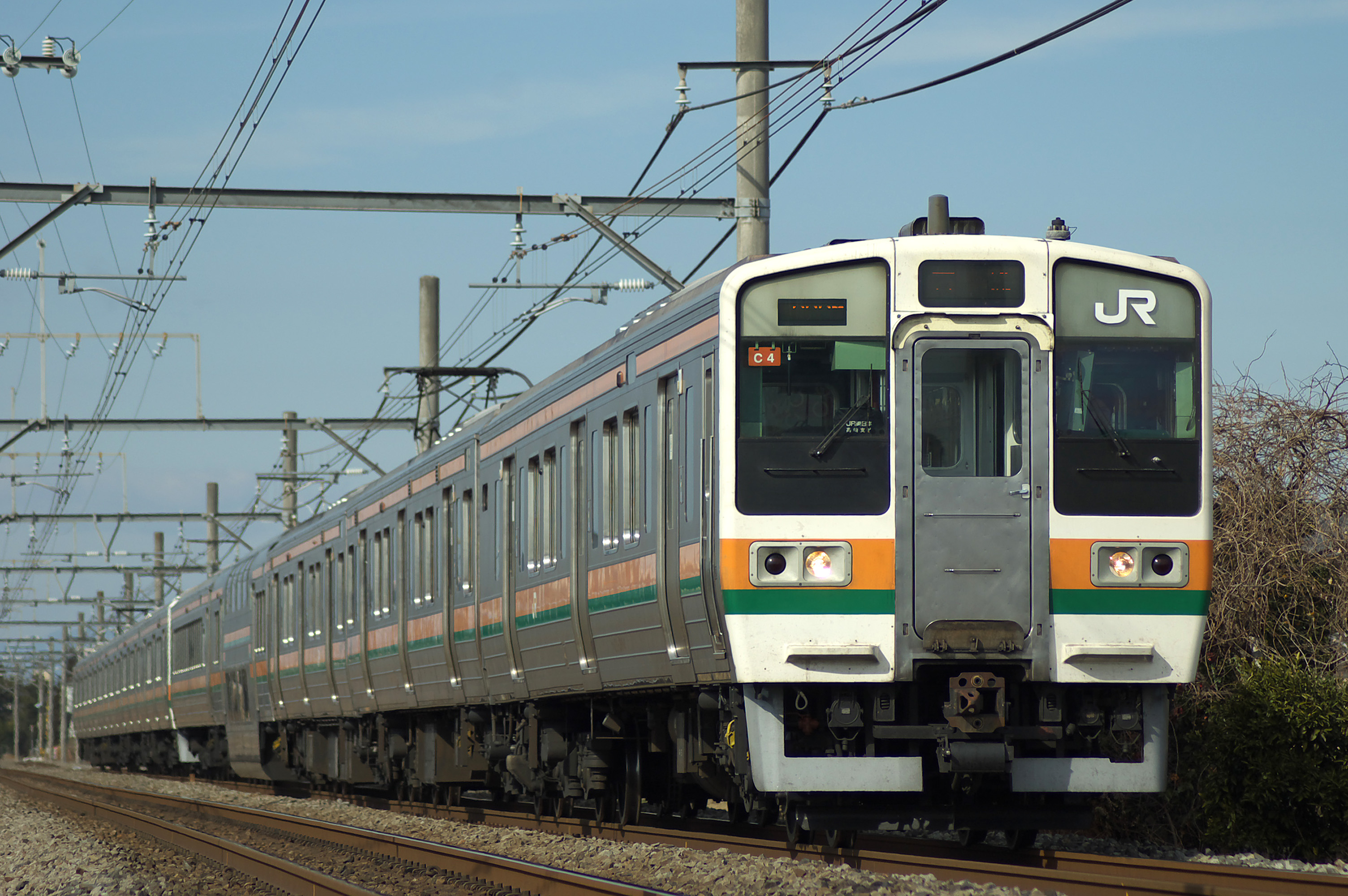
二階建てグリーン車組込後の
211系3000番台 基本C編成

東海道線用211系グリーン車の全面2階建化によって捻出される平屋+2階建（サロ211+サロ212×6組とサロ210+サロ213×6組）の12組と、東海道線で運用していた113系のE231系への置換えに伴って余剰となるサロ125形1両・サロ124形9両（計34両）を活用し、宇都宮線・高崎線用211系にもグリーン車を連結することとなった。これにより、5両編成を2本合わせてサハ2両を抜き、グリーン車2両を両編成の向い合う先頭車間に連結するという組成変更を行った。これは貫通編成時に編成を丸ごと方向転換する必要があること、211系の場合普通車の付随車であるサハにはトイレ未設置であり、貫通編成にした場合にサハへのトイレ設置工事が必要なことなどによる。グリーン車の組み込みは3000番台34本を使用して行われ、2006年9月までに10両基本編成17本が組成された。登場当初は、乗務員室に従来の編成番号札も存置したまま新たな編成番号札を追加したが、全17編成が出そろったことから、従来の編成番号札は取り外された。
当初は、1000番台も使用して組成変更が行われる予定であったが、1編成あたりの定員に差が出ることや、後述のE231系投入計画の変更に伴い房総地区への転出が予定されることから、組成変更の予定はなくなった。1000番台は付属編成として使用された。
新旧編成表
|        |  | ← 黒磯・宇都宮 / 前橋・高崎上野 → |          |          |          |          |            |          |          |          |          |            |          |            |          |          |
|        |  |                                   |          |          |          |          |            |          |          |          |          |            |          |            |          |          |
|        |  |                                   |          |          |          |          |            |          |          |          |          |            |          |            |          |          |
| 旧編成 |  | クモハ 211                        | モハ 210 | サハ 211 | サハ 211 | クハ 211 | クモハ 211 | モハ 210 | サハ 211 | サハ 211 | クハ 210 | クモハ 211 | モハ 210 | サハ 211   | サハ 211 | クハ 210 |
|        |  |                                   |          |          |          |          |            |          |          |          |          |            |          |            |          |          |
| 新編成 |  | クモハ 211                        | モハ 210 | サハ 211 | サハ 211 | クハ 210 | クモハ 211 | モハ 210 | サハ 211 | サハ 211 | クハ 210 | サロ       | サロ     | クモハ 211 | モハ 210 | クハ 210 |

また、グリーン車Suicaシステムを導入するため、全座席の上部にSuicaをタッチするためのリーダ / ライタも設置された。
グリーン車組み込みにより編成から外され余剰となったサハ211形3000番台34両は全車廃車となり、2006年5月30日に4両、6月14日に6両、7月9日・23日と8月8日にそれぞれ8両ずつが長野総合車両センターへ回送され、その後解体が行われた。なお、長野総合車両センターに留置しきれなかった車両は、長野駅の留置線や北長野駅の側線、豊野駅の中線に留置された。
廃車・解体されたサハ211形3000番台は以下の通りである。
- 1986年製（24両）：サハ211-3003・3004・3007・3008・3011・3012・3015 - 3018・3021・3022・3025・3026・3029・3030・3033 - 3038・3043・3044
- 1990年製（4両）：サハ211-3097・3098・3101・3102
- 1991年製（6両）：サハ211-3111・3112・3115・3116・3119・3120

113系2階建グリーン車34両（サロ125形5両・サロ124形29両）を改造編入し、上記のサハ34両を廃車したため、組成変更の前後で211系の総両数に変化はなかった。
なお、同じ頃に両毛線前橋駅 - 前橋大島駅間で踏切事故に遭い、側面が大破したクハ210-3013の復旧に際し、廃車となったサハ211形の車体の一部分を切り取り再利用している。

### グリーン車の組成推移
東海道線・宇都宮線・高崎線に連結されていた211系グリーン車の組み合わせは、初期のものを含めて、大きく分けると以下の4通りが存在した。なお、全て前者が5号車で後者が4号車である。
また、「田町」は田町車両センター所属の略、「高崎」は高崎車両センター所属の略である。
| 組み合わせ                 | 組み合わせ | 2007年以降の該当編成                                                      | 過去の該当編成                                         |
| -------------------------- | ---------- | ------------------------------------------------------------------------- | ------------------------------------------------------ |
| サロ211 ＋ サロ210         | 0番台      |                                                                           | （1985年 - 1989年）田町： N1・N2・N3・N4・N5・N6       |
| サロ211 ＋ サロ212         | 0番台      |                                                                           | （1989年 - 2007年）田町： N1・N2・N3・N4・N5・N6       |
| サロ211 ＋ サロ212         | 1000番台   | （2007年 - ）高崎： C1・C2・C3・C5・C6・C9                                |                                                        |
| サロ210 ＋ サロ213（反転） | 0番台      |                                                                           | （1989年 - 2007年）田町： N21・N22・N23・N24・N25・N26 |
| サロ210 ＋ サロ213（反転） | 1000番台   | （2007年 - ）高崎： C4・C7・C8・C10・C11・C12                             |                                                        |
| サロ213 ＋ サロ212         | 0番台      | （1989年 - ）田町： N31・N32                                              |                                                        |
| サロ213 ＋ サロ212         | 100番台    | （2007年 - ）田町： N1・N2・N3・N4・N5・N6・ N21・N22・N23・N24・N25・N26 |                                                        |
| サロ213 ＋ サロ212         | 1100番台   | （2007年 - ）高崎： C13・C14・C15・C16・C17                               |                                                        |

## 運用

### JR東日本
田町車両センターおよび高崎車両センター所属の本系列は、2011年度から増備が再開されたE233系3000番台によって置き換えが進められた。これは2015年3月の上野東京ライン開業に向けた措置である。
田町車両センター所属車は2012年4月23日をもって定期運用を終了した。高崎車両センター所属車についても、E233系3000番台を基本編成17編成・付属編成16編成（250両）投入して置き換えを進め、2013年3月15日をもって宇都宮線上野口の定期運用を終了。2014年3月14日をもって高崎線での定期運用も終了し、定期運用は両毛線のみとなっていた。
置き換えられた車両のうち、グリーン車は2014年12月までに全廃。他の付随車も廃車が進められる一方、電動車・制御車は長野地区や高崎地区ローカル運用に転用されている。
- 下記は2023年10月1日時点でのデータ[38]。
- 使用線区の※は、過去に使用された線区や試運転等で入線した線区を示す。
- 下記中の■■は帯色を示す。

#### 東海道線東京口
車体帯：■■
田町車両センター所属車両：210両（最大在籍時）
- 最大在籍時は210両（0番台10両編成6本60両、2000番台10両編成8本80両、2000番台5両編成14本70両）が在籍したが、10両編成のうちグリーン車28両を含む付随車56両全車と5両編成（N51 - N64編成）は廃車され、6両編成化された0番台6本、2000番台8本の計84両が長野総合車両センターに転属した。

##### 使用線区
- 東海道線（東京 - 熱海・沼津・静岡・島田・浜松間）
- 伊東線（全線）

※国鉄時代には臨時列車として伊豆急行線伊豆急下田駅までの入線実績、JR化後は横須賀線横須賀駅までの入線実績も持つ。

##### 運用
- 0・2000番台の10両編成は共通運用で、5両編成を併結して最大15両編成で普通および快速「アクティー」に運用された。下りの平塚駅5時55分発熱海駅行きの普通723Mのみ5両編成の単独運用があった。なお、5両編成は熱海駅以西への入線はなかった。E233系の増備により2012年4月にJR東日本区間の東海道線・伊東線での運用を終了した。

##### 編成表
|          |                   | ← 東京熱海・沼津 → |               |                 |                |                 |                 |                  |                 |                |                 |
|          |                   |                    |               |                 |                |                 |                 |                  |                 |                |                 |
| 10両編成 | 号車              | 10                 | 9             | 8               | 7              | 6               | 5               | 4                | 3               | 2              | 1               |
| 10両編成 | 形式              | クハ211 （Tc）     | サハ211 （T） | ◇ モハ211 （M） | モハ210 （M'） | サハ211 （T）   | サロ213 （Tsd） | サロ212 （Tsd'） | ◇ モハ211 （M） | モハ210 （M'） | クハ210 （Tc'） |
| 10両編成 | 車内設備          | WC                 |               |                 |                |                 | WC、[洗]        | [乗]、[業]       |                 |                | WC              |
| 10両編成 | 搭載機器          |                    |               | Cont            | MG,CP          |                 |                 |                  | Cont            | MG,CP          |                 |
| 10両編成 | 車両重量 0番台    | 26.8t              | 23.9t         | 34.1t           | 34.9t          | 23.9t           |                 |                  | 34.1t           | 34.9t          | 26.8t           |
| 編成番号 | N1                | 1                  | 1             | 1               | 1              | 2               | 108             | 105              | 2               | 2              | 1               |
| 編成番号 | N2                | 2                  | 3             | 3               | 3              | 4               | 102             | 129              | 4               | 4              | 2               |
| 編成番号 | N3                | 3                  | 5             | 5               | 5              | 6               | 109             | 127              | 6               | 6              | 3               |
| 編成番号 | N4                | 4                  | 7             | 7               | 7              | 8               | 107             | 101              | 8               | 8              | 4               |
| 編成番号 | N5                | 5                  | 9             | 9               | 9              | 10              | 118             | 110              | 10              | 10             | 5               |
| 編成番号 | N6                | 6                  | 11            | 11              | 11             | 12              | 117             | 115              | 12              | 12             | 6               |
| 10両編成 | 車両重量 2000番台 | 26.2t              | 23.3t         | 33.5t           | 34.3t          | 23.3t           |                 |                  | 33.5t           | 34.3t          | 26.2t           |
| 編成番号 | N21               | 2007               | 2007          | 2007            | 2007           | 2008            | 106             | 103              | 2008            | 2008           | 2007            |
| 編成番号 | N22               | 2009               | 2010          | 2010            | 2010           | 2011            | 103             | 124              | 2011            | 2011           | 2009            |
| 編成番号 | N23               | 2011               | 2013          | 2013            | 2013           | 2014            | 114             | 128              | 2014            | 2014           | 2011            |
| 編成番号 | N24               | 2013               | 2016          | 2016            | 2016           | 2017            | 101             | 123              | 2017            | 2017           | 2013            |
| 編成番号 | N25               | 2015               | 2019          | 2019            | 2019           | 2020            | 116             | 125              | 2020            | 2020           | 2015            |
| 編成番号 | N26               | 2017               | 2022          | 2022            | 2022           | 2023            | 105             | 126              | 2023            | 2023           | 2017            |
| 編成番号 | N31               | 2019               | 2025          | 2025            | 2025           | 2026            | 7               | 7                | 2026            | 2026           | 2019            |
| 編成番号 | N32               | 2022               | 2029          | 2029            | 2029           | 2030            | 8               | 8                | 2030            | 2030           | 2022            |
| 5両編成  | 号車              | 15                 | 14            | 13              | 12             | 11              |                 |                  |                 |                |                 |
| 5両編成  | 形式              | クハ211 （Tc）     | サハ211 （T） | ◇ モハ211 （M） | モハ210 （M'） | クハ210 （Tc'） |                 |                  |                 |                |                 |
| 5両編成  | 車内設備          | WC                 |               |                 |                | WC              |                 |                  |                 |                |                 |
| 5両編成  | 搭載機器          |                    |               | Cont            | MG,CP          |                 |                 |                  |                 |                |                 |
| 5両編成  | 車両重量          | 26.2t              | 23.3t         | 33.5t           | 34.3t          | 26.2t           |                 |                  |                 |                |                 |
| 編成番号 | N51               | 2001               | 2001          | 2001            | 2001           | 2001            |                 |                  |                 |                |                 |
| 編成番号 | N52               | 2002               | 2002          | 2002            | 2002           | 2002            |                 |                  |                 |                |                 |
| 編成番号 | N53               | 2003               | 2003          | 2003            | 2003           | 2003            |                 |                  |                 |                |                 |
| 編成番号 | N54               | 2004               | 2004          | 2004            | 2004           | 2004            |                 |                  |                 |                |                 |
| 編成番号 | N55               | 2005               | 2005          | 2005            | 2005           | 2005            |                 |                  |                 |                |                 |
| 編成番号 | N56               | 2006               | 2006          | 2006            | 2006           | 2006            |                 |                  |                 |                |                 |
| 編成番号 | N57               | 2008               | 2009          | 2009            | 2009           | 2008            |                 |                  |                 |                |                 |
| 編成番号 | N58               | 2010               | 2012          | 2012            | 2012           | 2010            |                 |                  |                 |                |                 |
| 編成番号 | N59               | 2012               | 2015          | 2015            | 2015           | 2012            |                 |                  |                 |                |                 |
| 編成番号 | N60               | 2014               | 2018          | 2018            | 2018           | 2014            |                 |                  |                 |                |                 |
| 編成番号 | N61               | 2016               | 2021          | 2021            | 2021           | 2016            |                 |                  |                 |                |                 |
| 編成番号 | N62               | 2018               | 2024          | 2024            | 2024           | 2018            |                 |                  |                 |                |                 |
| 編成番号 | N63               | 2020               | 2027          | 2027            | 2027           | 2020            |                 |                  |                 |                |                 |
| 編成番号 | N64               | 2021               | 2028          | 2028            | 2028           | 2021            |                 |                  |                 |                |                 |

- 凡例
  - WC…トイレ、[洗]…洗面所、[乗]…乗務員室、[業]…業務用室
  - Cont：主制御器、MG：電動発電機、CP：空気圧縮機

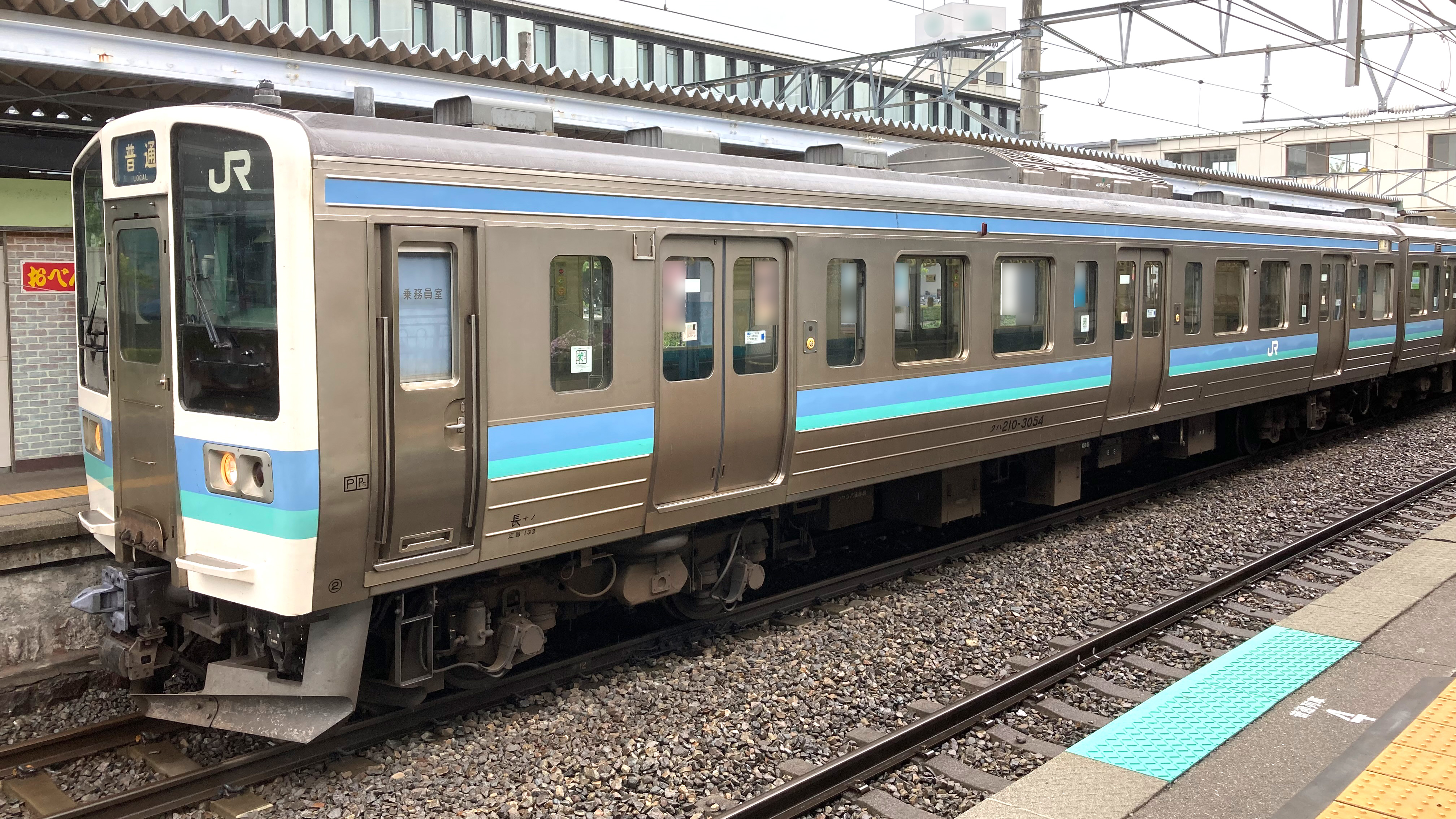
クハ210形（Tc'）
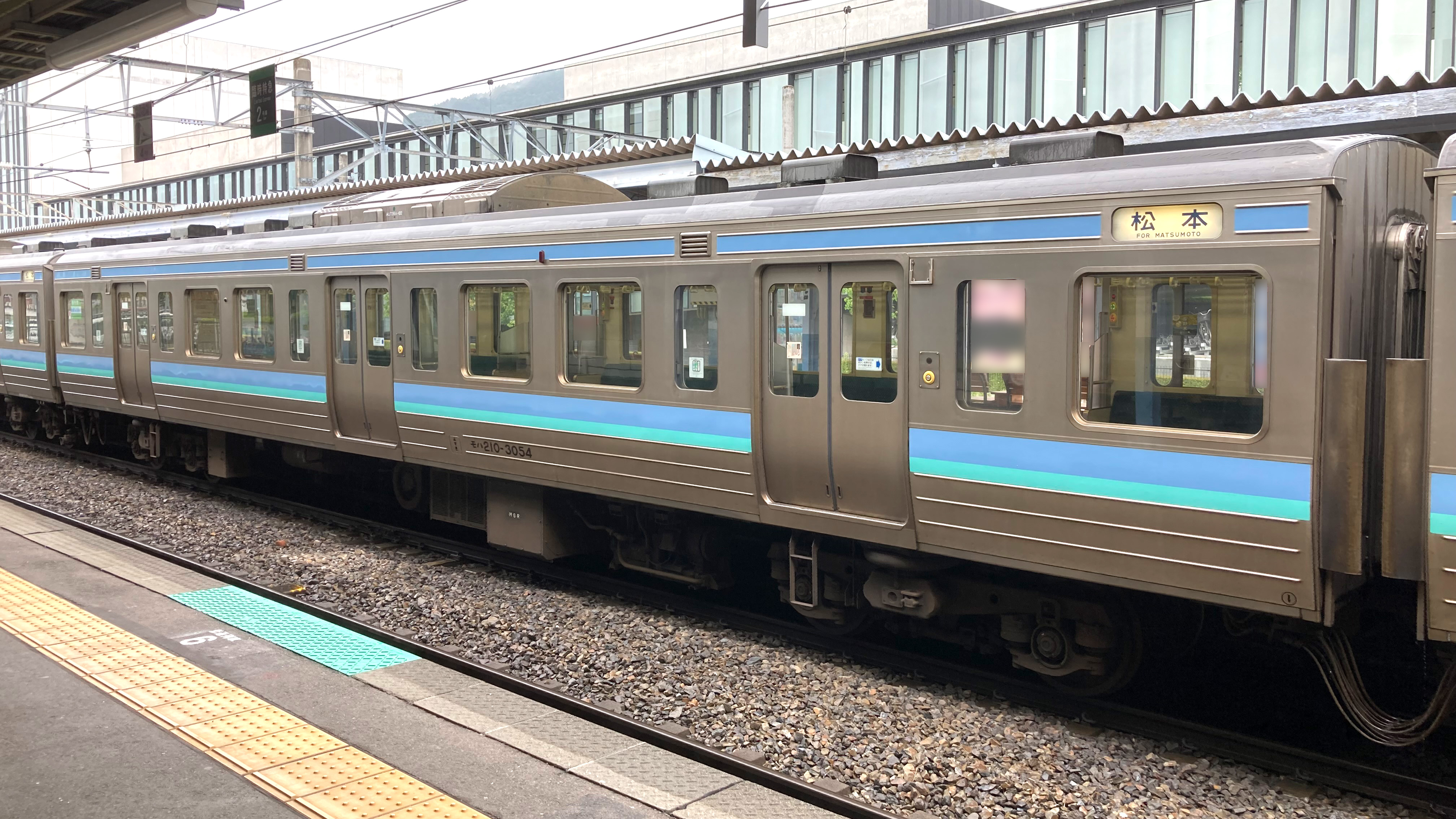
モハ210形（M'）
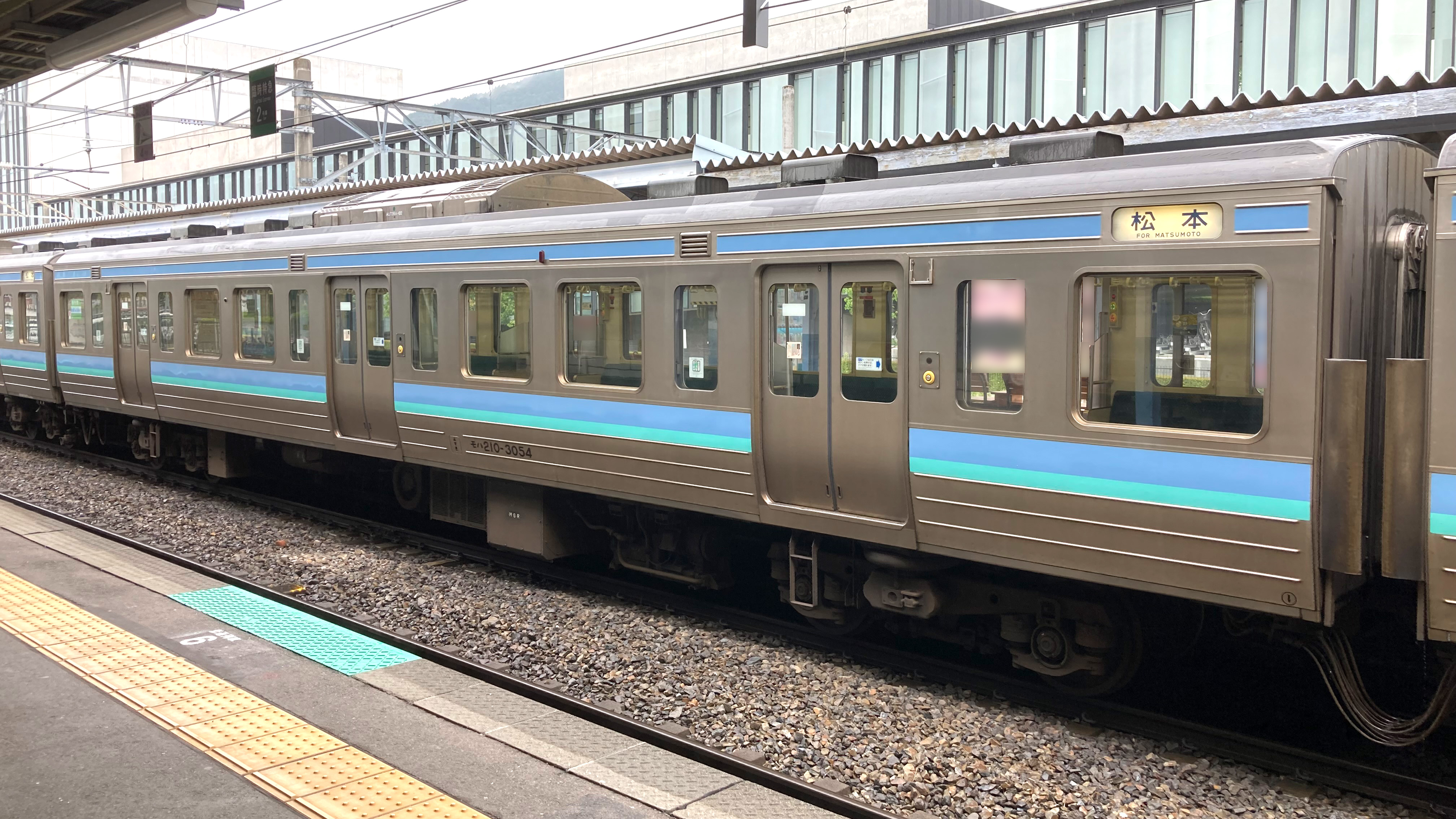
モハ211形（M）
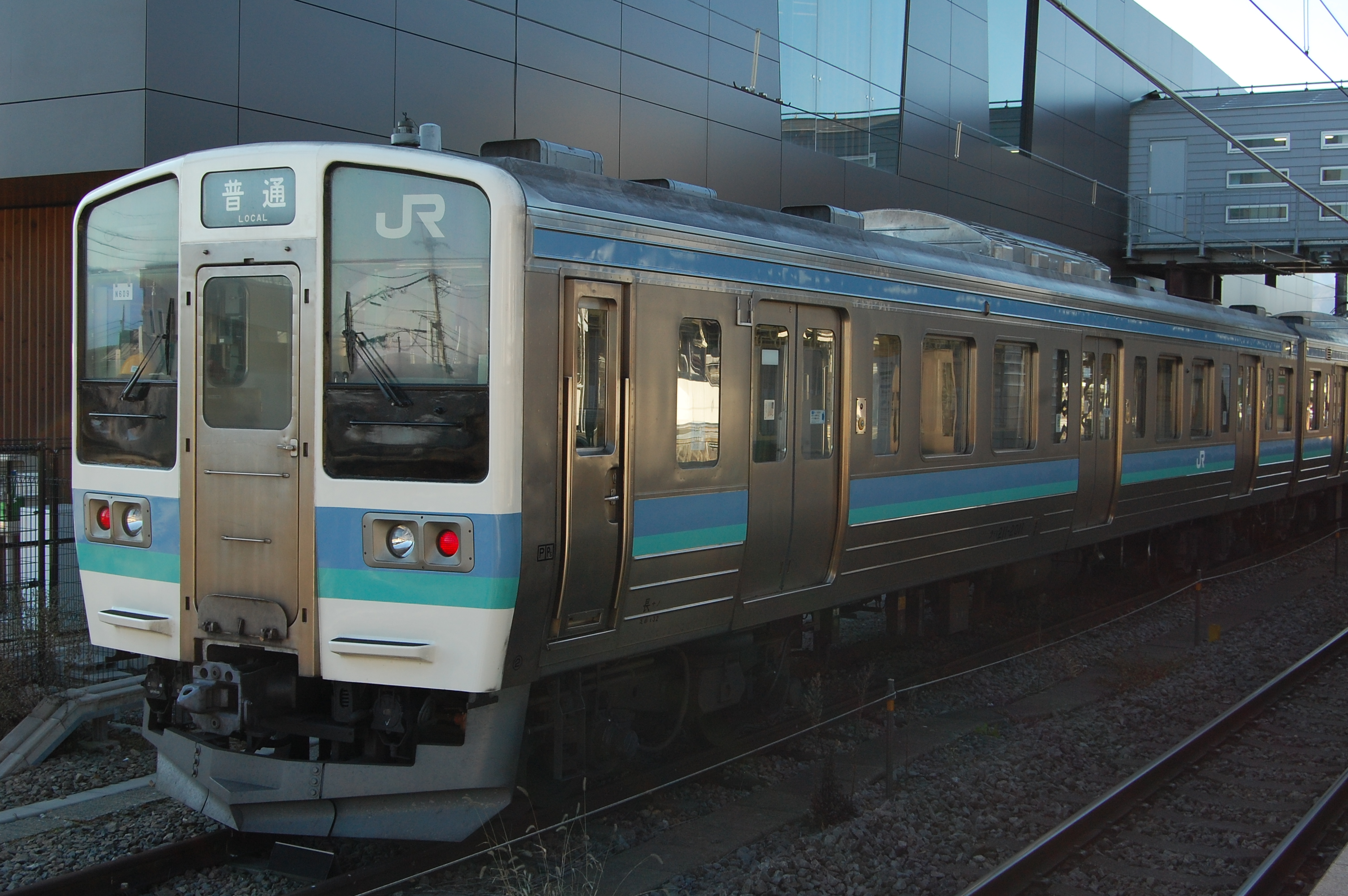
クハ211形（Tc）
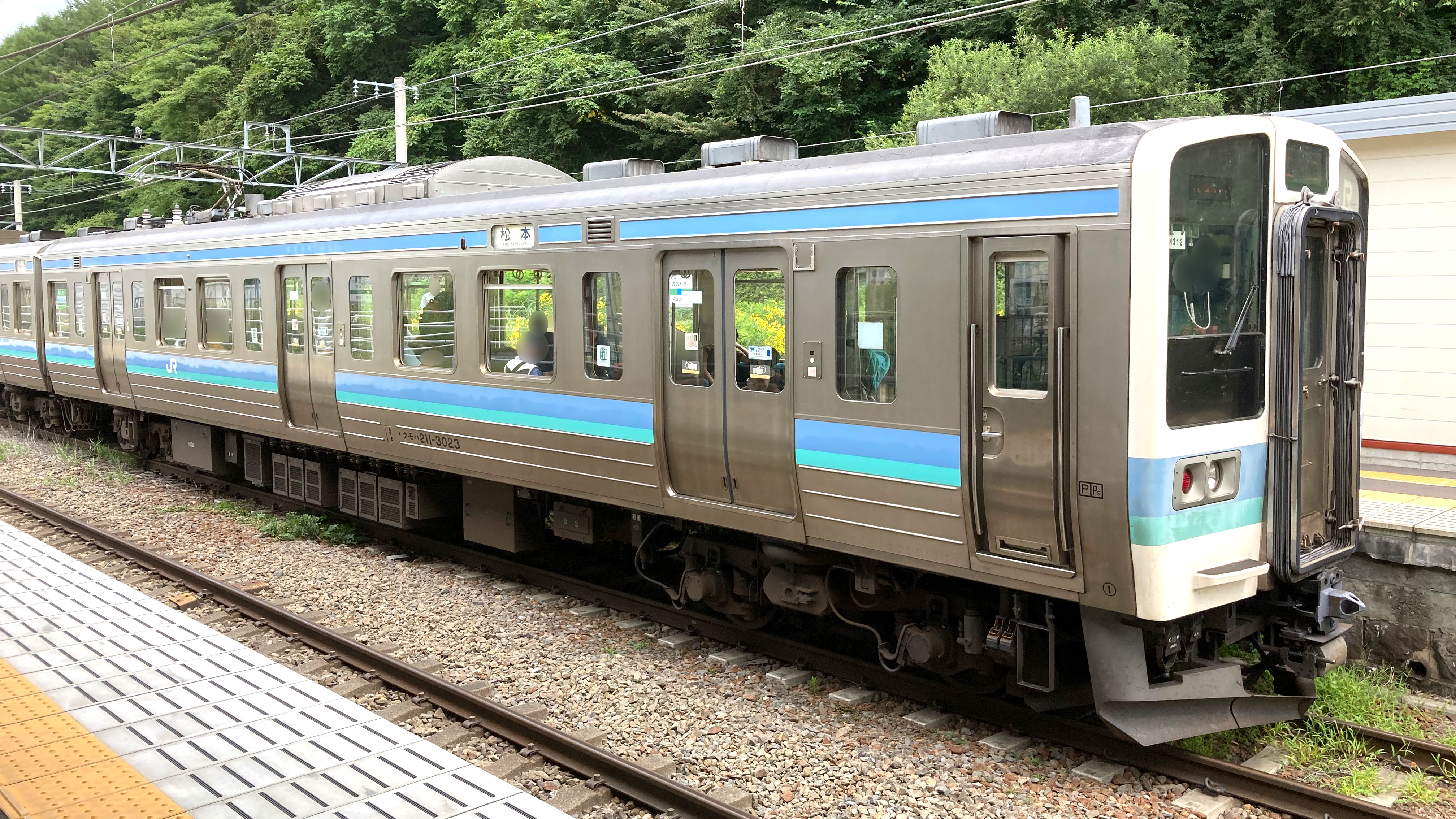
クモハ211形（Mc）

- サロの車両重量は以下に記載
  - サロ211形（Ts）25.8t、サロ210形（Ts'）25.1t、サロ213形31.4t、サロ212形30.7t
- 車両重量はイカロス出版「形式211系」を参照。

#### 高崎地区および宇都宮線・高崎線上野口
車体帯 : ■■
高崎車両センター所属車両 : 122両

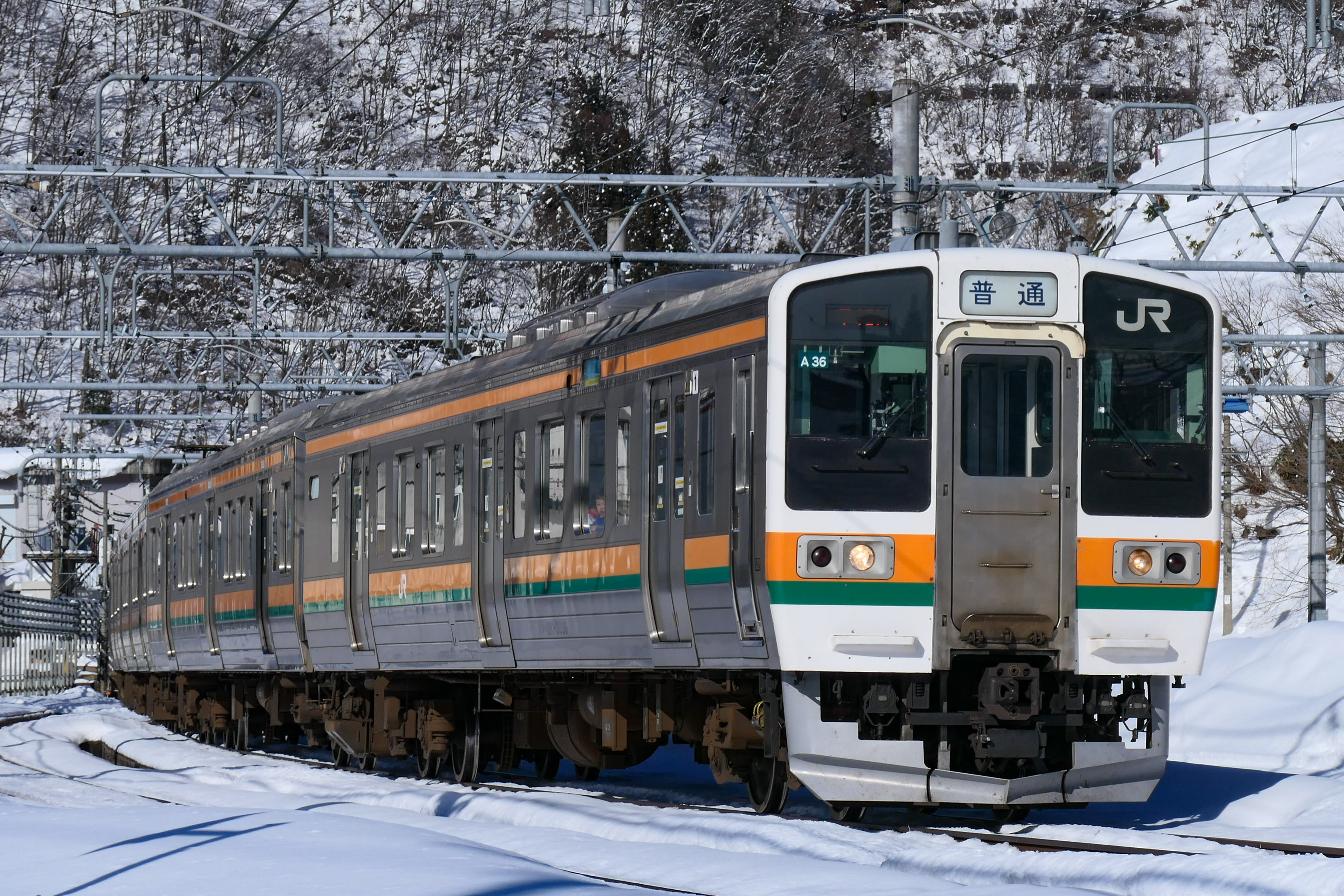
高崎車両センター所属車

- 3000番台4両編成20本80両（A9・A25 - A28・A30 - A34・A36・A37・A51・A52・A56 - A61編成。A31 - A34・A36・A37編成の計6本はパンタグラフを2台装備）
- 3000番台3両編成14本42両（A4 - A8・A11・A12・A14・A15・A19・A21・A22・A29・A47編成）
  - A25 - A28・A30 - A34・A36・A37編成の計11本を除く26本は、旧C編成の一部を組み替えた編成である。
    - 旧C1 → A2・A3、旧C2 → A6・A7、旧C3 → A58・A59、旧C4 → A4・A5、旧C5 → A56・A57、旧C6 → A19・A21、旧C7 → A51・A52、旧C8 → A22・A29、旧C13 → A8・A14、旧C14 → A60・A61、旧C15 → A15・A47、旧C16 → A9・A10、旧C17 → A11・A12。

  - 2015年3月までに66両（22編成相当）が長野総合車両センターに転出した[33][39]。1000番台（5両編成・旧B編成）は3両編成化されて転出し、配置がなくなっている。
  - 2010年3月より、先頭部のスカートにV字状の鉄板を取り付け、その排障機能を高めた車両が登場したほか、2016年7月出場からは、先頭車の前位寄り台車に車輪の滑走と空転を防止するセラミック噴射装置「ミュージェット」の取り付けや、スカートを長野所属車と同様のスノープロウ一体型のものに更新する改造をしている[34]。
  - A28編成は、2021年4月より湘南色から矢絣色に変更されている[40]。
  - 2022年5月9日付でA2編成4両が廃車された[41]。
  - 2023年5月26日付でA3編成4両が、同年7月12日付でA10編成4両が、それぞれ廃車された[42]。

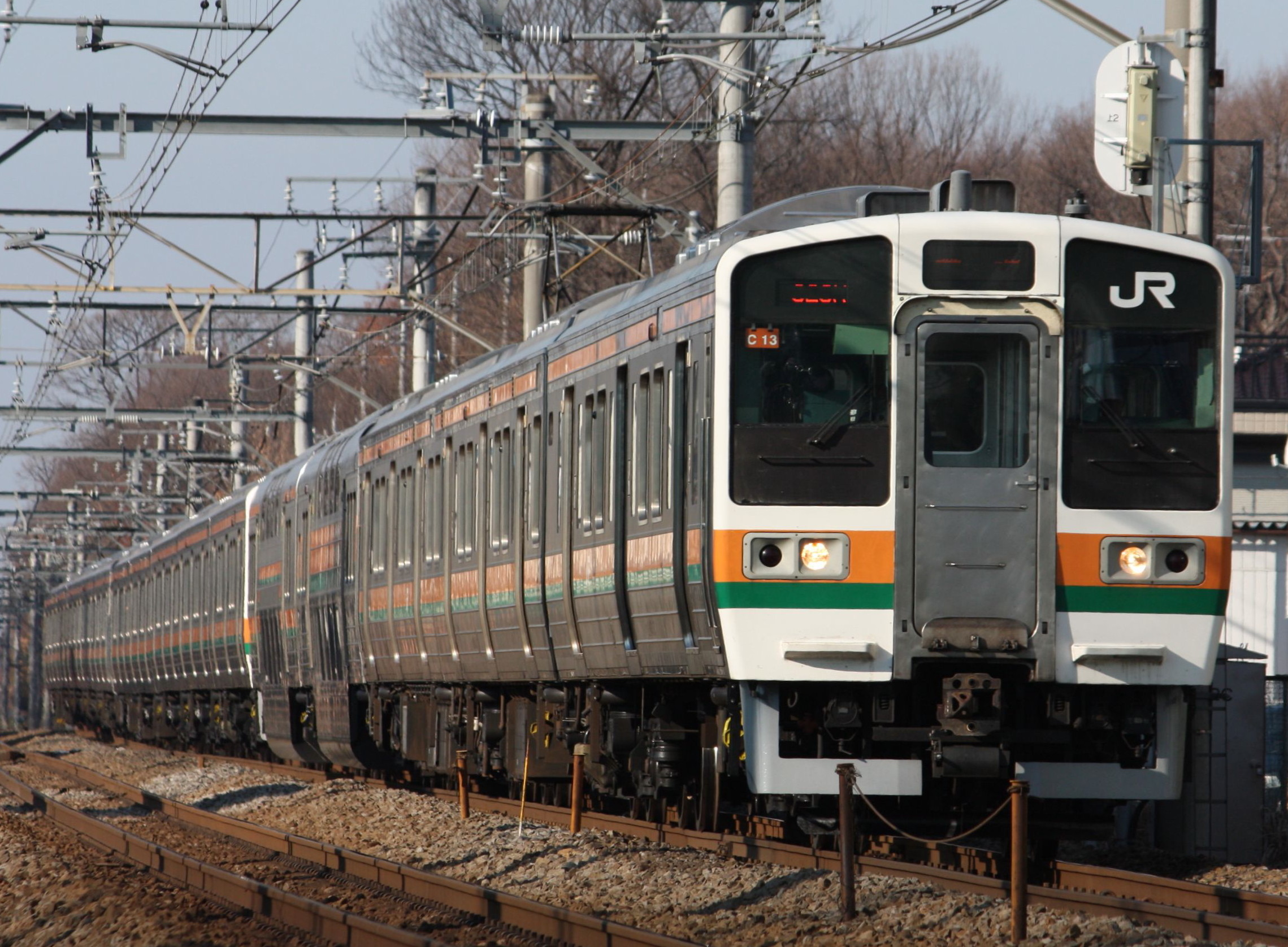
15両編成（旧C編成＋旧A編成またはB編成）
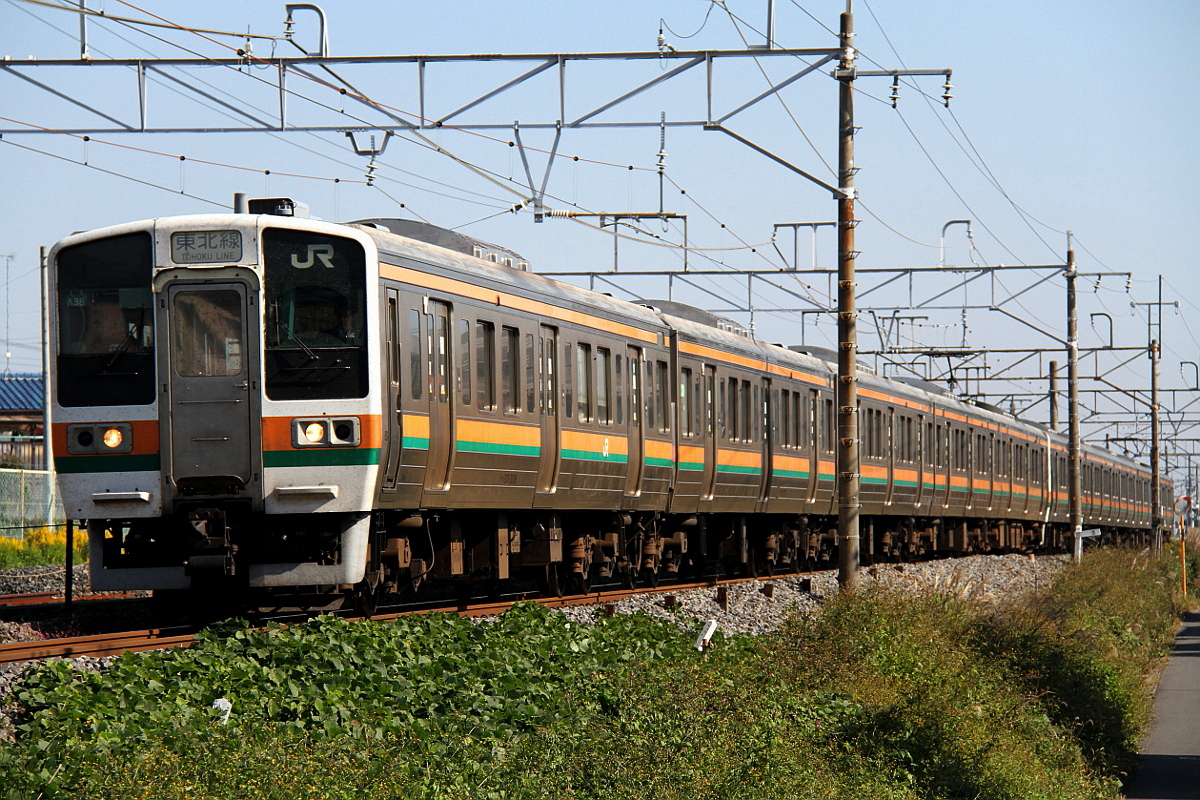
10両編成（旧A編成＋旧A編成）
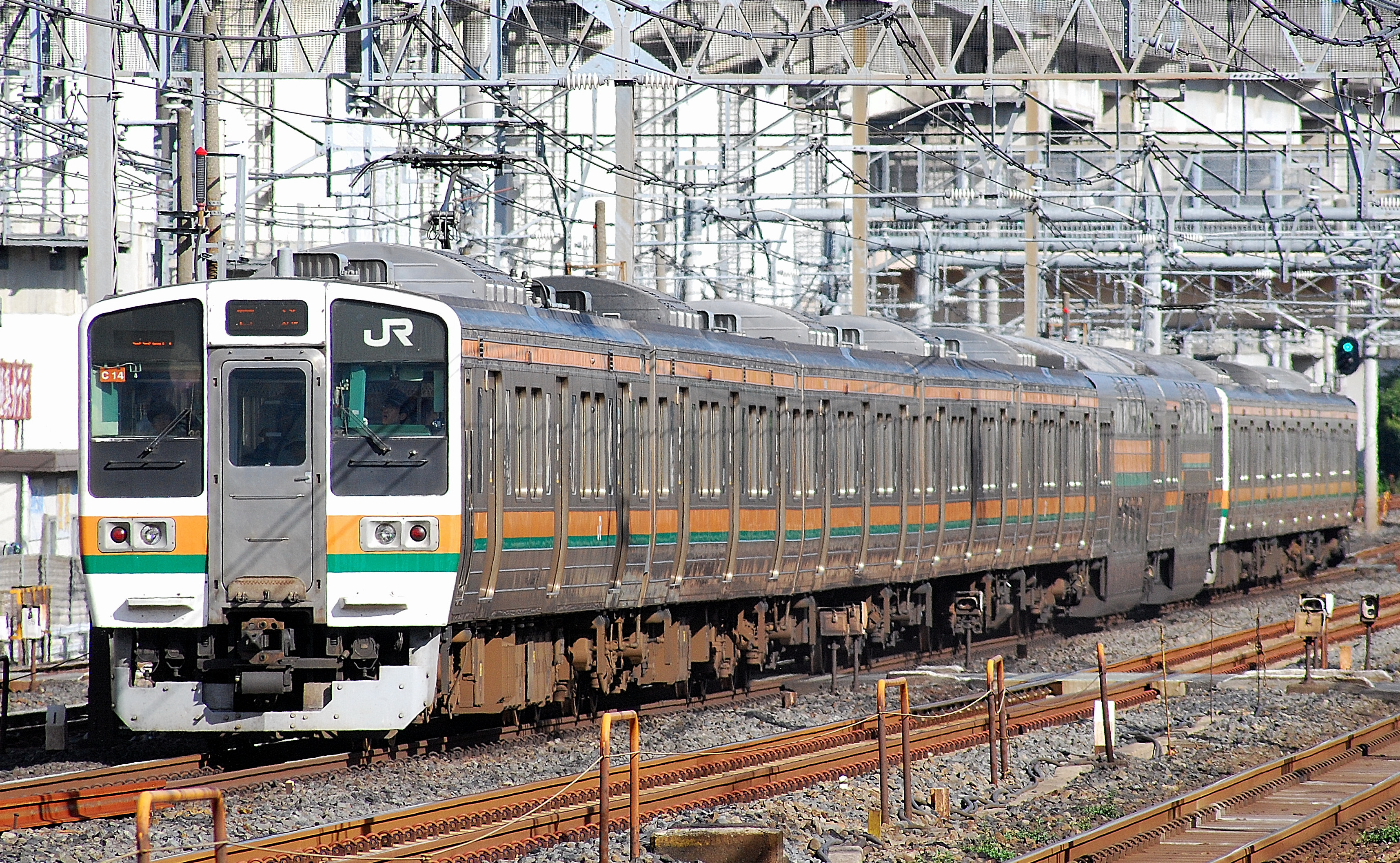
強化型スカートに換装後のC14編成
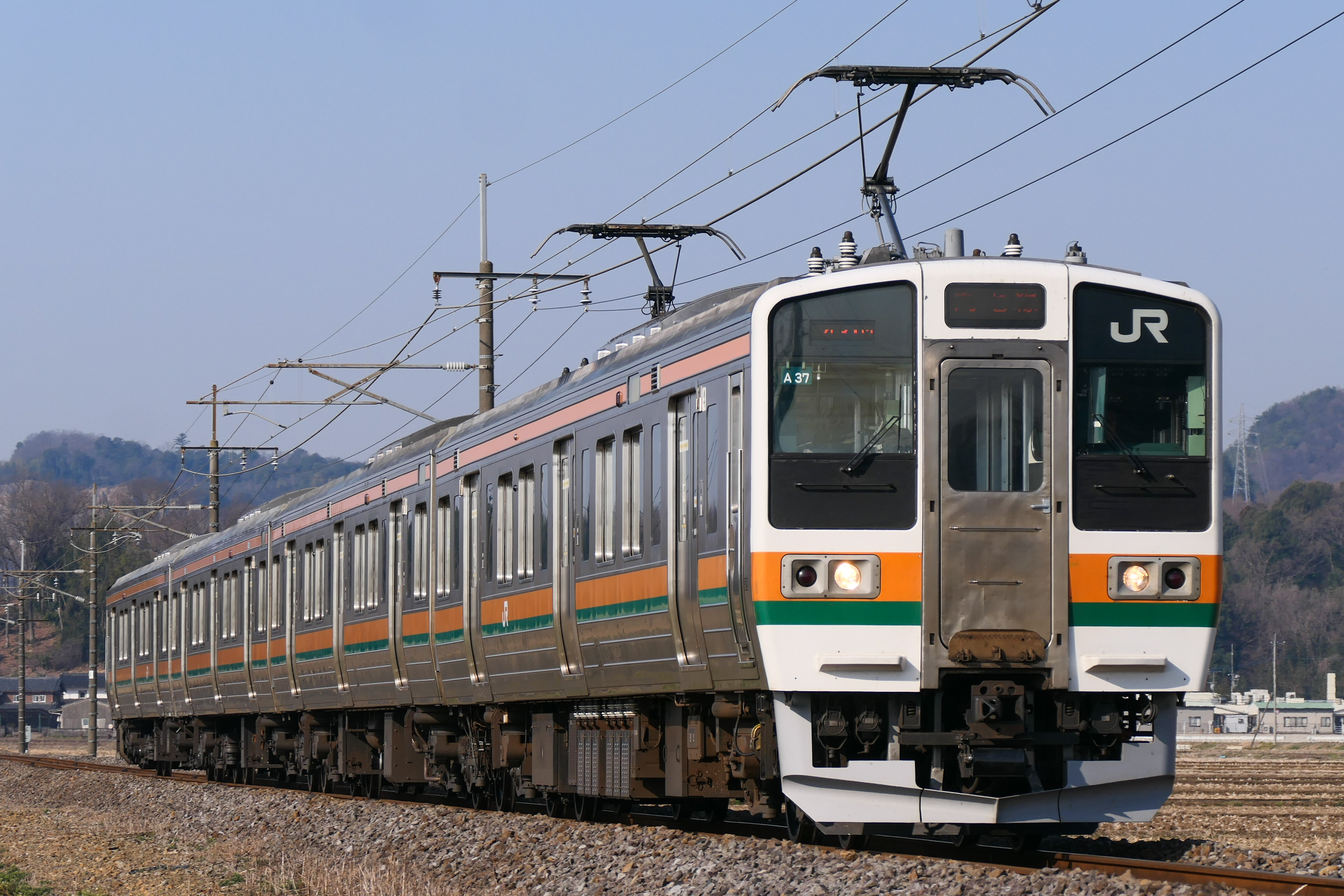
霜取り用パンタグラフ搭載のA37編成
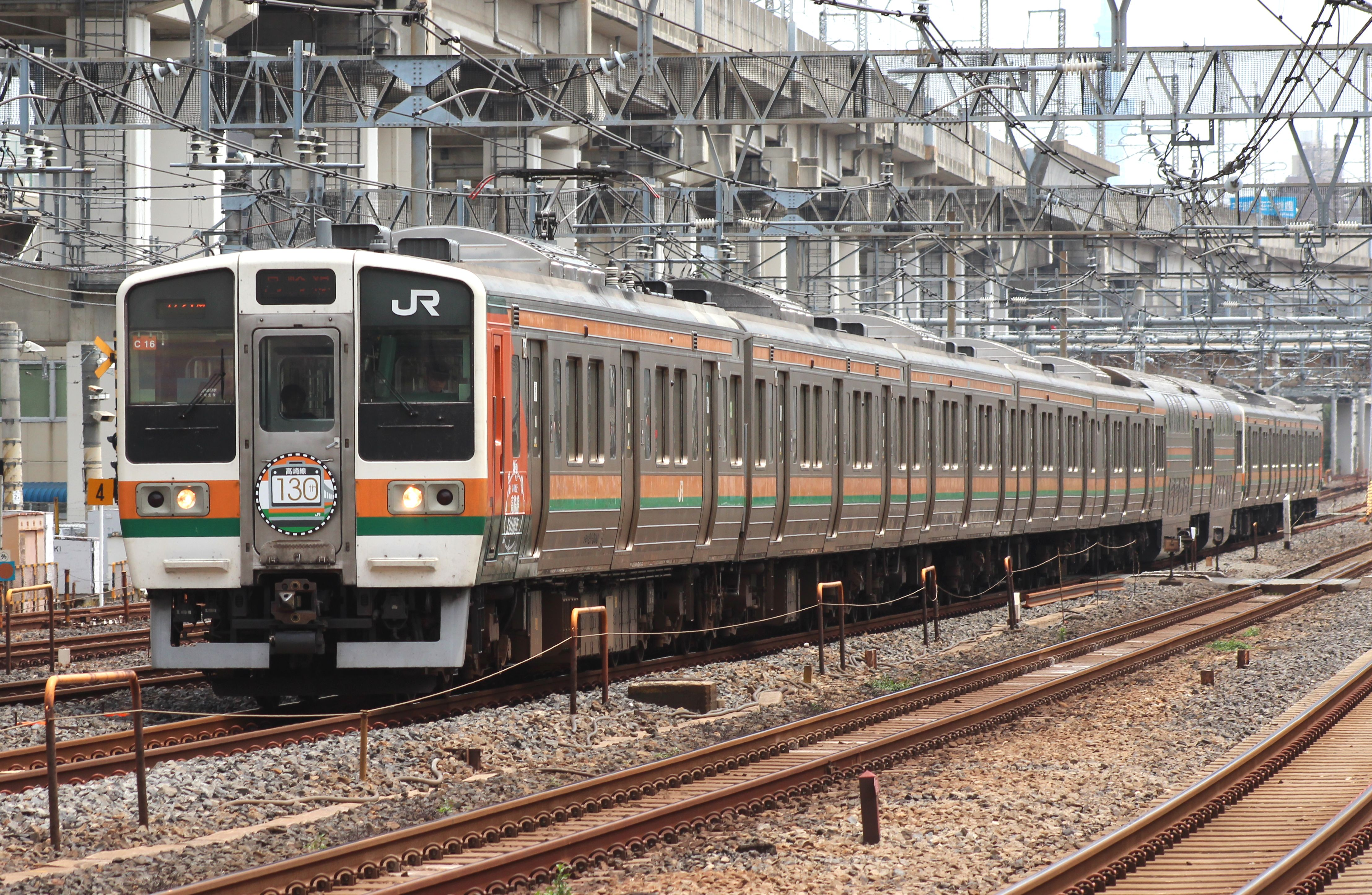
C16編成「高崎線開業130周年記念ラッピング」
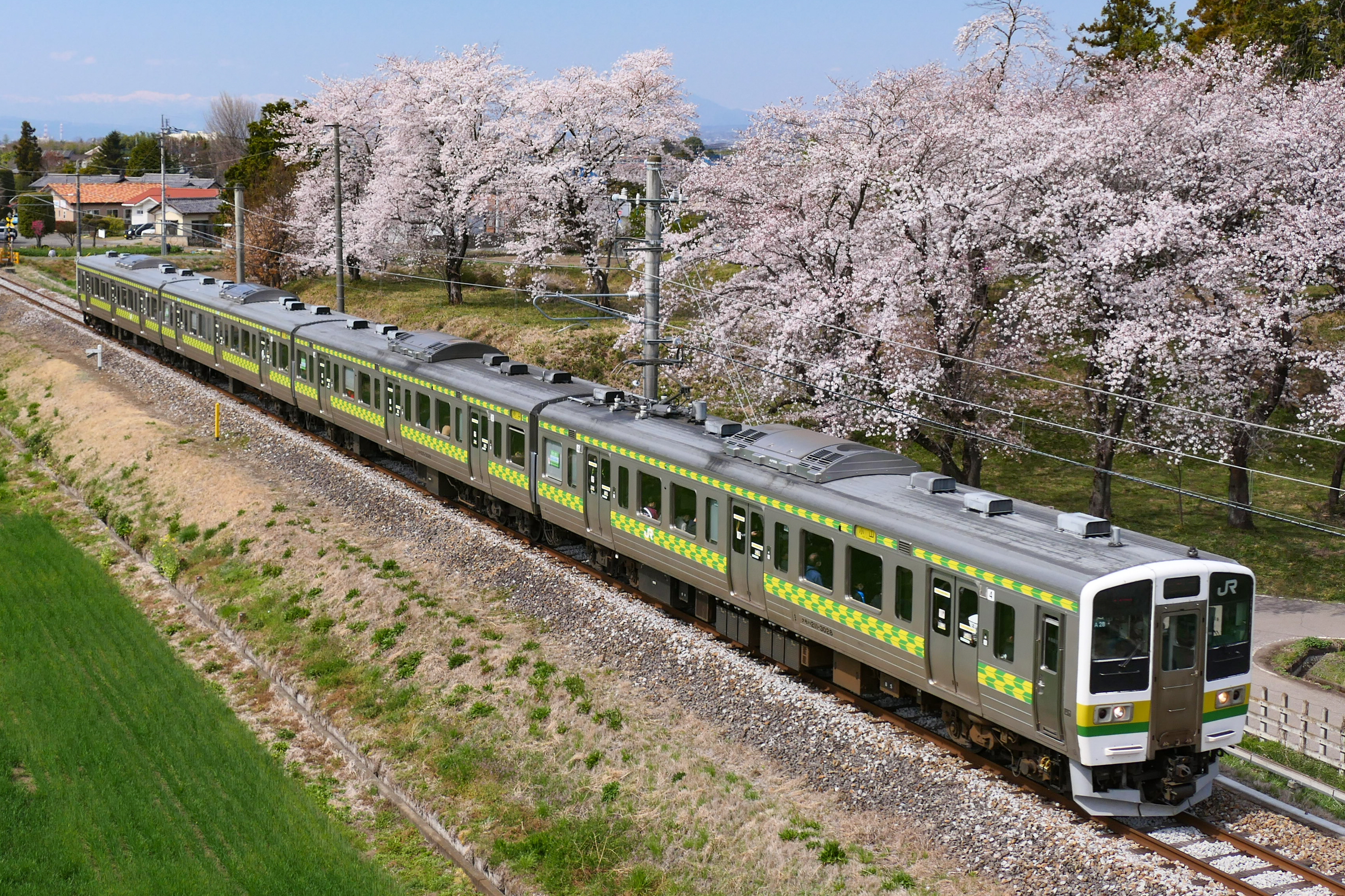
A28編成「矢絣柄ラッピング」

##### 使用線区
- 両毛線（全線）
- 上越線（高崎駅 - 水上駅間）
- 吾妻線（全線）
- 信越本線（高崎駅 - 横川駅間）
  - 営業開始前の試運転でも上越線水上駅までと吾妻線に入線していた。
  - 信越本線（高崎駅 - 横川駅間）では、2009年3月13日まで運用された後しばらく運用がなかったが、2016年8月22日から運用が再開された。
  - 湘南新宿ラインでも、運行開始時から2004年10月15日まで10両または15両編成で東海道線小田原・横須賀線逗子までの定期運用が存在した。
  - 2014年3月14日をもって、宇都宮線・高崎線・上越線（高崎駅 - 新前橋駅間）・両毛線（新前橋駅 - 前橋駅）におけるグリーン車を組み込んだ最大15両編成での運用が全て終了した。
  - 2014年3月24日をもって宇都宮線（宇都宮駅 - 黒磯駅間）における5両編成の運用も終了したが、2017年のダイヤ改正で107系による両毛線直通列車運用が当系列に置き替えられ、再び当区間の定期運用が設定された。この運用では両毛線を経由する関係上、編成方向が2013年度以前の運用と逆転していた。なお、この運用も2019年3月16日をもって消滅し、当系列の宇都宮線における運用、並びに5両編成の運用が終了した。
  - 2016年8月22日より、高崎地区ローカル運用が本格的に開始された。ただし、吾妻線ではホーム有効長が4両分しかない駅が存在するため、6両編成（3両編成を2本併結した編成）は運用されない。前述の矢絣色に変更されたA28編成も吾妻線で運用されることがある。

##### 運用

###### 旧C編成単独（10両編成）および旧C編成＋旧A編成またはB編成（15両編成）
- 宇都宮線（上野駅 - 宇都宮駅間）・高崎線・上越線（高崎駅 - 新前橋駅間）・両毛線（新前橋駅 - 前橋駅間）で運用されていた。ただし、高崎線における15両編成の運用は籠原駅以南のみであった。
- 旧C編成のうち、C1 - C12編成は平屋グリーン車1両+2階建グリーン車1両連結、C13 - C17編成は2階建グリーン車2両連結であった。
- A編成およびB編成は、2006年7月以降深谷駅 - 高崎駅間では営業運転に充当されておらず、出入庫運用として籠原駅 - 新前橋駅間に回送列車が設定されているのみだった。
- 稀に旧C編成の6号車 - 10号車の5両単独でA編成・B編成同様に付属編成扱いで使用されることもあった。
- 区別のため、表示幕が路線によって色分けされており、上野行きおよび高崎線は白に黒文字、宇都宮線は緑に白文字となっていた。
- 2012年11月30日をもって、通勤快速での運用が終了した。
- 2013年3月15日をもって、快速「ラビット」・「アーバン」での運用および、宇都宮線（大宮駅 - 宇都宮駅間）における10両編成（旧C編成）または15両編成（旧C編成＋A編成またはB編成）での運用が終了した。
- 2014年3月14日をもって、宇都宮線（上野駅 - 大宮駅間）および高崎線、上越線（高崎駅 - 新前橋駅間）における10両編成（旧C編成）または15両編成（旧C編成+A編成またはB編成）の運用が終了した。

###### A編成
- 2009年12月中旬より、冬季の間、両毛線運用車の一部が2パンタ装備編成限定とされ、両方のパンタグラフを上げて運用されている。また、高崎車両センター所属の電気機関車不足時などに始発列車前の霜取り列車代用として使用されることもある。
  - 2018年時点で、3両編成に単独編成での定期運用は存在せず、常に2編成併結した状態で6両固定編成（C編成）として営業運転に入っている。編成中間の制御車の排障器は交換されておらず、運転台には「この運転台は構内に限り使用可能です。」との注意書きがある。

##### 編成表（A・C編成）
|          | ← 横川・大前・水上・小山高崎 → |                        |                |               |                 |            |           |      |
|          |                                |                        |                |               |                 |            |           |      |
| 4両編成  | 号車                           | 4                      | 3              | 2             | 1               | 延命化工事 | 廃車      | 備考 |
| 4両編成  | 形式                           | ＜ クモハ211 （Mc）    | モハ210 （M'） | サハ211 （T） | クハ210 （Tc'） | 延命化工事 | 廃車      | 備考 |
| 4両編成  | 車内設備                       |                        |                |               | WC              | 延命化工事 | 廃車      | 備考 |
| 4両編成  | 搭載機器                       | Cont                   | MG,CP          |               |                 | 延命化工事 | 廃車      | 備考 |
| 4両編成  | 車両重量                       | 35.7 t                 | 34.5 t         | 23.5 t        | 26.5 t          | 延命化工事 | 廃車      | 備考 |
| 編成番号 | A2                             | 3002                   | 3002           | 3006          | 3002            |            | 2022.5.9  |      |
| 編成番号 | A3                             | 3003                   | 3003           | 3005          | 3003            |            | 2023.5.26 |      |
| 編成番号 | A9                             | 3009                   | 3009           | 3020          | 3009            |            |           |      |
| 編成番号 | A10                            | 3010                   | 3010           | 3019          | 3010            |            | 2023.7.12 |      |
| 編成番号 | A25                            | 3025                   | 3025           | 3049          | 3025            |            |           |      |
| 編成番号 | A26                            | 3026                   | 3026           | 3051          | 3026            |            |           |      |
| 編成番号 | A27                            | 3027                   | 3027           | 3053          | 3027            |            |           |      |
| 編成番号 | A28                            | 3028                   | 3028           | 3055          | 3028            |            |           |      |
| 編成番号 | A30                            | 3030                   | 3030           | 3059          | 3030            |            |           |      |
| 編成番号 | A51                            | 3051                   | 3051           | 3104          | 3051            |            |           |      |
| 編成番号 | A52                            | 3052                   | 3052           | 3103          | 3052            |            |           |      |
| 編成番号 | A56                            | 3056                   | 3056           | 3114          | 3056            |            |           |      |
| 編成番号 | A57                            | 3057                   | 3057           | 3113          | 3057            |            |           |      |
| 編成番号 | A58                            | 3058                   | 3058           | 3118          | 3058            |            |           |      |
| 編成番号 | A59                            | 3059                   | 3059           | 3117          | 3059            |            |           |      |
| 編成番号 | A60                            | 3060                   | 3060           | 3122          | 3060            |            |           |      |
| 編成番号 | A61                            | 3061                   | 3061           | 3121          | 3061            |            |           |      |
| 4両編成  | 号車                           | 4                      | 3              | 2             | 1               |            |           |      |
| 4両編成  | 形式                           | ＞ ＜ クモハ211 （Mc） | モハ210 （M'） | サハ211 （T） | クハ210 （Tc'） | 備考       |           |      |
| 編成番号 | A31                            | 3031                   | 3031           | 3061          | 3031            |            |           |      |
| 編成番号 | A32                            | 3032                   | 3032           | 3063          | 3032            |            |           |      |
| 編成番号 | A33                            | 3033                   | 3033           | 3065Ⓜ︎         | 3033            |            |           |      |
| 編成番号 | A34                            | 3034                   | 3034           | 3067          | 3034            |            |           |      |
| 編成番号 | A36                            | 3036                   | 3036           | 3071          | 3036            |            |           |      |
| 編成番号 | A37                            | 3037                   | 3037           | 3073          | 3037            |            |           |      |

|            | ← 水上・小山高崎 → |                     |                |                 |                     |                |                 |            |      |
|            |                    |                     |                |                 |                     |                |                 |            |      |
| 3＋3両編成 | 号車               | 6                   | 5              | 4               | 3                   | 2              | 1               | 延命化工事 | 備考 |
| 3＋3両編成 | 形式               | ＜ クモハ211 （Mc） | モハ210 （M'） | クハ210 （Tc'） | ＜ クモハ211 （Mc） | モハ210 （M'） | クハ210 （Tc'） | 延命化工事 | 備考 |
| 3＋3両編成 | 車内設備           |                     |                | WC              |                     |                | WC              | 延命化工事 | 備考 |
| 3＋3両編成 | 搭載機器           | Cont                | MG,CP          |                 | Cont                | MG,CP          |                 | 延命化工事 | 備考 |
| 3＋3両編成 | 車両重量           | 35.7t               | 34.5t          | 26.5t           | 35.7t               | 34.5t          | 26.5t           | 延命化工事 | 備考 |
| 編成番号   | C2                 | 3007                | 3007           | 3007            | 3006                | 3006           | 3006            |            |      |
| 編成番号   | C4                 | 3005                | 3005           | 3005            | 3004                | 3004           | 3004            |            |      |
| 編成番号   | C6                 | 3021                | 3021           | 3021            | 3019                | 3019           | 3019            |            |      |
| 編成番号   | C8                 | 3029                | 3029           | 3029            | 3022                | 3022           | 3022            |            |      |
| 編成番号   | C13                | 3014                | 3014           | 3014            | 3008                | 3008           | 3008            |            |      |
| 編成番号   | C15                | 3047                | 3047           | 3047            | 3015                | 3015           | 3015            |            |      |
| 編成番号   | C17                | 3012                | 3012           | 3012            | 3011                | 3011           | 3011            |            |      |

- 下り方面先頭車の貫通幌は全車撤去済み。
- Ⓜ︎印は線路モニタリング装置搭載車。
- パンタグラフは全車PS33E形シングルアーム式に交換済み。付属編成のクモハ211形3000番台のパンタグラフは一部編成で2パンタ化されている（増設されたパンタグラフもPS33E形シングルアーム式）。

##### 編成表（旧C・B・旧A編成）
|          |          | ← 宇都宮・高崎・籠原上野 → |                |               |               |                 |                 |                 |                    |                |                 |
|          |          |                            |                |               |               |                 |                 |                 |                    |                |                 |
| 10両編成 | 号車     | 10                         | 9              | 8             | 7             | 6               | 5               | 4               | 3                  | 2              | 1               |
| 10両編成 | 形式     | ◇ クモハ211 （Mc）         | モハ210 （M'） | サハ211 （T） | サハ211 （T） | クハ210 （Tc'） | サロ211 （Ts）  | サロ212 （Ts'） | ◇ クモハ211 （Mc） | モハ210 （M'） | クハ210 （Tc'） |
| 10両編成 | 車内設備 |                            |                |               |               | WC              | WC、[洗]        | [乗]、[業]      |                    |                | WC              |
| 10両編成 | 搭載機器 | Cont                       | MG,CP          |               |               |                 |                 |                 | Cont               | MG,CP          |                 |
| 編成番号 | C1       | 3003                       | 3003           | 3005          | 3006          | 3003            | 1003            | 1003            | 3002               | 3002           | 3002            |
| 編成番号 | C2       | 3007                       | 3007           | 3013          | 3014          | 3007            | 1005            | 1005            | 3006               | 3006           | 3006            |
| 編成番号 | C3       | 3059                       | 3059           | 3017          | 3018          | 3059            | 1006            | 1006            | 3058               | 3058           | 3058            |
| 編成番号 | C5       | 3057                       | 3057           | 3013          | 3014          | 3057            | 1001            | 1001            | 3056               | 3056           | 3056            |
| 編成番号 | C6       | 3021                       | 3021           | 3041          | 3042          | 3021            | 1004            | 1004            | 3019               | 3019           | 3019            |
| 編成番号 | C9       | 3050                       | 3050           | 3099          | 3100          | 3050            | 1002            | 1002            | 3049               | 3049           | 3049            |
| 10両編成 | 号車     | 10                         | 9              | 8             | 7             | 6               | 5               | 4               | 3                  | 2              | 1               |
| 10両編成 | 形式     | ◇ クモハ211 （Mc）         | モハ210 （M'） | サハ211 （T） | サハ211 （T） | クハ210 （Tc'） | サロ210 （Ts'） | サロ213 （Ts）  | ◇ クモハ211 （Mc） | モハ210 （M'） | クハ210 （Tc'） |
| 編成番号 | C4       | 3005                       | 3005           | 3009          | 3010          | 3005            | 1005            | 1005            | 3004               | 3004           | 3004            |
| 編成番号 | C7       | 3052                       | 3052           | 3103          | 3104          | 3052            | 1004            | 1004            | 3051               | 3051           | 3051            |
| 編成番号 | C8       | 3029                       | 3029           | 3057          | 3058          | 3029            | 1006            | 1006            | 3022               | 3022           | 3022            |
| 編成番号 | C10      | 3020                       | 3020           | 3039          | 3040          | 3020            | 1002            | 1002            | 3017               | 3017           | 3017            |
| 編成番号 | C11      | 3048                       | 3048           | 3095          | 3096          | 3048            | 1001            | 1001            | 3018               | 3018           | 3018            |
| 編成番号 | C12      | 3016                       | 3016           | 3031          | 3032          | 3016            | 1003            | 1003            | 3013               | 3013           | 3013            |
| 10両編成 | 号車     | 10                         | 9              | 8             | 7             | 6               | 5               | 4               | 3                  | 2              | 1               |
| 10両編成 | 形式     | ◇ クモハ211 （Mc）         | モハ210 （M'） | サハ211 （T） | サハ211 （T） | クハ210 （Tc'） | サロ213 （Ts）  | サロ212 （Ts'） | ◇ クモハ211 （Mc） | モハ210 （M'） | クハ210 （Tc'） |
| 編成番号 | C13      | 3014                       | 3014           | 3027          | 3028          | 3014            | 1120            | 1113            | 3008               | 3008           | 3008            |
| 編成番号 | C14      | 3061                       | 3061           | 3121          | 3122          | 3061            | 1112            | 1121            | 3060               | 3060           | 3060            |
| 編成番号 | C15      | 3047                       | 3047           | 3093          | 3094          | 3047            | 1102            | 1104            | 3015               | 3015           | 3015            |
| 編成番号 | C16      | 3010                       | 3010           | 3019          | 3020          | 3010            | 1104            | 1119            | 3009               | 3009           | 3009            |
| 編成番号 | C17      | 3012                       | 3012           | 3023          | 3024          | 3012            | 1122            | 1111            | 3011               | 3011           | 3011            |
| 5両編成  | 号車     | 15/5                       | 14/4           | 13/3          | 12/2          | 11/1            |                 |                 |                    |                |                 |
| 5両編成  | 形式     | ◇ クモハ211 （Mc）         | モハ210 （M'） | サハ211 （T） | サハ211 （T） | クハ210 （Tc'） |                 |                 |                    |                |                 |
| 5両編成  | 車内設備 |                            |                |               |               | WC              |                 |                 |                    |                |                 |
| 5両編成  | 搭載機器 | Cont                       | MG,CP          |               |               |                 |                 |                 |                    |                |                 |
| 編成番号 | B1       | 1001                       | 1001           | 1001          | 1002          | 1001            |                 |                 |                    |                |                 |
| 編成番号 | B2       | 1002                       | 1002           | 1003          | 1004          | 1002            |                 |                 |                    |                |                 |
| 編成番号 | B3       | 1003                       | 1003           | 1005          | 1006          | 1003            |                 |                 |                    |                |                 |
| 編成番号 | B4       | 1004                       | 1004           | 1007          | 1008          | 1004            |                 |                 |                    |                |                 |
| 編成番号 | B5       | 1005                       | 1005           | 1009          | 1010          | 1005            |                 |                 |                    |                |                 |
| 編成番号 | B6       | 1006                       | 1006           | 1011          | 1012          | 1006            |                 |                 |                    |                |                 |
| 編成番号 | B7       | 1007                       | 1007           | 1013          | 1014          | 1007            |                 |                 |                    |                |                 |
| 編成番号 | B8       | 1008                       | 1008           | 1015          | 1016          | 1008            |                 |                 |                    |                |                 |
| 編成番号 | B9       | 1009                       | 1009           | 1017          | 1018          | 1009            |                 |                 |                    |                |                 |
| 編成番号 | B10      | 1010                       | 1010           | 1019          | 1020          | 1010            |                 |                 |                    |                |                 |
| 編成番号 | B11      | 1011                       | 1011           | 1021          | 1022          | 1011            |                 |                 |                    |                |                 |
| 編成番号 | A1       | 3001                       | 3001           | 3001          | 3002          | 3001            |                 |                 |                    |                |                 |
| 編成番号 | A23      | 3023                       | 3023           | 3045          | 3046          | 3023            |                 |                 |                    |                |                 |
| 編成番号 | A24      | 3024                       | 3024           | 3047          | 3048          | 3024            |                 |                 |                    |                |                 |
| 編成番号 | A25      | 3025                       | 3025           | 3049          | 3050          | 3025            |                 |                 |                    |                |                 |
| 編成番号 | A26      | 3026                       | 3026           | 3051          | 3052          | 3026            |                 |                 |                    |                |                 |
| 編成番号 | A27      | 3027                       | 3027           | 3053          | 3054          | 3027            |                 |                 |                    |                |                 |
| 編成番号 | A28      | 3028                       | 3028           | 3055          | 3056          | 3028            |                 |                 |                    |                |                 |
| 編成番号 | A30      | 3030                       | 3030           | 3059          | 3060          | 3030            |                 |                 |                    |                |                 |
| 編成番号 | A31      | 3031                       | 3031           | 3061          | 3062          | 3031            |                 |                 |                    |                |                 |
| 編成番号 | A32      | 3032                       | 3032           | 3063          | 3064          | 3032            |                 |                 |                    |                |                 |
| 編成番号 | A33      | 3033                       | 3033           | 3065          | 3066          | 3033            |                 |                 |                    |                |                 |
| 編成番号 | A34      | 3034                       | 3034           | 3067          | 3068          | 3034            |                 |                 |                    |                |                 |
| 編成番号 | A36      | 3036                       | 3036           | 3071          | 3072          | 3036            |                 |                 |                    |                |                 |
| 編成番号 | A37      | 3037                       | 3037           | 3073          | 3074          | 3037            |                 |                 |                    |                |                 |

- 凡例
  - WC…トイレ、[洗]…洗面所、[乗]…乗務員室、[業]…業務用室
  - Cont：主制御器、MG：電動発電機、CP：空気圧縮機
- サロの車両重量は以下に記載
  - サロ211形（Ts）25.8t、サロ210形（Ts'）25.1t、サロ213形31.4t、サロ212形30.7t
- 車両重量はイカロス出版「形式211系」を参照。

#### 房総地区
車体帯：■■
幕張車両センター所属車両：70両（最大在籍時）
- 3000番台5両編成14本（マリ401・405-408・501-509編成・最大在籍時）501-509編成は、クモハ211の運転台側にPS35C形シングルアーム式パンタグラフを増設した編成である。
- 2013年3月16日ダイヤ改正に合わせて運転終了[30]。2012年6月以降、電動車と制御車42両の長野総合車両センターへの転出[32]と付随車28両の廃車が進められ、2013年10月16日をもって配置車両はなくなった[43][44]。

##### 使用線区
- 総武本線（千葉駅 - 銚子駅間）
- 成田線（佐倉駅 - 成田駅 -  松岸駅間、成田駅 - 成田空港駅間）
- 外房線（全線）
- 内房線（全線）
- 東金線（全線）

##### 運用
- 113系の6両編成の運用を2グループに分離、その1グループを211系に置換えて運用された。
- 総武本線・成田線では113系6両編成の運用をすべて211系へ置き換えた。一方で、外房線・内房線・東金線での運用は導入当初から少なく、外房線・内房線では10両編成（5両＋5両）での運用も設定されたが、後に209系10両編成（6両＋4両）に変更された。2011年10月1日の運用改定で外房線・内房線・東金線での運用を終了した。
- 鹿島線は佐原駅0番線（鹿島線折り返し列車用）のホームの長さが4両分しかないため定期運用はなかった（ただし臨時列車では使用実績がある）。

##### 編成表
|          | ← 安房鴨川・銚子・成東千葉 → |                       |                |               |               |                 |
|          |                              |                       |                |               |               |                 |
| 5両編成  | 号車                         | 5                     | 4              | 3             | 2             | 1               |
| 5両編成  | 形式                         | ◇ クモハ211 （Mc）    | モハ210 （M'） | サハ211 （T） | サハ211 （T） | クハ210 （Tc'） |
| 5両編成  | 車内設備                     |                       |                |               |               | WC              |
| 5両編成  | 搭載機器                     | Cont                  | MG,CP          |               |               |                 |
| 5両編成  | 車両重量                     | 35.7t                 | 34.5t          | 23.5t         | 23.5t         | 26.5t           |
| 編成番号 | マリ401                      | 3035                  | 3035           | 3069          | 3070          | 3035            |
| 編成番号 | マリ405                      | 3053                  | 3053           | 3105          | 3106          | 3053            |
| 編成番号 | マリ406                      | 3054                  | 3054           | 3107          | 3108          | 3054            |
| 編成番号 | マリ407                      | 3055                  | 3055           | 3109          | 3110          | 3055            |
| 編成番号 | マリ408                      | 3062                  | 3062           | 3123          | 3124          | 3062            |
| 5両編成  | 形式                         | ＞ ◇ クモハ211 （Mc） | モハ210 （M'） | サハ211 （T） | サハ211 （T） | クハ210 （Tc'） |
| 編成番号 | マリ501                      | 3040                  | 3040           | 3079          | 3080          | 3040            |
| 編成番号 | マリ502                      | 3041                  | 3041           | 3081          | 3082          | 3041            |
| 編成番号 | マリ503                      | 3042                  | 3042           | 3083          | 3084          | 3042            |
| 編成番号 | マリ504                      | 3043                  | 3043           | 3085          | 3086          | 3043            |
| 編成番号 | マリ505                      | 3044                  | 3044           | 3087          | 3088          | 3044            |
| 編成番号 | マリ506                      | 3046                  | 3046           | 3091          | 3092          | 3046            |
| 編成番号 | マリ507                      | 3038                  | 3038           | 3075          | 3076          | 3038            |
| 編成番号 | マリ508                      | 3039                  | 3039           | 3077          | 3078          | 3039            |
| 編成番号 | マリ509                      | 3045                  | 3045           | 3089          | 3090          | 3045            |

- 凡例
  - WC…トイレ、[洗]…洗面所、[乗]…乗務員室、[業]…業務用室
  - Cont：主制御器、MG：電動発電機、CP：空気圧縮機
- クモハ211形の一部は2パンタ化されている。（増設パンタはPS35C形シングルアーム式）。

#### 長野地区
車体帯：■■
長野総合車両センター所属車両：192両

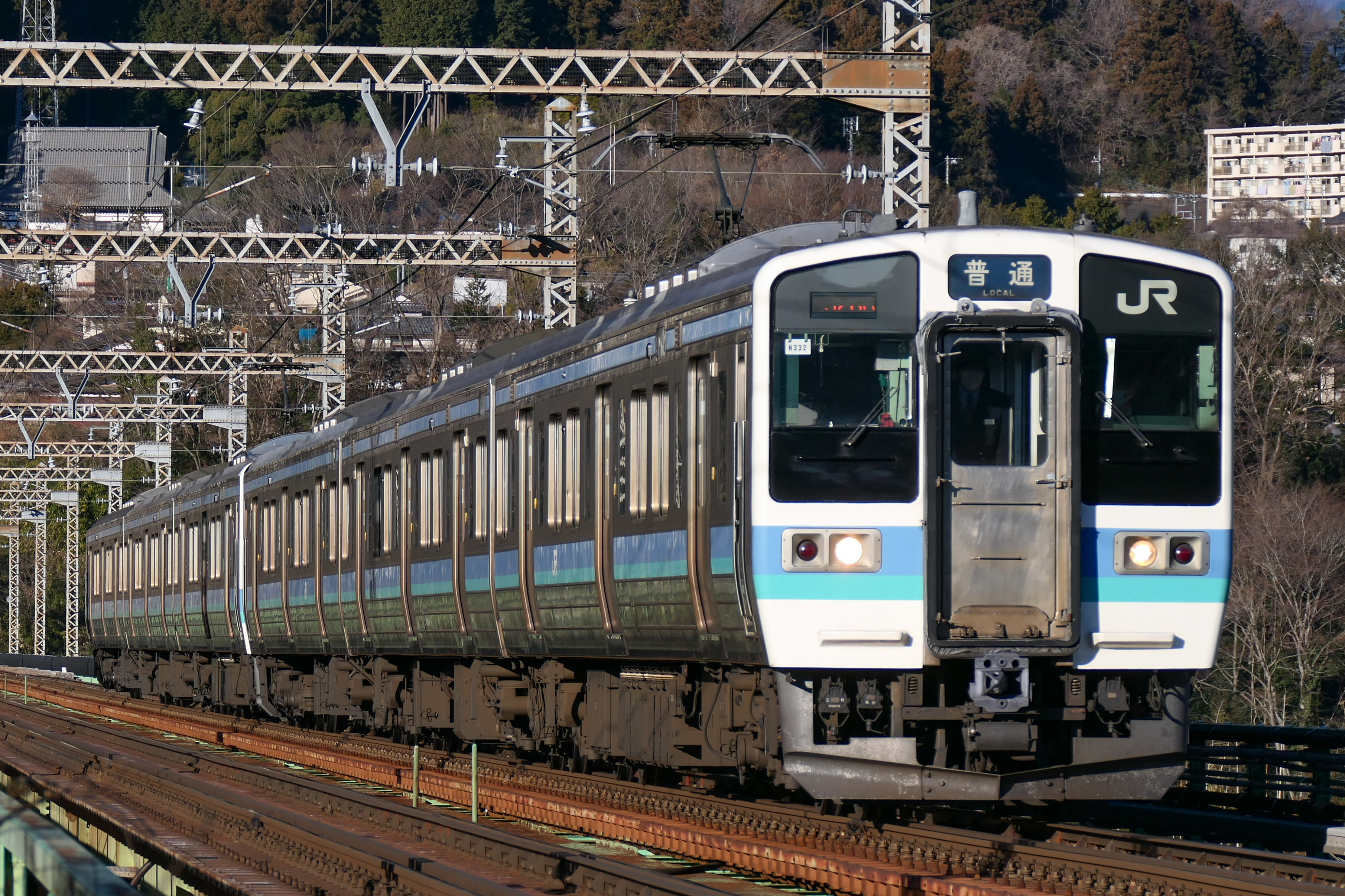
長野総合車両センター所属車

- 0番台6両編成6本36両（N601 - N606編成）。セミクロスシートである。東京総合車両センターの旧10両編成のサハ、サロ以外が改造され転入した[39]。
- 1000番台3両編成11本33両（N317 - N327編成）。セミクロスシートである。高崎車両センターの旧B編成のサハ以外が改造され転入した[33][39]。
- 2000番台6両編成8本48両（N607 - N614編成）。ロングシートである。東京総合車両センターの旧10両編成のサハ、サロ以外が改造され転入した[39]。
- 3000番台3両編成25本75両（N301 - N316・N331 - N339編成）。ロングシートである。幕張車両センターに所属していた全編成の一部車両と高崎車両センターの旧A編成・C編成の一部車両が改造され転入した[33][39]。N331-N339編成は、元幕張車両センターの501-509編成であり、クモハ211の運転台側に増設されていたPS35C形シングルアーム式パンタグラフを、転用改造時に撤去して3両編成としたため、編成番号が区分されている[34]。

- 長野車両センター及び豊田車両センターの115系置き換えを目的として、2013年3月16日ダイヤ改正に合わせて3000番台3両編成8本が導入され[31][35]、2014年3月15日のダイヤ改正では新たに12本（3000番台11本、1000番台1本）を導入した[45]。これに伴い当時在籍していた115系の半分以上が置き換えられ、JR東海区間への乗り入れを開始。その後2014年10月までに1000番台10本と3000番台6本が加わり、1000番台と3000番台が出揃うとともに、2014年5月から2015年10月までに0番台と2000番台が転入した[46]。

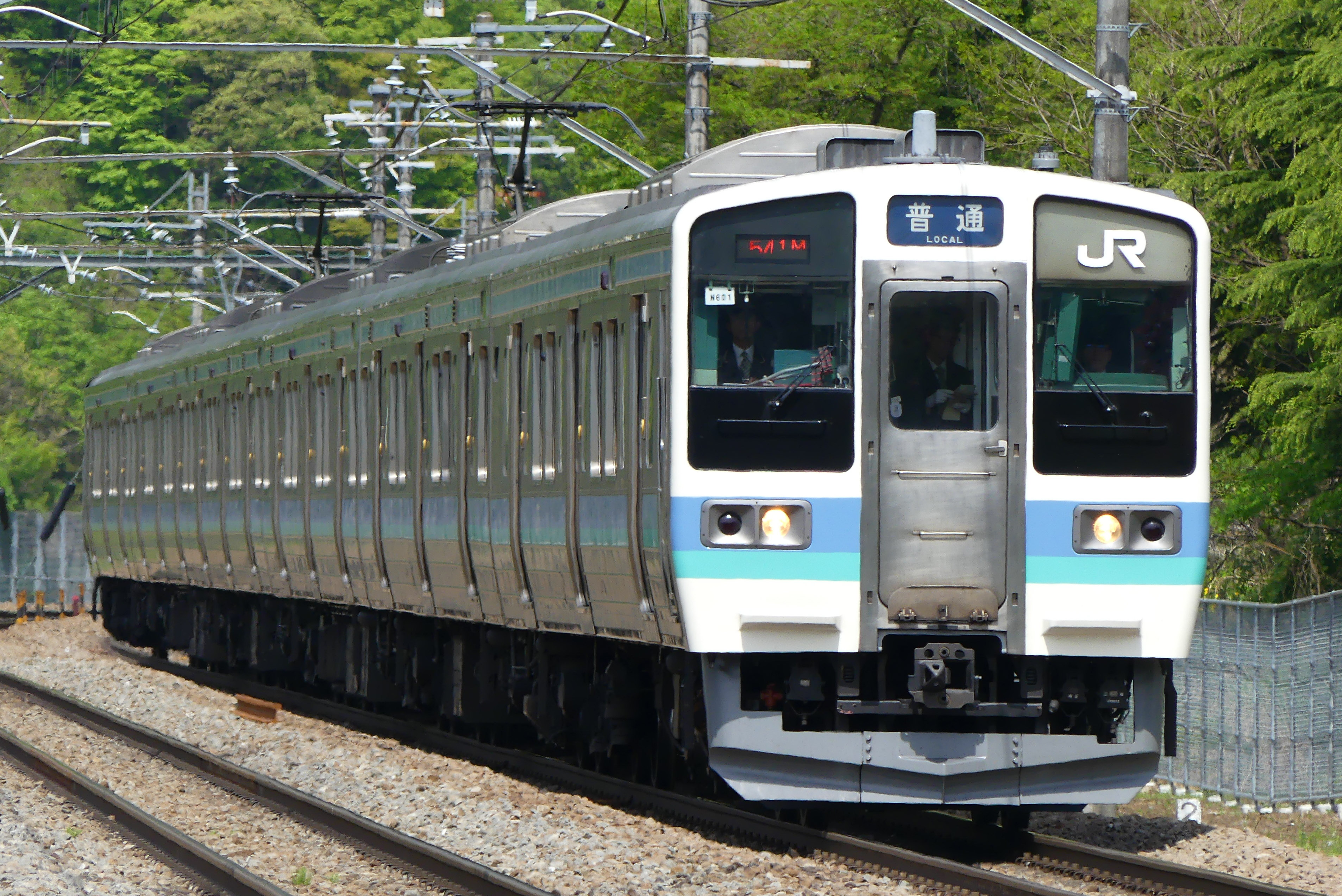
0番台長野総合車両センター所属車（N601編成）
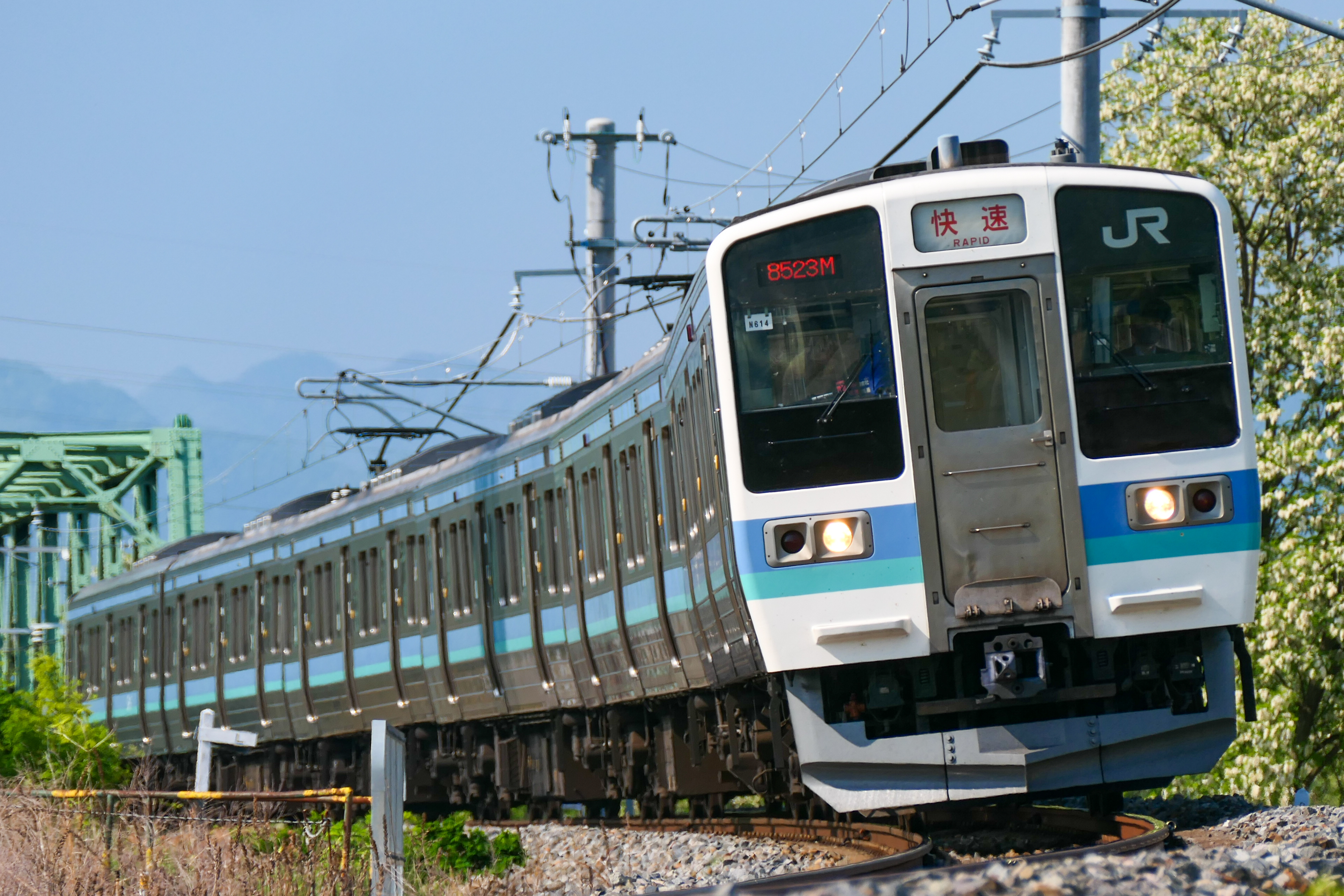
2000番台長野総合車両センター所属車（N614編成）
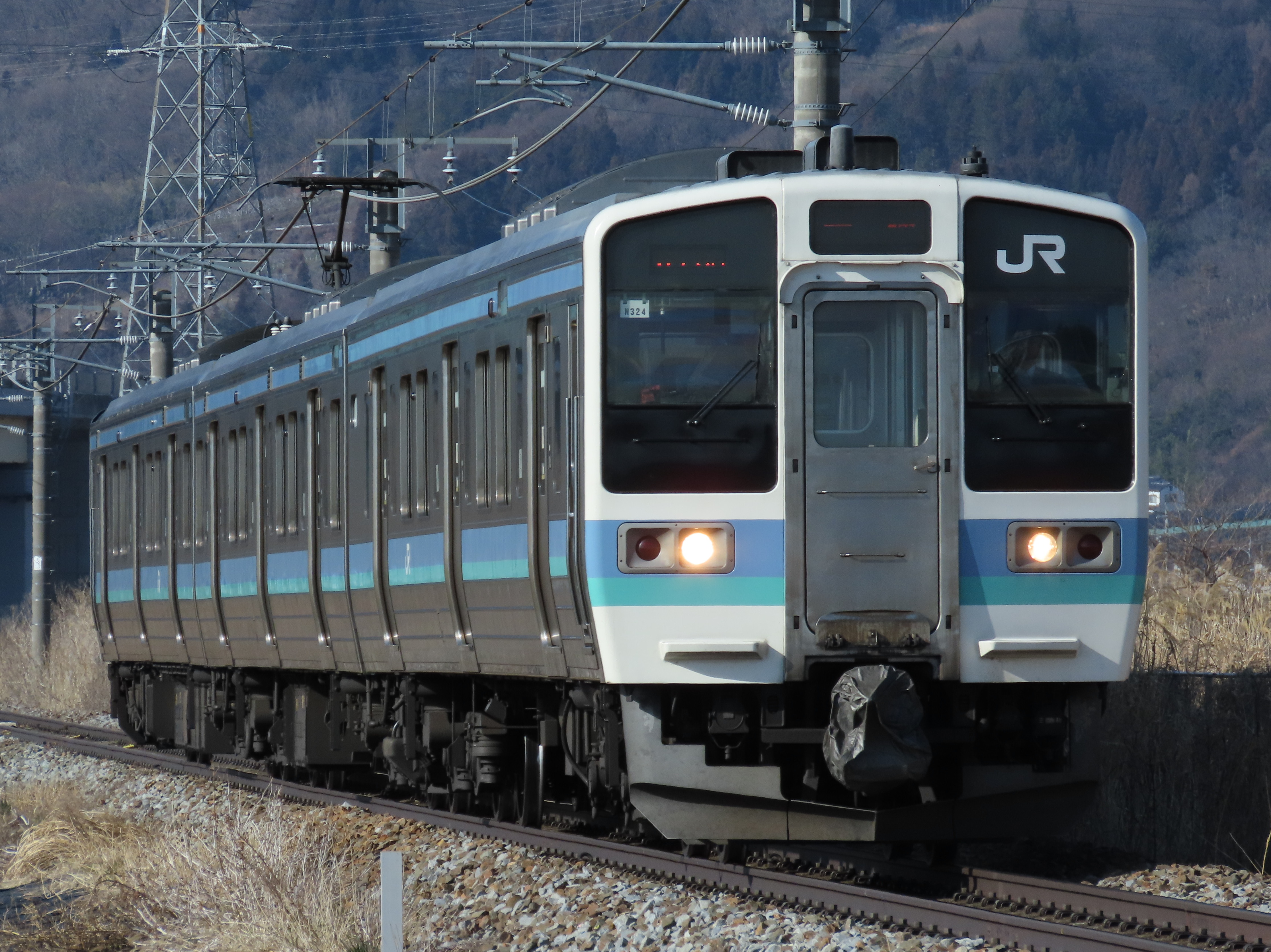
1000番台長野総合車両センター所属車（N324編成）
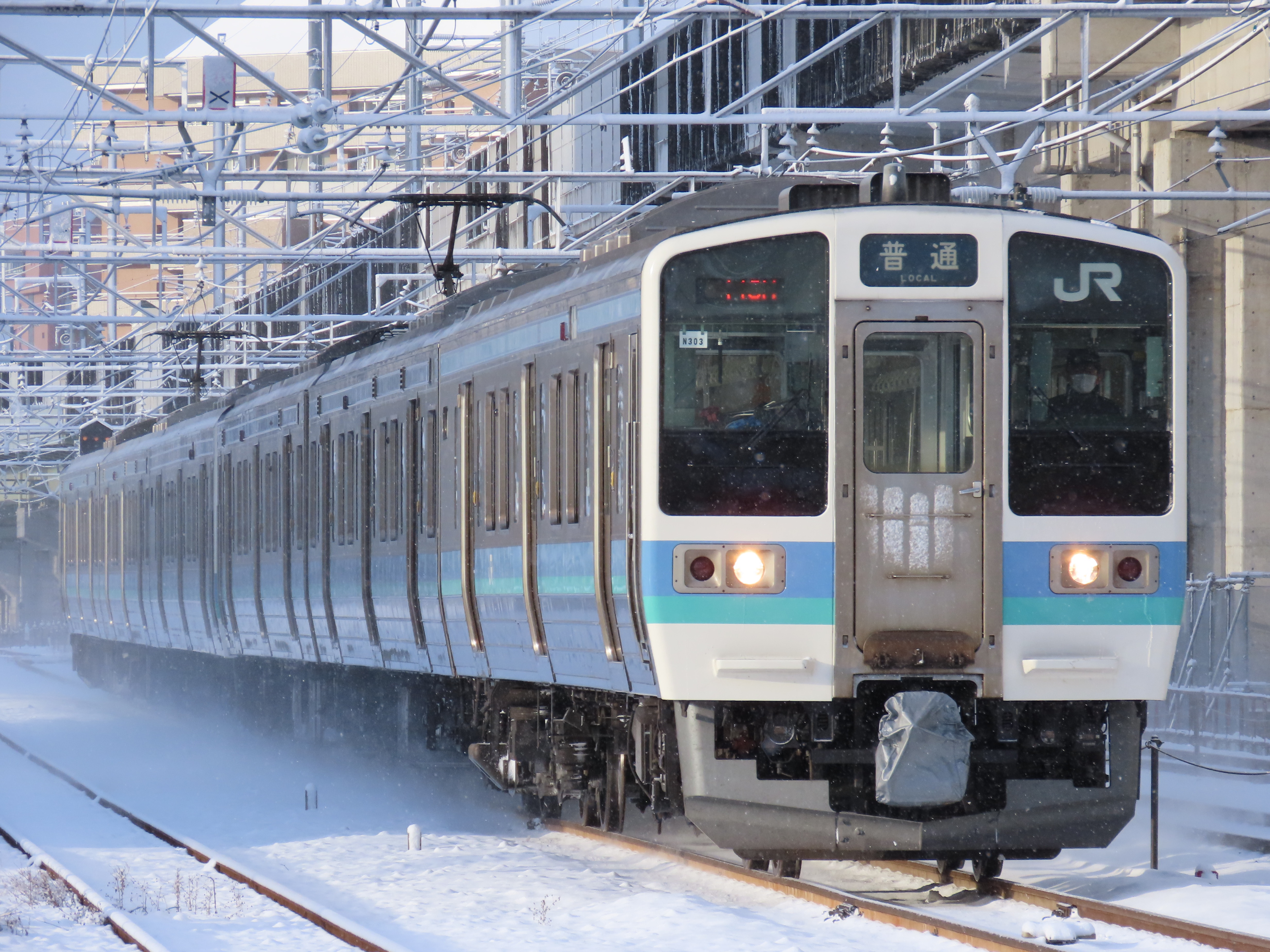
3000番台長野総合車両センター所属車（N303編成）

##### 使用線区
- 信越本線（篠ノ井駅 - 長野駅間）
- 篠ノ井線（全線）
- 中央本線（立川駅 - 中津川駅間）
- 大糸線 （松本駅 - 信濃大町駅間）
- 飯田線 （飯田駅 - 辰野駅間）
- 富士急行線 （全線）

##### 運用
- 3両固定編成（1000・3000番台）は単独運用のほか2編成を連結した6両編成でも運用されるが、6両固定編成（0番台・2000番台）は単独運用のみで各番台共通運用である[注 14]。
- 2013年3月16日のダイヤ改正に合わせて8編成（N301 - 305・331・332・339編成）が導入され、信越本線（篠ノ井駅 - 長野駅間）、篠ノ井線（全線）、中央本線（塩尻駅 - 富士見駅間）、大糸線（松本駅 - 信濃大町駅間）で営業運転を開始した[47][48]。
- 2014年3月15日のダイヤ改正では、新たに12編成（N306・311 - 313・316・320・333 - 338編成）が導入され、中央本線（富士見 - 甲府間）およびJR東海管内の中央本線（塩尻駅 - 中津川駅間）、飯田線（飯田駅 - 辰野駅間）まで運用範囲が広がった。また、これに伴い115系の半分以上が置き換えられた。
- 2014年10月までに16編成（N307 - 310・314・315・317 - 319・321 - 327編成）が転入し、1000番台と3000番台が出揃った。その後、2014年12月には豊田車両センターの115系の運用を置き換える形で運用範囲が中央本線（甲府駅 - 立川駅間）と富士急行線にも広がった。
- 2014年5月からは0番台6両固定編成の転入が始まり、同年6月1日より運用を開始した。2015年10月までに2000番台と合わせて6両固定14編成（N601 - N614編成）が転入し、115系を完全に置き換えた。

##### 編成表
|          |                   | ← 立川・高尾長野 → |                  |                |                  |                |                 |      |
|          |                   |                    |                  |                |                  |                |                 |      |
| 6両編成  | 号車              | 1                  | 2                | 3              | 4                | 5              | 6               | 備考 |
| 6両編成  | 形式              | クハ211 （Tc）     | ＜ モハ211 （M） | モハ210 （M'） | ＜ モハ211 （M） | モハ210 （M'） | クハ210 （Tc'） | 備考 |
| 6両編成  | 車内設備          | WC                 |                  |                |                  |                | WC              | 備考 |
| 6両編成  | 搭載機器          |                    | Cont             | MG,CP          | Cont             | MG,CP          |                 | 備考 |
| 6両編成  | 車両重量 0番台    | 26.8t              | 34.1t            | 34.9t          | 34.1t            | 34.9t          | 26.8t           | 備考 |
| 編成番号 | N601              | 1                  | 1                | 1              | 2                | 2              | 1Ⓜ︎              |      |
| 編成番号 | N602              | 2                  | 3                | 3              | 4                | 4              | 2               |      |
| 編成番号 | N603              | 3                  | 5                | 5              | 6                | 6              | 3Ⓜ︎              |      |
| 編成番号 | N604              | 4                  | 7                | 7              | 8                | 8              | 4               |      |
| 編成番号 | N605              | 5                  | 9                | 9              | 10               | 10             | 5               |      |
| 編成番号 | N606              | 6                  | 11               | 11             | 12               | 12             | 6Ⓜ︎              |      |
| 6両編成  | 車両重量 2000番台 | 26.2t              | 33.5t            | 34.3t          | 33.5t            | 34.3t          | 26.2t           |      |
| 編成番号 | N607              | 2007               | 2007             | 2007           | 2008             | 2008           | 2007            |      |
| 編成番号 | N608              | 2009               | 2010             | 2010           | 2011             | 2011           | 2009            |      |
| 編成番号 | N609              | 2011               | 2013             | 2013           | 2014             | 2014           | 2011            |      |
| 編成番号 | N610              | 2013               | 2016             | 2016           | 2017             | 2017           | 2013            |      |
| 編成番号 | N611              | 2015               | 2019             | 2019           | 2020             | 2020           | 2015            |      |
| 編成番号 | N612              | 2017               | 2022             | 2022           | 2023             | 2023           | 2017            |      |
| 編成番号 | N613              | 2019               | 2025             | 2025           | 2026             | 2026           | 2019Ⓜ︎           |      |
| 編成番号 | N614              | 2022               | 2029             | 2029           | 2030             | 2030           | 2022            |      |

|          |                   | ← 高尾・河口湖・飯田・中津川長野・信濃大町 → |                |                 |                |      |
|          |                   |                                              |                |                 |                |      |
| 3両編成  | 号車              | 1/4                                          | 2/5            | 3/6             | 延命化工事     | 備考 |
| 3両編成  | 形式              | ＜ クモハ211 （Mc）                          | モハ210 （M'） | クハ210 （Tc'） | 延命化工事     | 備考 |
| 3両編成  | その他設備        |                                              |                | WC              | 延命化工事     | 備考 |
| 3両編成  | 搭載機器          | Cont                                         | MG,CP          |                 | 延命化工事     | 備考 |
| 3両編成  | 車両重量 1000番台 | 36.3t                                        | 35.1t          | 27.1t           | 延命化工事     | 備考 |
| 編成番号 | N317              | 1001                                         | 1001           | 1001            |                |      |
| 編成番号 | N318              | 1002                                         | 1002           | 1002            |                |      |
| 編成番号 | N319              | 1003                                         | 1003           | 1003            |                |      |
| 編成番号 | N320              | 1004                                         | 1004           | 1004            | 2024年10月29日 |      |
| 編成番号 | N321              | 1005                                         | 1005           | 1005            |                |      |
| 編成番号 | N322              | 1006                                         | 1006           | 1006            | 2024年11月21日 |      |
| 編成番号 | N323              | 1007                                         | 1007           | 1007            |                |      |
| 編成番号 | N324              | 1008                                         | 1008           | 1008            |                |      |
| 編成番号 | N325              | 1009                                         | 1009           | 1009            |                |      |
| 編成番号 | N326              | 1010                                         | 1010           | 1010            |                |      |
| 編成番号 | N327              | 1011                                         | 1011           | 1011            |                |      |
| 3両編成  | 車両重量 3000番台 | 35.7t                                        | 34.5t          | 26.5t           |                |      |
| 編成番号 | N301              | 3035                                         | 3035           | 3035            | 2024年6月13日  |      |
| 編成番号 | N302              | 3053                                         | 3053           | 3053            |                |      |
| 編成番号 | N303              | 3054                                         | 3054           | 3054            |                |      |
| 編成番号 | N304              | 3055                                         | 3055           | 3055            |                |      |
| 編成番号 | N305              | 3062                                         | 3062           | 3062            |                |      |
| 編成番号 | N306              | 3001                                         | 3001           | 3001            | 2024年3月11日  |      |
| 編成番号 | N307              | 3013                                         | 3013           | 3013            |                |      |
| 編成番号 | N308              | 3016                                         | 3016           | 3016            |                |      |
| 編成番号 | N309              | 3017                                         | 3017           | 3017            | 2025年2月20日  |      |
| 編成番号 | N310              | 3018                                         | 3018           | 3018            | 2024年12月17日 |      |
| 編成番号 | N311              | 3020                                         | 3020           | 3020            | 2024年5月20日  |      |
| 編成番号 | N312              | 3023                                         | 3023           | 3023            | 2024年7月5日   |      |
| 編成番号 | N313              | 3024                                         | 3024           | 3024            |                |      |
| 編成番号 | N314              | 3048                                         | 3048           | 3048            |                |      |
| 編成番号 | N315              | 3049                                         | 3049           | 3049            | 2024年7月26日  |      |
| 編成番号 | N316              | 3050                                         | 3050           | 3050            |                |      |
| 編成番号 | N331              | 3040                                         | 3040           | 3040            |                |      |
| 編成番号 | N332              | 3041                                         | 3041           | 3041            |                |      |
| 編成番号 | N333              | 3042                                         | 3042           | 3042            |                |      |
| 編成番号 | N334              | 3043                                         | 3043           | 3043            |                |      |
| 編成番号 | N335              | 3044                                         | 3044           | 3044            |                |      |
| 編成番号 | N336              | 3046                                         | 3046           | 3046            |                |      |
| 編成番号 | N337              | 3038                                         | 3038           | 3038            | 2024年4月30日  |      |
| 編成番号 | N338              | 3039                                         | 3039           | 3039            | 2024年10月4日  |      |
| 編成番号 | N339              | 3045                                         | 3045           | 3045            |                |      |

- 凡例
  - WC…トイレ、[洗]…洗面所、[乗]…乗務員室、[業]…業務用室
  - Cont：主制御器、MG：電動発電機、CP：空気圧縮機
- Ⓜ︎印は線路モニタリング装置搭載車。

- クハ210形（Tc'）
- モハ210形（M'）
- モハ211形（M）
- クハ211形（Tc）
- クモハ211形（Mc）

### JR東海
JR東海では、主に東海道本線の主力車両として運用された。2022年から315系による置き換えが開始され、2025年3月のダイヤ改正までに全車両が退役済み。静岡地区用の一部は他社に譲渡された。

#### 名古屋地区
新製時の名古屋地区向け0番台車は神領電車区（現・神領車両区）に配置されていたが、営業運転されたのは東海道本線のみで、中央本線での運用は出入区回送のみであった。1989年には大垣電車区（現・大垣車両区）に転出している。
1989年7月の金山総合駅開業に伴うダイヤ改正では、同時に新設された新快速に311系や117系とともに211系0番台が充当された。翌年のダイヤ改正で311系が増投入されたため新快速運用からは1年弱で撤退したが、2000年から313系5000番台の登場する2006年8月まで土休日の上り1本だけ新快速を担当した。
2006年10月に、名古屋地区で使用されていた大垣車両区の3両編成20本が静岡車両区へ転属となり、2007年以降は掛川駅・浜松駅 - 豊橋駅間の普通列車を中心に運用された。2011年3月ダイヤ改正では2006年以来5年ぶりに新快速の運用が復活したが、豊橋駅以東の運用が消滅した。
2011年9月に0番台が再度神領車両区に転配され、関西本線で朝と夕方以降の列車に運用されるようになった。中央本線では早朝と夜間に神領車両区への入出庫回送を兼ねた1往復の運用が2014年3月改正まで存在したが、以降は神領車両区への回送列車のみ入線していた。
名古屋地区では2022年3月6日に運用を終了し、翌3月7日に廃車回送された。
- 車体帯 : ■■（0番台は1988年まで ■□■）
- 神領車両区所属車両 : 56両が在籍（2023年10月1日時点[53]）
  - 5000番台4両編成14本（K1,K3,K5-8,K10,K11,K13-15,K17,K18,K20編成）
    - 2021年10月1日時点では、0番台4両編成2本（K51,K52編成）、5000番台4両編成20本（K1 - K20編成、全編成のクハ210形はトイレ付車両5300番台が連結、K3 - K11編成のクモハ211形は狭小トンネル対応車5600番台が連結）、5000番台3両編成17本（K101 - K117編成、全編成のクハ210形はトイレなし車両が連結）の139両が在籍していた[54]。

##### 使用線区
- 中央本線（名古屋駅 - 中津川駅・南木曽駅間）
- 関西本線（名古屋駅 - 亀山駅間）
- 愛知環状鉄道線（高蔵寺駅 - 瀬戸口駅間）

##### 運用
- 4両編成・3両編成の併結運用
  - 朝夕のラッシュ時に10両編成で、その他8両・6両編成で中央本線名古屋駅 - 南木曽駅間の普通と快速で運用され、平日朝と夕方には愛知環状鉄道線高蔵寺駅 - 瀬戸口駅間の運用が存在する。編成内容は同番台との併結もあるが、313系との併結も多い。313系との併結の場合、基本的に211系が中津川寄りに連結される（代走や一部の例外もある）。
  - 愛知環状鉄道線へは万博終了後も岡崎駅まで乗入れする定期列車が設定されていたが、現在は瀬戸口駅までに縮小された。
  - 2022年3月のダイヤ改正より、基本的に4両編成は2本併結、3両編成は2本および313系併結で運用されている。また、一部が315系に置き換えられた。2023年3月には3両編成は必要編成が揃った315系に完全に置き換えられた。
- 4両編成の単独運用
  - 中央線・愛知環状鉄道線の他、朝と夕方以降に関西本線名古屋駅 - 亀山駅間でも運用される。2007年3月18日のダイヤ改正以降日中の中央本線での運用が一部313系に置換えられ、2011年10月には213系5000番台が撤退した代わりに関西本線での運用を開始した。
  - 0番台は日中の列車には充当されておらず、朝と夕方以降の関西本線の列車で運用されていた。0番台が原則として中央本線で営業列車として運用されることはなく、関西本線への送り込み回送列車として運用されるのみであった。
  - 2022年3月の0番台全廃をもって、後者の運用は終了している。
- 3両編成の単独運用
  - 愛知環状鉄道線高蔵寺駅 - 瀬戸口駅間で朝夕ラッシュ時の運用がある。かつては中央本線や関西本線内で3両単独運用が設定されていた。
- 代走運用
  - 211系0番台や313系1000番台に予備編成が確保されていないため、検査時には5000番台が共通予備車として代走する。逆に313系が211系の代走を務めることも少なくない。
  - 211系の予備車が不足する場合にはまれに4両編成からサハ211形を外して3両編成での代走を行うこともある。「エキスポシャトル」運転時にも3両編成が不足したため、同様の処置がとられていた。
  - 2017年に武豊線の沿線である半田市にて半田山車祭りが催行されるに伴い、定期列車の一部を神領所属の当形式4両編成が代走した。そのため武豊線にも入線経験がある[55]。
  - 2001年以降、愛知環状鉄道線の沿線である豊田市で豊田おいでんまつりや岡崎市で岡崎城下家康公夏まつりなどのイベントが催行される際には定期列車の一部を神領所属の当形式4両編成が代走することがある。

##### 編成表

###### 神領車両区
|           | ← 亀山・中津川名古屋 → |                |               |                 |      |
|           |                        |                |               |                 |      |
| 形式      | ＜ クモハ211 （Mc）    | モハ210 （M'） | サハ211 （T） | クハ210 （Tc'） | 備考 |
| 車両重量  | 36.0t                  | 34.9t          | 23.9t         | 26.8t           |      |
| K1→C2→K52 | 1                      | 13             | 13            | 7               |      |
| K2→C1→K51 | 2                      | 14             | 14            | 8               |      |

|      | ← 中津川・亀山名古屋 → |                    |                   |                     |      |
| 形式 | クモハ211 -5000 (Mc)   | モハ210 -5000 (M') | サハ211 -5000 (T) | クハ210 -5300 (Tc') | 備考 |
| K1   | 5047                   | 5047               | 5019              | 5316                |      |
| K2   | 5048                   | 5048               | 5020              | 5317                |      |
| K12  | 5022                   | 5022               | 5010              | 5307                |      |
| K13  | 5025                   | 5025               | 5011              | 5308                |      |
| K14  | 5028                   | 5028               | 5012              | 5309                |      |
| K15  | 5031                   | 5031               | 5013              | 5310                |      |
| K16  | 5034                   | 5034               | 5014              | 5311                |      |
| K17  | 5037                   | 5037               | 5015              | 5312                |      |
| K18  | 5040                   | 5040               | 5016              | 5313                |      |
| K19  | 5043                   | 5043               | 5017              | 5314                |      |
| K20  | 5046                   | 5046               | 5003              | 5315                |      |

|      | ← 中津川・亀山名古屋 → |                    |                   |                     |      |
| 形式 | クモハ211 -5600 (Mc)   | モハ210 -5000 (M') | サハ211 -5000 (T) | クハ210 -5300 (Tc') | 備考 |
| K3   | 5618                   | 5066               | 5001              | 5318                |      |
| K4   | 5619                   | 5067               | 5002              | 5319                |      |
| K5   | 5620                   | 5068               | 5003              | 5320                |      |
| K6   | 5601                   | 5049               | 5004              | 5301                |      |
| K7   | 5602                   | 5050               | 5005              | 5302                |      |
| K8   | 5603                   | 5051               | 5006              | 5303                |      |
| K9   | 5604                   | 5052               | 5007              | 5304                |      |
| K10  | 5605                   | 5053               | 5008              | 5305                |      |
| K11  | 5606                   | 5054               | 5009              | 5306                |      |

|      | ← 中津川・亀山名古屋 → |                    |                     |      |
| 形式 | クモハ211 -5000 (Mc)   | モハ210 -5000 (M') | クハ210 -5000 (Tc') | 備考 |
| K101 | 5004                   | 5004               | 5004                |      |
| K102 | 5005                   | 5005               | 5005                |      |
| K103 | 5006                   | 5006               | 5006                |      |
| K104 | 5007                   | 5007               | 5007                |      |
| K105 | 5008                   | 5008               | 5008                |      |
| K106 | 5009                   | 5009               | 5009                |      |
| K107 | 5010                   | 5010               | 5010                |      |
| K108 | 5016                   | 5016               | 5016                |      |
| K109 | 5018                   | 5018               | 5018                |      |
| K110 | 5019                   | 5019               | 5019                |      |
| K111 | 5020                   | 5020               | 5020                |      |
| K112 | 5021                   | 5021               | 5021                |      |
| K113 | 5023                   | 5023               | 5023                |      |
| K114 | 5032                   | 5032               | 5032                |      |
| K115 | 5001                   | 5001               | 5001                |      |
| K116 | 5002                   | 5002               | 5002                |      |
| K117 | 5003                   | 5003               | 5003                |      |

###### 大垣車両区
|      | ← 豊橋大垣 →         |                    |                     |             |
| 形式 | クモハ211 -5000 (Mc) | モハ210 -5000 (M') | クハ210 -5000 (Tc') | 静岡 転属後 |
| C11  | 5011                 | 5011               | 5011                | LL1         |
| C12  | 5012                 | 5012               | 5012                | LL2         |
| C13  | 5013                 | 5013               | 5013                | LL3         |
| C14  | 5014                 | 5014               | 5014                | LL4         |
| C15  | 5015                 | 5015               | 5015                | LL5         |
| C16  | 5017                 | 5017               | 5017                | LL6         |
| C17  | 5024                 | 5024               | 5024                | LL7         |
| C18  | 5026                 | 5026               | 5026                | LL8         |
| C19  | 5027                 | 5027               | 5027                | LL9         |
| C20  | 5029                 | 5029               | 5029                | LL10        |
| C21  | 5030                 | 5030               | 5030                | LL11        |
| C22  | 5033                 | 5033               | 5033                | LL12        |
| C23  | 5035                 | 5035               | 5035                | LL13        |
| C24  | 5036                 | 5036               | 5036                | LL14        |
| C25  | 5038                 | 5038               | 5038                | LL15        |
| C26  | 5039                 | 5039               | 5039                | LL16        |
| C27  | 5041                 | 5041               | 5041                | LL17        |
| C28  | 5042                 | 5042               | 5042                | LL18        |
| C29  | 5044                 | 5044               | 5044                | LL19        |
| C30  | 5045                 | 5045               | 5045                | LL20        |

#### 静岡地区
- 車体帯 : ■■

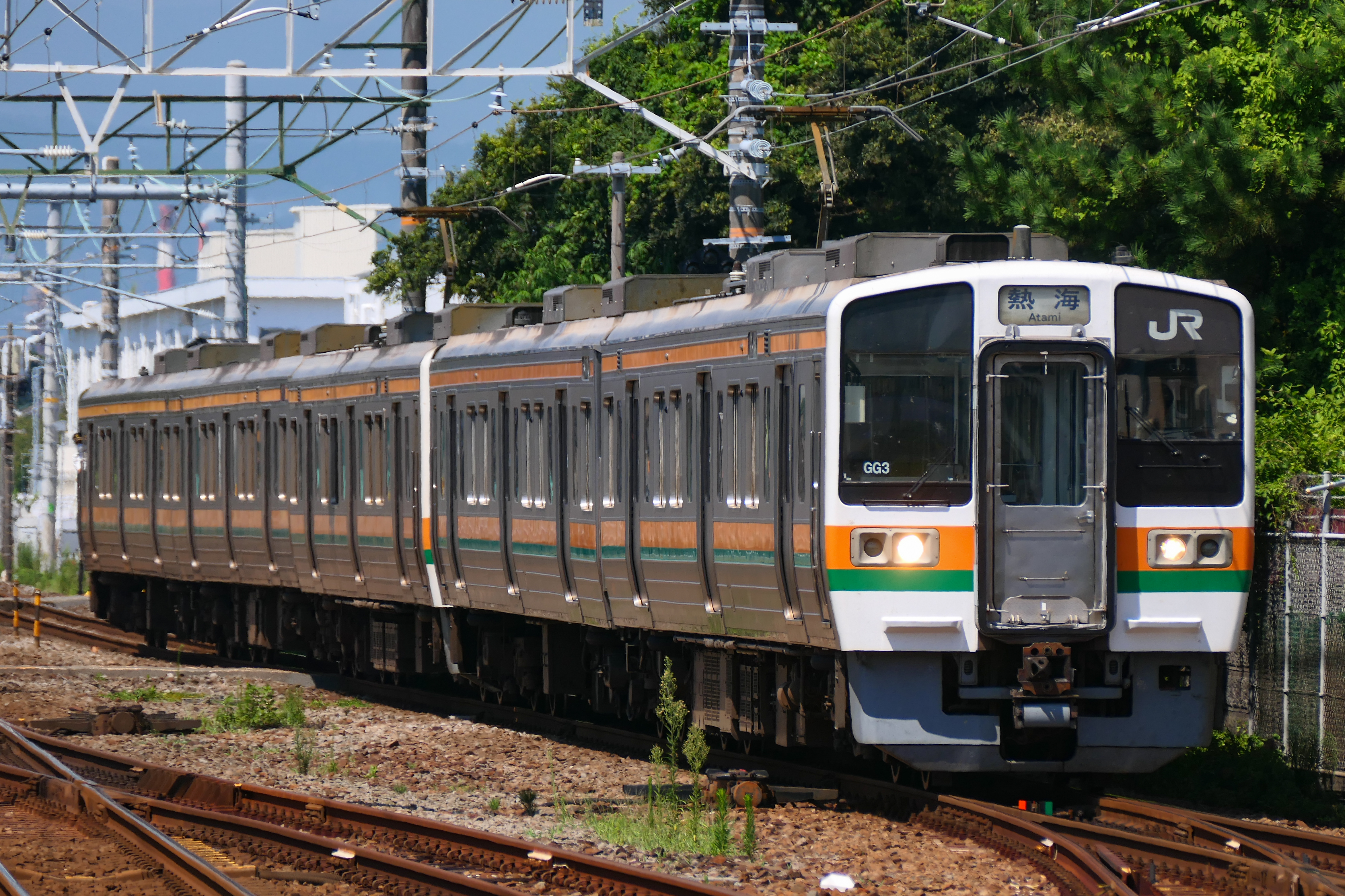
パンタグラフ換装後の5000番台（GG3編成ほか）

- 静岡車両区所属車両 : 22両が在籍（2023年10月1日時点[53]）
  - 5600番台3両編成2本6両（SS9・SS10編成）
  - 6000番台2両編成8本16両（GG1 - GG6、GG8・GG9編成）

##### 使用線区
- 東海道本線（熱海駅 - 豊橋駅間）
- 御殿場線（御殿場駅 - 沼津駅間）
- 身延線（富士駅 - 西富士宮駅間）
  - LL編成は、大垣車両区所属のC編成（C11 - C30編成）として、2006年9月30日まで東海道本線名古屋地区の普通列車（主として浜松駅 - 岐阜駅間、最長菊川駅 - 米原駅間）で使用されていた。翌10月1日のダイヤ改正で同地区の使用が消滅し、その後静岡車両区に転属となった。

##### 運用
- LL編成およびSS編成
  - 東海道本線静岡地区の熱海駅 - 豊橋駅間の普通列車では全区間において、御殿場線では一部区間において共通運用されている。2006年10月から2007年3月18日のダイヤ改正までは、朝の上り豊橋発静岡行きと夕方の下り静岡発豊橋行きにそれぞれ1本ずつ通勤快速の運用があった。朝のラッシュ時には313系2300番台と併結した7両編成[注 15]での運用もある。また、同系同士の併結（LL編成やSS編成同士との併結や、GG編成との併結）運用もある。2016年3月現在LL編成では御殿場線御殿場駅まで、SS編成は国府津駅までの運用もある。2006年10月からは身延線西富士宮駅までの運用が存在したが、2009年ダイヤ改正でGG編成に置き換えられた[注 16]。SS編成のうちSS2、SS3、SS7、SS8、SS11が三岐鉄道へ譲渡された[56][57]。
- GG編成
  - 新製当初は御殿場線を中心に運用されたが、2両編成でトイレなしのロングシートという仕様は閑散路線の運用に適さなかったため、増備車の投入とともに東海道本線系統中心の運用に変更された。現在は御殿場線国府津駅 - 沼津駅間と東海道本線熱海駅 - 豊橋駅間、身延線富士駅 - 西富士宮駅間で運用されている。大多数の運用が2両+2両の併結か、LL編成およびSS編成、313系との併結で運用されている。2009年3月ダイヤ改正から313系2500番台との併結で身延線西富士宮駅までの運転を開始した。なお、新製当初はG編成と称していたが、前述のLL編成運用開始に伴いGG編成に改称された。

##### 編成表
|      | ← 熱海浜松・豊橋 →   |                    |                     |              |
| 形式 | クモハ211 -5000 (Mc) | モハ210 -5000 (M') | クハ210 -5000 (Tc') | 備考         |
| LL1  | 5011                 | 5011               | 5011                | 三岐鉄道譲渡 |
| LL2  | 5012                 | 5012               | 5012                |              |
| LL3  | 5013                 | 5013               | 5013                |              |
| LL4  | 5014                 | 5014               | 5014                |              |
| LL5  | 5015                 | 5015               | 5015                |              |
| LL6  | 5017                 | 5017               | 5017                |              |
| LL7  | 5024                 | 5024               | 5024                |              |
| LL8  | 5026                 | 5026               | 5026                |              |
| LL9  | 5027                 | 5027               | 5027                | 三岐鉄道譲渡 |
| LL10 | 5029                 | 5029               | 5029                |              |
| LL11 | 5030                 | 5030               | 5030                | 三岐鉄道譲渡 |
| LL12 | 5033                 | 5033               | 5033                |              |
| LL13 | 5035                 | 5035               | 5035                |              |
| LL14 | 5036                 | 5036               | 5036                | 三岐鉄道譲渡 |
| LL15 | 5038                 | 5038               | 5038                |              |
| LL16 | 5039                 | 5039               | 5039                | 三岐鉄道譲渡 |
| LL17 | 5041                 | 5041               | 5041                |              |
| LL18 | 5042                 | 5042               | 5042                |              |
| LL19 | 5044                 | 5044               | 5044                |              |
| LL20 | 5045                 | 5045               | 5045                |              |

|      | ← 熱海浜松・豊橋 →   |                    |                     |              |
| 形式 | クモハ211 -5600 (Mc) | モハ210 -5000 (M') | クハ210 -5000 (Tc') | 備考         |
| SS1  | 5607                 | 5055               | 5022                |              |
| SS2  | 5608                 | 5056               | 5025                | 三岐鉄道譲渡 |
| SS3  | 5609                 | 5057               | 5028                | 三岐鉄道譲渡 |
| SS4  | 5610                 | 5058               | 5031                |              |
| SS5  | 5611                 | 5059               | 5034                |              |
| SS6  | 5612                 | 5060               | 5037                |              |
| SS7  | 5613                 | 5061               | 5040                | 三岐鉄道譲渡 |
| SS8  | 5614                 | 5062               | 5043                | 三岐鉄道譲渡 |
| SS9  | 5615                 | 5063               | 5046                | 三岐鉄道譲渡 |
| SS10 | 5616                 | 5064               | 5047                | 三岐鉄道譲渡 |
| SS11 | 5617                 | 5065               | 5048                | 三岐鉄道譲渡 |

|      | ← 熱海静岡・豊橋 →   |                     |      |
| 形式 | クモハ211 -6000 (Mc) | クハ210 -5000 (Tc') | 備考 |
| GG1  | 6001                 | 5049                |      |
| GG2  | 6002                 | 5050                |      |
| GG3  | 6003                 | 5051                |      |
| GG4  | 6004                 | 5052                |      |
| GG5  | 6005                 | 5053                |      |
| GG6  | 6006                 | 5054                |      |
| GG7  | 6007                 | 5055                |      |
| GG8  | 6008                 | 5056                |      |
| GG9  | 6009                 | 5057                |      |

#### 臨時列車
- 飯田線
  - 2009年11月1日に「佐久間レールパークフィナーレ号」として神領車両区の4両編成1本（K11編成）が豊橋駅 - 中部天竜駅間を1往復した（17号→8号）。なお、往路では側面行先幕に「中部天竜」と表示して走行した。
- 武豊線
  - 2015年3月の武豊線電化以降、武豊線沿線でのイベント開催時には、通常使用される313系1300番台の2両編成では輸送力が不足するため、神領車両区所属の5000番台4両編成が応援運用に入ることがある[58]。なお、行先表示器には「大府」「武豊」の設定がないため、「臨時」や「普通」などの種別のみの表示で運用される[58]。

### JR西日本
2003年9月30日まで快速「マリンライナー」として岡山駅 - 高松駅間で使用されていたが、2003年10月1日に快速「マリンライナー」が213系から223系5000番台および四国旅客鉄道（JR四国）の5000系に置換えられ、213系（クロ212形0番台と1000番台を含む）および「ゆめじ」編成による快速「マリンライナー」の運用が終了した。
「ゆめじ」編成は瀬戸大橋線開業時に当時の皇太子・皇太子妃夫妻を乗せて走行した実績がある。
1997年3月には全車リニューアル工事が施工されている。その後は、岡山電車区に所属し団体専用列車などに使用され、特に毎年元日には、岡山駅 - 琴平駅間で「こんぴら初日の出号」、「こんぴら初詣号」として運転された。
2010年3月7日に岡山駅 - 大野浦駅間で実施されたさよなら運転「ファイナルラン さよなら！スーパーサルーンゆめじ号」での運用をもって、営業運転を終了し、同年4月14日に吹田工場に回送され、同年6月30日付けで廃車となった。

## 譲渡車

### 三岐鉄道
車体帯：■■

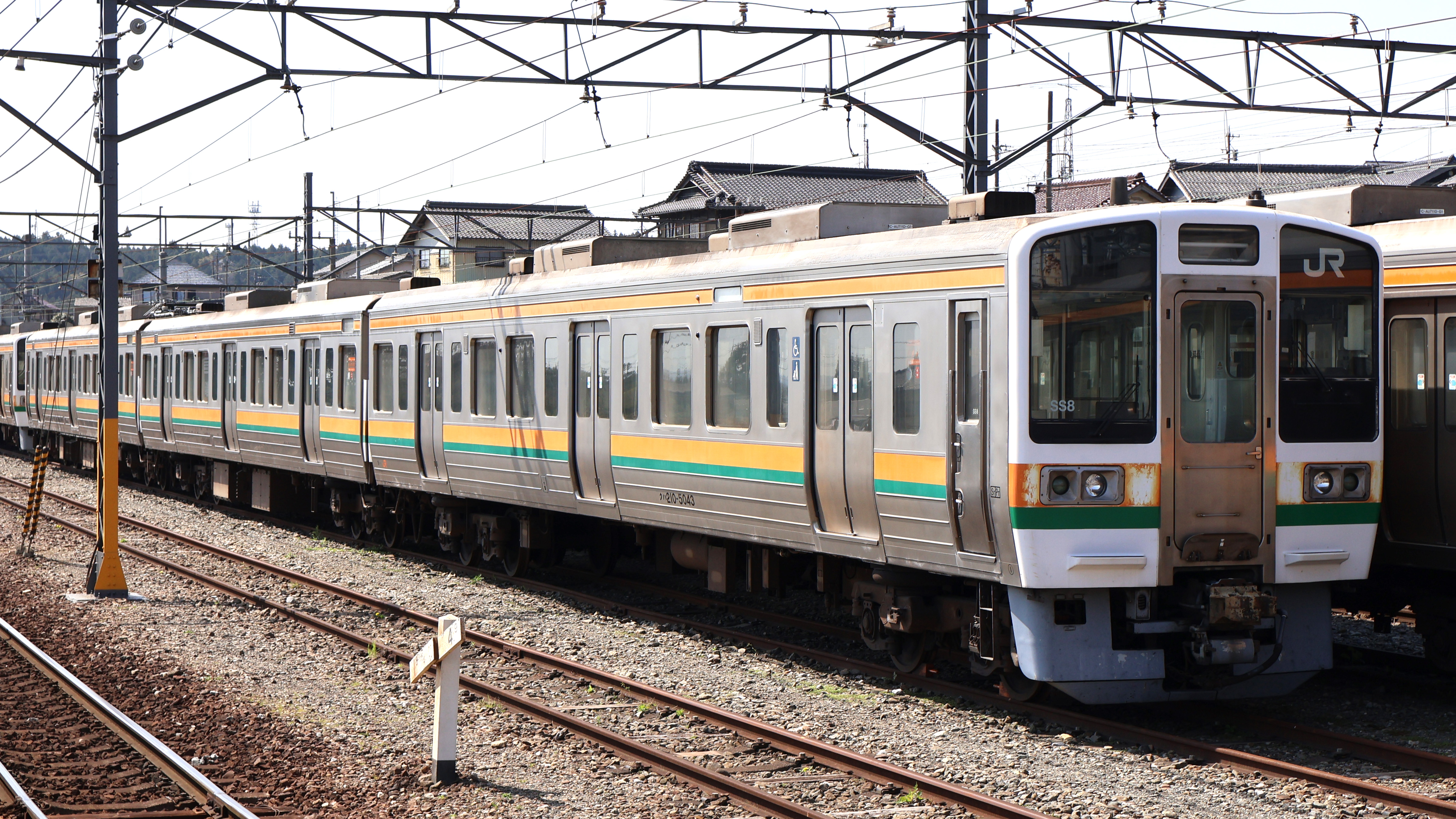
三岐鉄道に譲渡され東藤原駅に留置されている211系5000番台SS8編成
（2025年4月17日 東藤原駅）

JR東海静岡車両区所属の5000番台・5600番台3両編成10本が三岐鉄道に譲渡された。本形式初の地方私鉄への譲渡である。このうち8編成24両が営業用となる予定である。2024年度よりJR西日本テクノスが旅客案内用ディスプレイの取り付けなどの改造工事を順次施工しており、翌2025年5月13日に三岐鉄道5000系電車として第1編成が三岐線で運用を開始した。このほか、2024年12月にも2編成が譲渡回送された。
車内アナウンスには、当系列用に新規に収録された覚道沙恵子（日本語）とJames（英語）の声が使用される。
譲受した車両は以下の通り。
- 5000番台LL編成：3両編成5本
  - LL1編成（クモハ211-5011 モハ210-5011 クハ210-5011）
  - LL9編成（クモハ211-5027 モハ210-5027 クハ210-5027）
  - LL11編成（クモハ211-5030 モハ210-5030 クハ210-5030）
  - LL14編成（クモハ211-5036 モハ210-5036 クハ210-5036）
  - LL16編成（クモハ211-5039 モハ210-5039 クハ210-5039）
- 5600番台SS編成：3両編成7本
  - SS2編成（クモハ211-5608 モハ210-5056 クハ210-5025）
  - SS3編成（クモハ211-5609 モハ210-5057 クハ210-5028）
  - SS7編成（クモハ211-5613 モハ210-5061 クハ210-5040）
  - SS8編成（クモハ211-5614 モハ210-5062 クハ210-5043）
  - SS9編成（クモハ211-5615 モハ210-5063 クハ210-5046）
  - SS10編成（クモハ211-5616 モハ210-5064 クハ210-5047）
  - SS11編成（クモハ211-5617 モハ210-5065 クハ210-5048）

### 流鉄

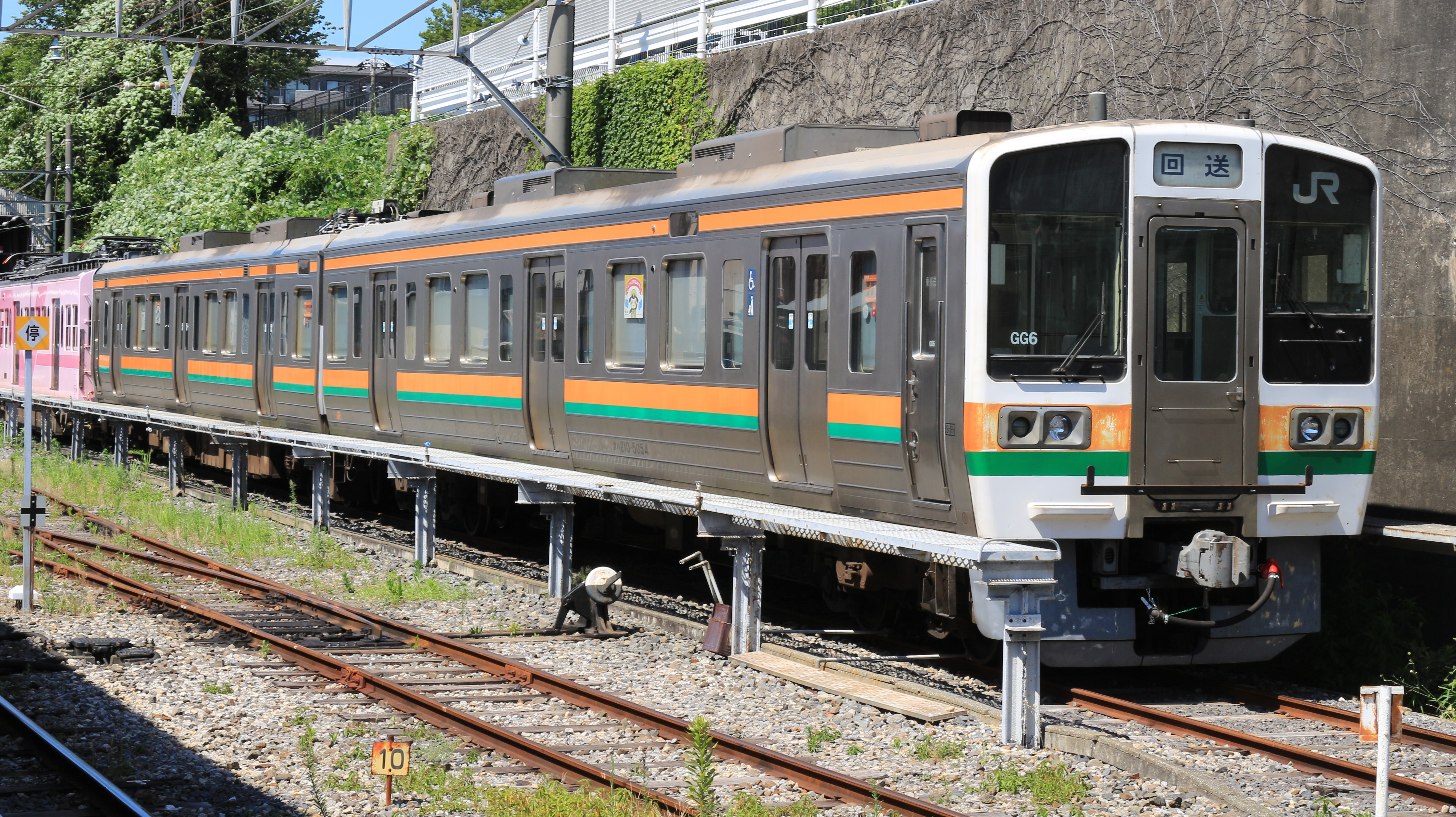
流鉄譲渡後の211系6000番台GG6編成
（2025年7月21日 流山駅）

流鉄は2025年7月9日、JR東海から211系6000番台4編成8両を譲受したことを明らかにした。今後改造の上、流山線で運用中の5000形（元西武新101系）を置き換える予定。